# Plougasnou
Plougasnou (prononcé /plu.ga.nu/ ; en breton : Plouganoù) est une commune française, située dans le département du Finistère en région Bretagne, à environ 75 km au nord-est de Brest. Plougasnou a une population de 2 887 habitants (2016). Ses habitants sont appelés les Plouganistes.
Cette station balnéaire, située au bord de la Manche, à l'extrémité sud-ouest de la Baie de Lannion, bénéficie d'un patrimoine environnemental et culturel préservé à découvrir bien que loin des circuits touristiques les plus fréquentés.

## Langue
La majorité de la population (Plouganouiz en breton) parlait breton jusqu'au XXe siècle. La commune est évoquée dans plusieurs ouvrages en langue bretonne, dont le roman Emgann Kergidu en 1878.
Une classe bilingue franco-bretonne existe à l'école Marie-Thérèse Prigent, une des deux écoles de la commune, depuis la rentrée 2023.

## Géographie

Plougasnou, sur la rive orientale de la baie de Morlaix

### Situation
La commune est située dans le Trégor finistérien sur le littoral nord-est du département du Finistère, près des Côtes-d'Armor et son climat est océanique.
| La Manche  |            |                     |
|            | Plougasnou | Saint-Jean-du-Doigt |
| Plouezoc'h | Lanmeur    |                     |

Plougasnou est limitrophe, au sud-ouest de la commune Plouezoc'h et à l'est de Saint-Jean-du-Doigt. La Manche borde tout le finage communal de l'ouest au nord-est. En situation de presqu'île sur la rive orientale de la baie de Morlaix, son littoral est découpé, avec une succession de pointes bordées de falaises : pointe de Térénez (en fait un tombolo), pointe Saint-Samson, Pierre Double, pointe de Perhérel, pointe Annaoulesten, pointe du Diben, pointe de Primel, pointe de Roc'h Louët, pointe de Ruffélic. Ces pointes alternent avec des baies souvent profondes, dont beaucoup abritent des plages : anse de Térénez (au fond de laquelle se trouve un poulier), plage de Saint-Samson, plage de Guerzit, plage du Port Blanc, anse de Diben (plage de Trégastel), anse de Primel (qui abrite la plage de Primel), baie de Sainte-Barbe qui abrite dans sa partie sud-est la plage de Plougasnou-Saint-Jean-du-Doigt).

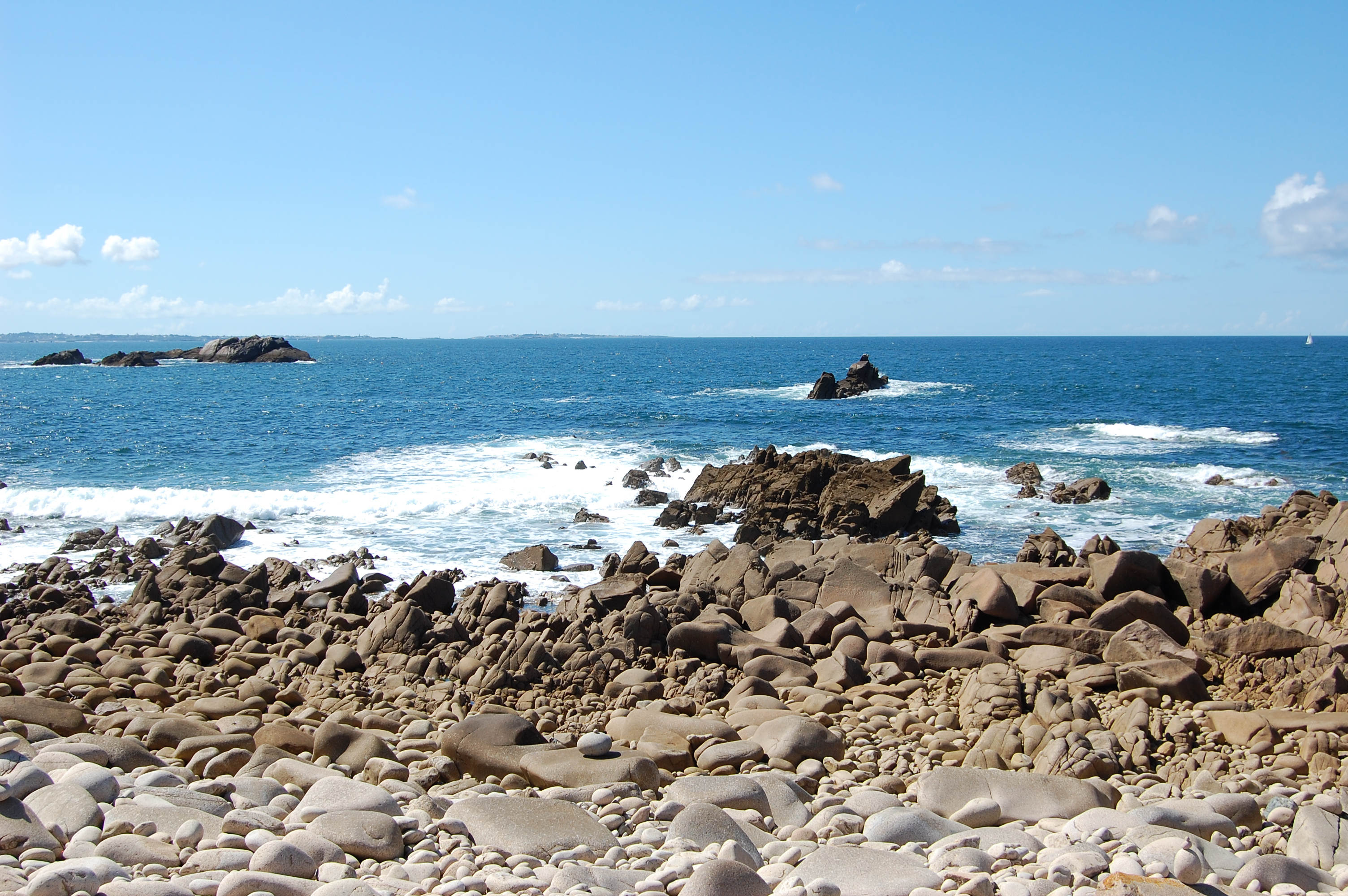
La Manche à la pointe du Diben.
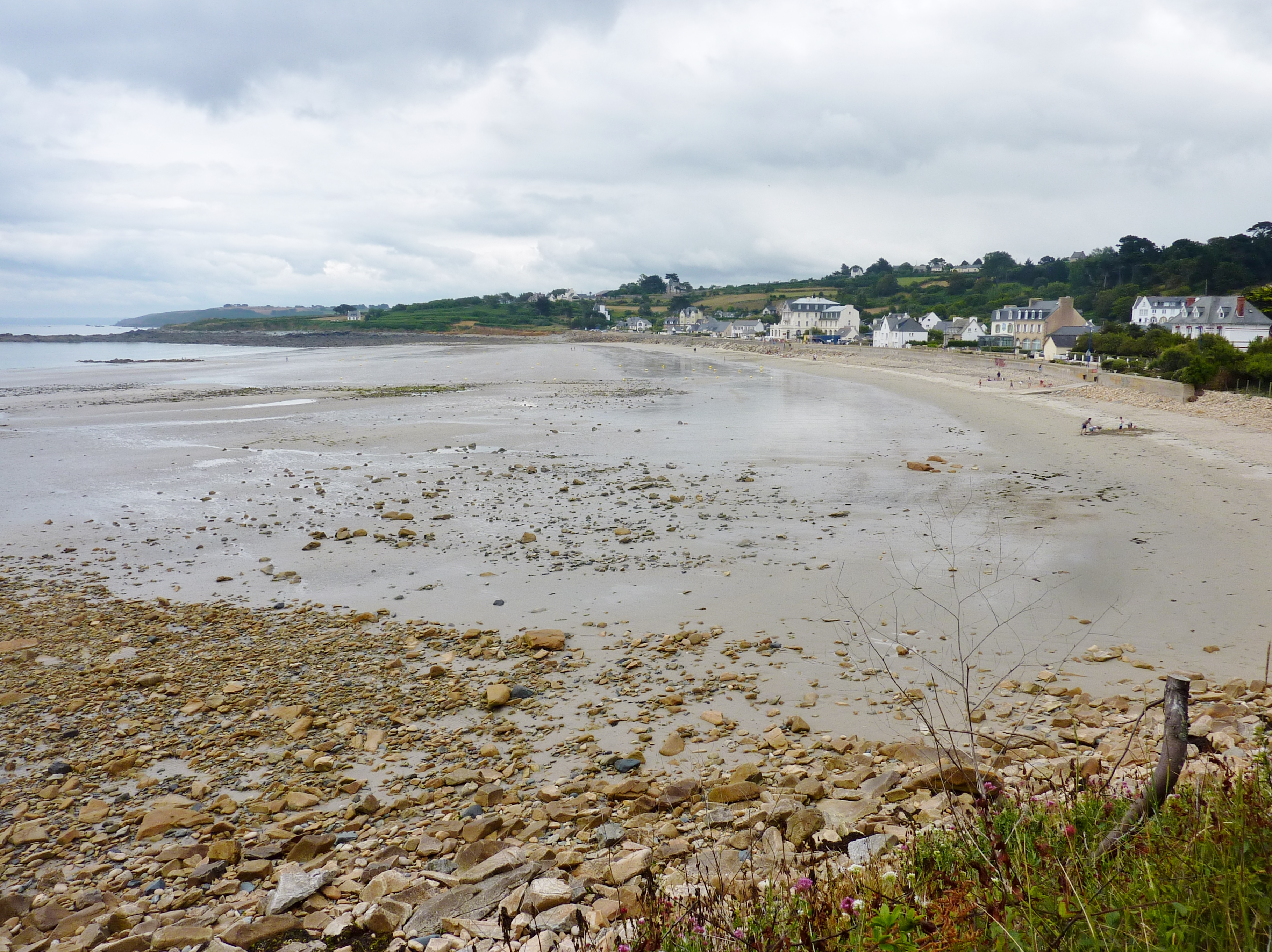
La plage de Primel et, à l'arrière-plan, la pointe de Roc'h Louët
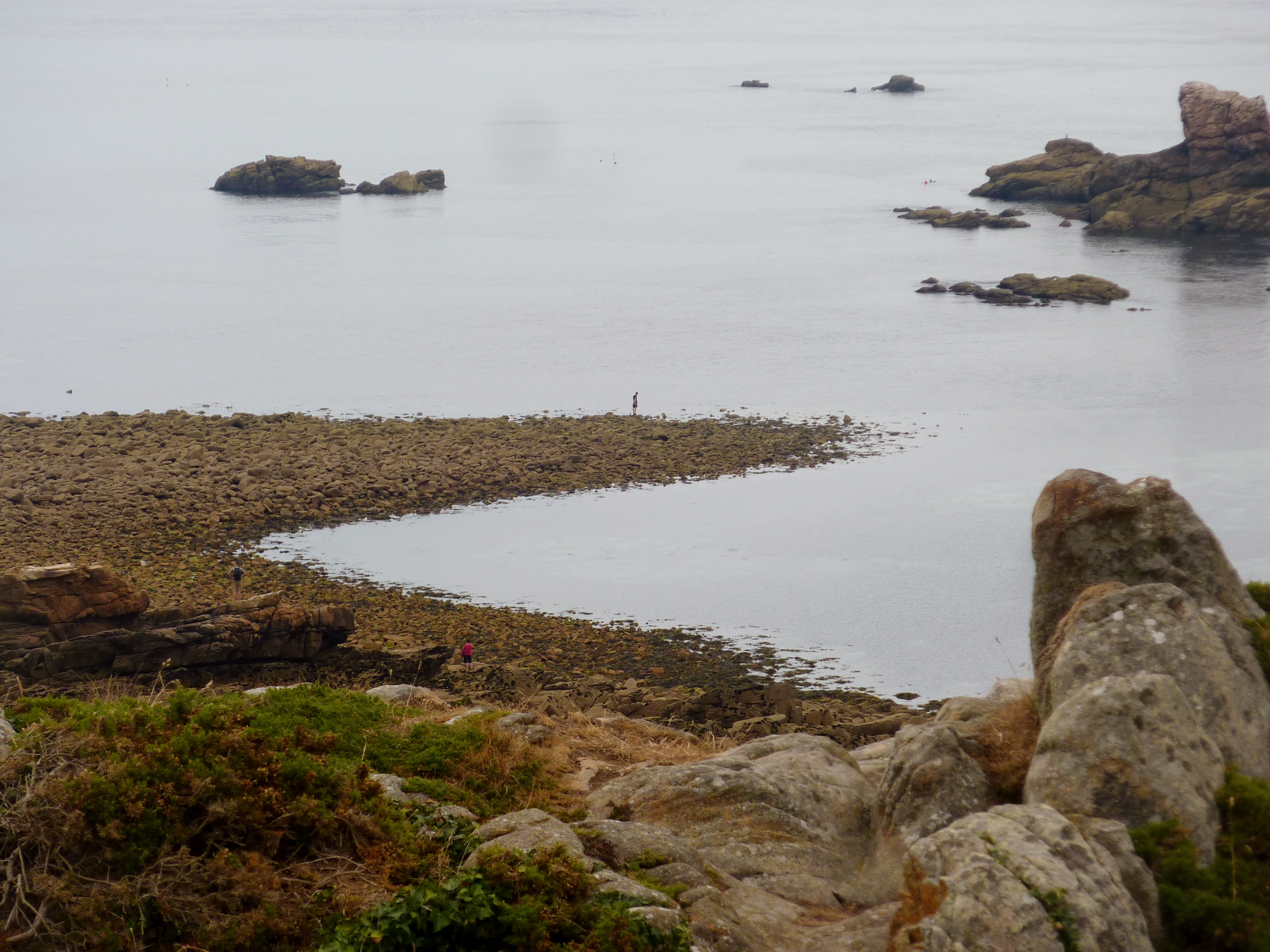
Queue de comète située dans la partie nord-est de la pointe de Primel
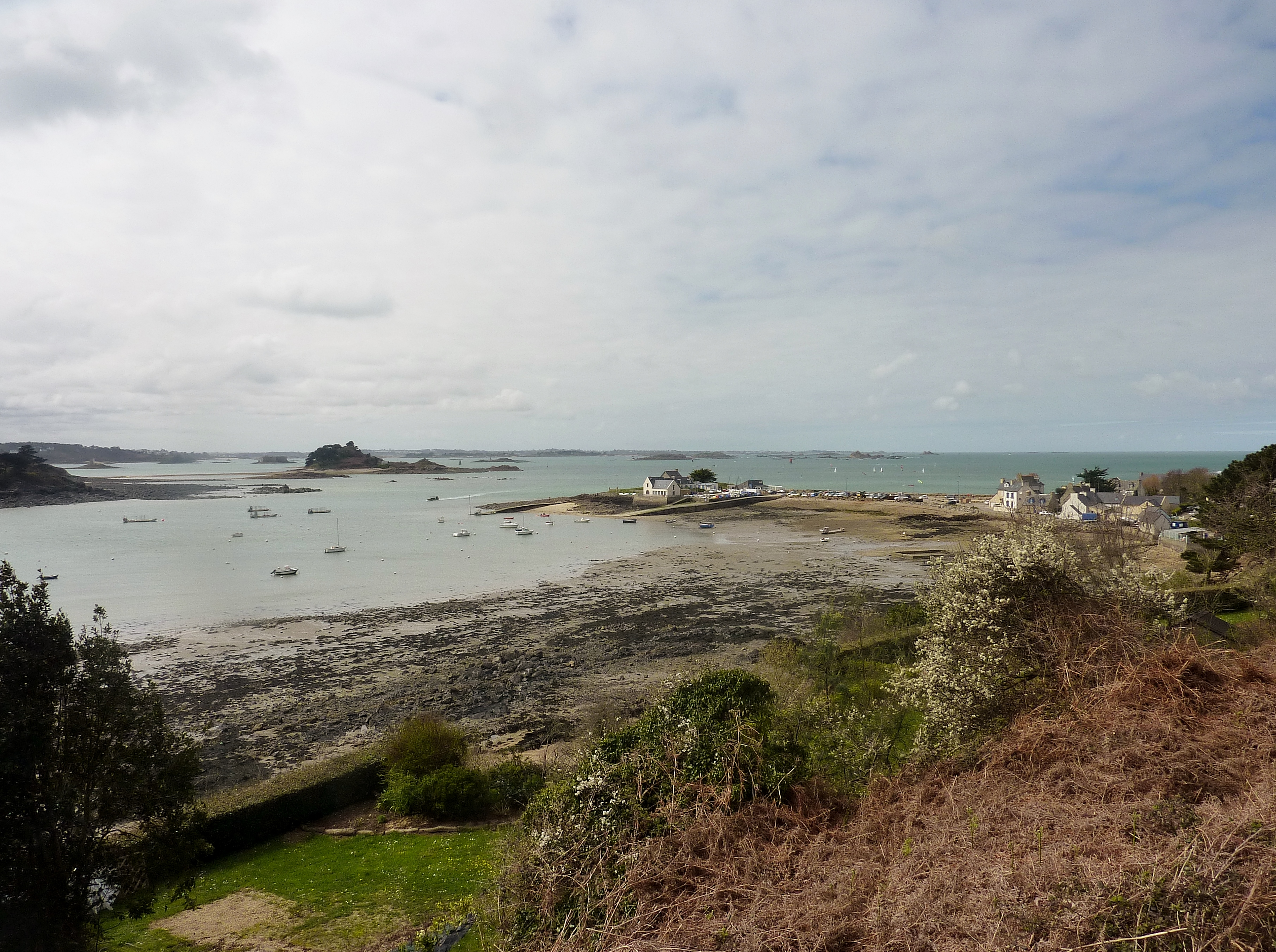
Le port de Térénez et les îlots de la baie de Morlaix

Le bourg de Plougasnou n'est pas en situation littorale (c'est d'ailleurs une caractéristique commune à de nombreuses paroisses anciennes de la région comme Guimaëc, Plestin, Ploumilliau, Ploulec'h, etc. : les plous se sont établis à une certaine distance de la côte, à l'abri du vent et probablement par crainte des pirates saxons) mais situé sur un plateau, vers 75 mètres d'altitude, à plus d'un kilomètre de la mer. L'habitat s'est développé dans les zones proches du littoral, particulièrement le long de la plage de Primel et à Trégastel, mais aussi au Diben (à proximité du port) et à Térénez (où se trouve aussi un petit port) et de manière plus générale un habitat formé en partie de résidences secondaires s'est développé en arrière, le long d'une bonne partie de la côte, entraînant un mitage des zones concernées (par exemple à Bouriol en arrière de la plage de Guerzit et à Milaudren, sur la rive orientale de l'anse de Diben, mais aussi en arrière de la plage de Primel. Mais la commune possède aussi une partie rurale étendue, parsemée de nombreux hameaux dont les principaux sont Saint-Samson, Kerbabu, Pen ar C'hra, Kervebel, Kerénot, Kerbiguet, Run Gaca, etc..
Avec une population de 3 217 habitants (2007), c'est la commune la plus peuplée du canton de Lanmeur, dans l'arrondissement de Morlaix.
Étant donné sa proximité (seize kilomètres depuis le bourg), Morlaix est la ville de référence. Guingamp est à 69 kilomètres, Brest à 75 kilomètres et Quimper à 101 kilomètres.
La majorité de la population parlait breton jusqu'au XXe siècle.

### Géologie
Du granite à faciès porphyroïde affleure à Saint-Samson et du granite à muscovite à Térénez. Des diorites et diabases, roches d'origine éruptive, affleurent, interstratifiées dans des séries sédimentaires, dans les falaises de Plougasnou et Saint-Jean-du-Doigt. Des gabbros affleurent également à Plougasnou. Alors que l'altération du granite forme généralement des boules qui s'amoncellent en chaos, l'altération est contrôlée par des diaclases subverticales à la pointe du Diben et donne un phénomène plus rare, l'érosion en lames du granite.
L'intrusion magmatique dite de Saint-Jean-du-Doigt forme un complexe gabbro-dioritique dont les affleurements peuvent être observés tout le long de la côte entre Poul Rodou (en Guimaëc) et Primel (en Plougasnou).
Des dépôts tourbeux affleurent à marée basse à Primel.

### Hydrographie
Pour un article plus général, voir Réseau hydrographique du Finistère.
La commune est située dans le bassin Loire-Bretagne. Elle est drainée par le ruisseau le Corniou, la Vallée des Moulins et divers autres petits cours d'eau,.

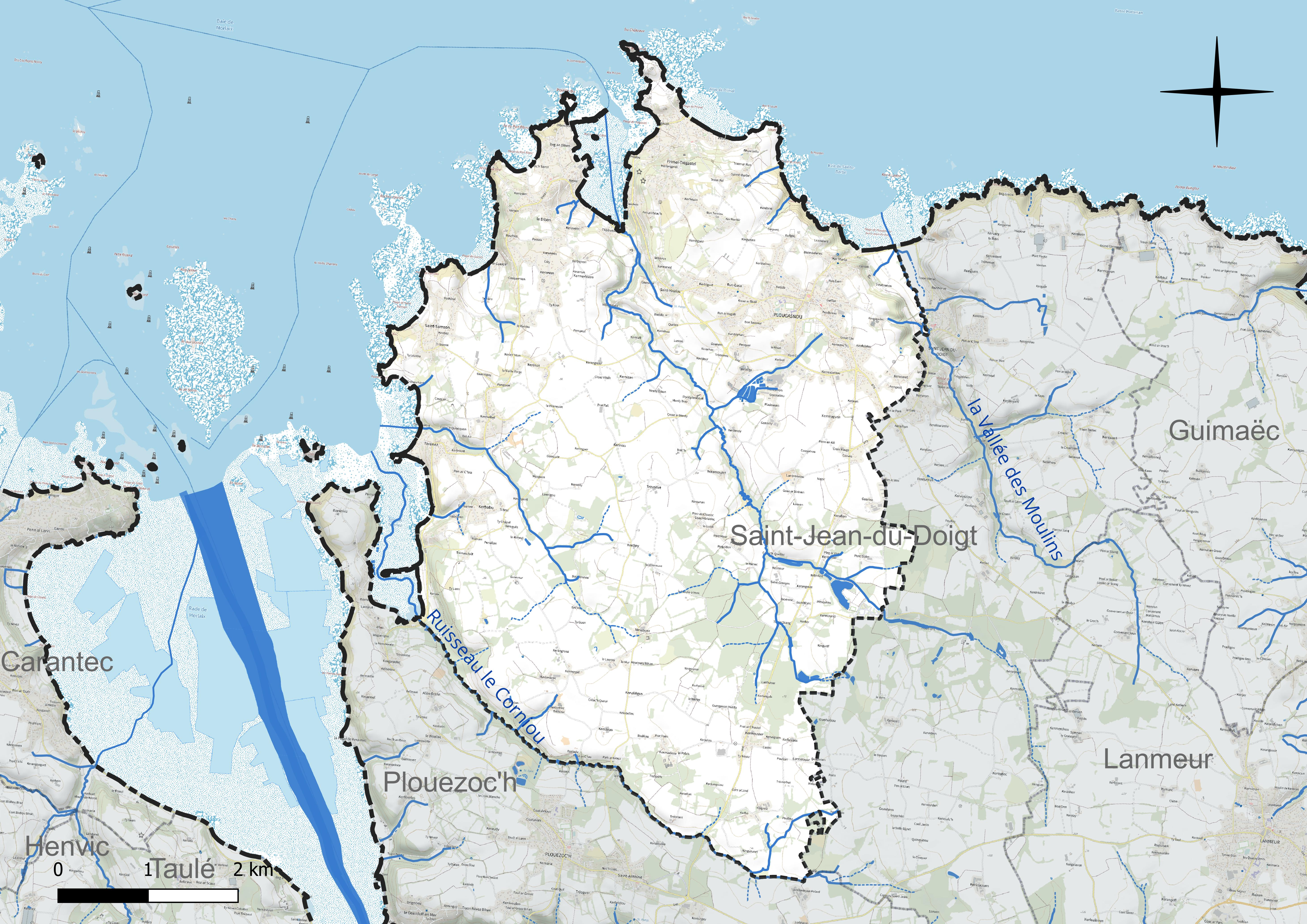
Réseau hydrographique de Plougasnou.

### Climat
Pour des articles plus généraux, voir Climat de la Bretagne et Climat du Finistère.
En 2010, le climat de la commune est de type climat océanique franc, selon une étude du CNRS s'appuyant sur une série de données couvrant la période 1971-2000. En 2020, Météo-France publie une typologie des climats de la France métropolitaine dans laquelle la commune est exposée à un climat océanique et est dans la région climatique Finistère nord, caractérisée par une pluviométrie élevée, des températures douces en hiver (6 °C), fraîches en été et des vents forts. Parallèlement l'observatoire de l'environnement en Bretagne publie en 2020 un zonage climatique de la région Bretagne, s'appuyant sur des données de Météo-France de 2009. La commune est, selon ce zonage, dans la zone « Littoral », exposée à un climat venté, avec des étés frais mais doux en hiver et des pluies moyennes.
Pour la période 1971-2000, la température annuelle moyenne est de 11,2 °C, avec  une amplitude thermique annuelle de 10 °C. Le cumul annuel moyen de précipitations est de 923 mm, avec 15,8 jours de précipitations en janvier et 7,8 jours en juillet. Pour la période 1991-2020, la température moyenne annuelle observée sur la station météorologique la plus proche, située sur la commune de Pleyber-Christ à 23 km à vol d'oiseau, est de 11,7 °C et le cumul annuel moyen de précipitations est de 1 101,6 mm,. Pour l'avenir, les paramètres climatiques de la commune estimés pour 2050 selon différents scénarios d'émission de gaz à effet de serre sont consultables sur un site dédié publié par Météo-France en novembre 2022.

## Toponymie
Le nom de la commune est un hagiotoponyme qui signifie en français « la paroisse de saint Cathnou » :
- le préfixe plou désigne en breton ancien une communauté et, par extension, une paroisse[21].
- la racine celte « Cathnou »[Note 4] est un hagionyme (nom de saint). On le retrouve dans d'autres noms de lieux en Bretagne et dans la toponymie cornique. Traduit du vieux breton, il signifie « célèbre bataille » :
  - cad est un nom commun désignant un combat, une bataille (kad en breton moderne);
  - gnoe est un adjectif signifiant fameux, célèbre (gwall en breton moderne).

### Prononciation
En français, Plougasnou se prononce [pluganu]*. Le s du nom de la commune est muet. La forme bretonne Plouganoù se prononce [plugãːnu]. Elle se distingue de la prononciation française par un a nasalisé.

### Évolution de l'orthographe
Au XIe siècle  dans les textes en latin, la paroisse était nommée Ploi Cathnou (1040), Ploicathnou ou Ploigathnou. L'orthographe évolue progressivement : Plegano (1163, 1330), Ploegaznou (1371), Ploegasnova (1450), Guycaznou (1495, 1505, 1520), Ploegaznou (1516, 1550), Plougaznou (1550) et Plougano (1630).
L'orthographe bretonne actuelle, Plouganoù, date de la fin XXe siècle. Elle concilie à la fois la prononciation en breton et l'étymologie en marquant par le suffixe -où la chute d'un a du suffixe originel -aou. Elle remplace, depuis le début du XXIe siècle, l'orthographe Plougañou en usage alors, dont la prononciation était calqué sur le français [pluganu].

## Urbanisme

### Typologie
Au 1er janvier 2024, Plougasnou est catégorisée commune rurale à habitat dispersé, selon la nouvelle grille communale de densité à 7 niveaux définie par l'Insee en 2022.
Elle appartient à l'unité urbaine de Plougasnou, une agglomération intra-départementale dont elle est ville-centre,. Par ailleurs la commune fait partie de l'aire d'attraction de Morlaix, dont elle est une commune de la couronne,. Cette aire, qui regroupe 24 communes, est catégorisée dans les aires de 50 000 à moins de 200 000 habitants,.
La commune, bordée par la Manche, est également une commune littorale au sens de la loi du 3 janvier 1986, dite loi littoral. Des dispositions spécifiques d'urbanisme s'y appliquent dès lors afin de préserver les espaces naturels, les sites, les paysages et l'équilibre écologique du littoral, tel le principe d'inconstructibilité, en dehors des espaces urbanisés, sur la bande littorale des 100 mètres, ou plus si le plan local d'urbanisme le prévoit.

### Occupation des sols
L'occupation des sols de la commune, telle qu'elle ressort de la base de données européenne d'occupation biophysique des sols Corine Land Cover (CLC), est marquée par l'importance des territoires agricoles (74,9 % en 2018), en diminution par rapport à 1990 (79,8 %). La répartition détaillée en 2018 est la suivante : 
zones agricoles hétérogènes (43,4 %), terres arables (27,3 %), zones urbanisées (15 %), forêts (6,5 %), prairies (4,2 %), milieux à végétation arbustive et/ou herbacée (3,3 %), zones humides côtières (0,3 %). L'évolution de l'occupation des sols de la commune et de ses infrastructures peut être observée sur les différentes représentations cartographiques du territoire : la carte de Cassini (XVIIIe siècle), la carte d'état-major (1820-1866) et les cartes ou photos aériennes de l'IGN pour la période actuelle (1950 à aujourd'hui).

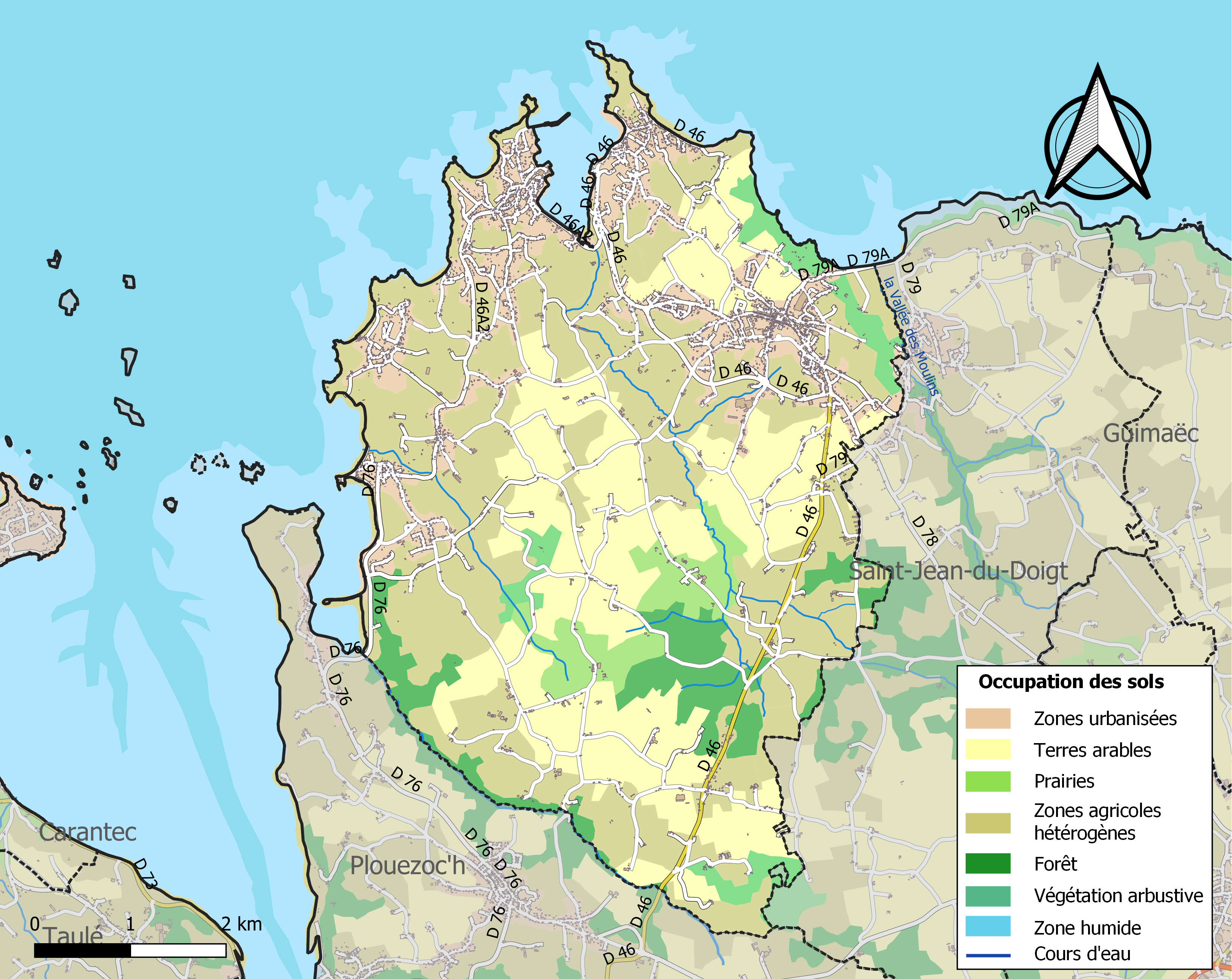
Carte des infrastructures et de l'occupation des sols de la commune en 2018 (CLC).

### Hameaux et écarts
L'habitat est très dispersé avec plusieurs villages le long de la côte (Térénez, Le Diben, Primel-Trégastel), sur les hauteurs (le bourg de Plougasnou, Kérénot) ou bien dans les terres (Kermouster) et un grand nombre de hameaux très anciens.

## Histoire

### Préhistoire

Carte de la baie de Morlaix.

Datant du Ve millénaire av. J.-C., sur la commune voisine de Plouezoc'h, le cairn de Barnenez est la plus ancienne preuve de présence humaine sur ce littoral. Ce tumulus situé face à Térénez est le site mégalithique le plus important des environs.
Sur la commune elle-même, trois mégalithes de l'âge du fer (Ier millénaire av. J.-C.) sont classés aux monuments historiques :
- le lec'h de Kermenhir ou Keraminir
- le lec'h de Kermouster
- le menhir de Traon-Bihan

Un autre menhir, situé dans le village de Goaz-Meur, avait trois mètres de haut ; il fut fouillé par Paul du Chatellier. Un tumulus avec des fragments de dolmen se trouve à Run-ar-Vugale ; au pied de ce tumulus, on a trouvé un vase, déposé entre quatre pierres forment coffre, rempli de restes incinérés.

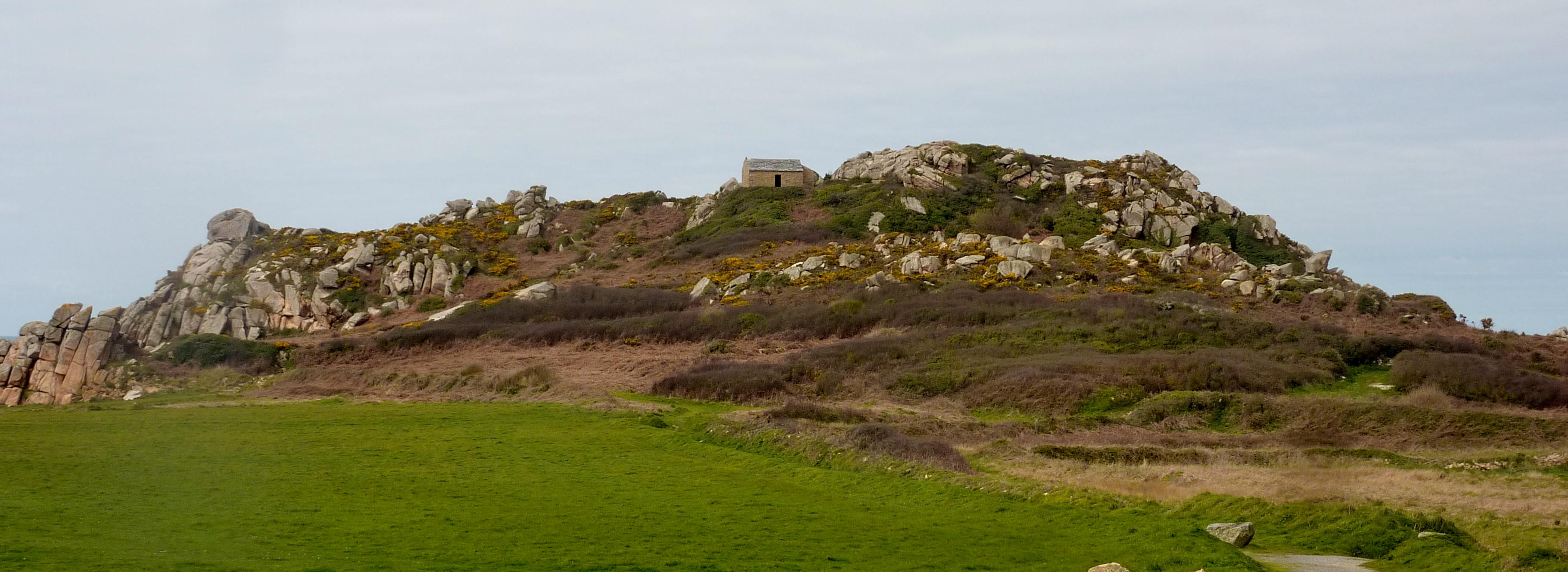
L'éperon barré de la Pointe de Primel et la cabane des douaniers

La Pointe de Primel, formée de rochers granitiques qui culminent à 48 mètres, et entourée d'écueils, forme une forteresse naturelle, occupée depuis le mésolithique par les hommes qui y aménagèrent un éperon barré protégé aussi par une triple ceinture de remparts. Entre le IXe et le XVIe siècle, le site a été envahi successivement par les Vikings, les Anglais, les Ligueurs, les Espagnols… Un poste de guet y a été construit dès le Moyen Âge et le site a été aménagé en place forte par Vauban, puis par les Allemands pendant la Seconde Guerre mondiale.

Plougasnou : la Pointe de Primel
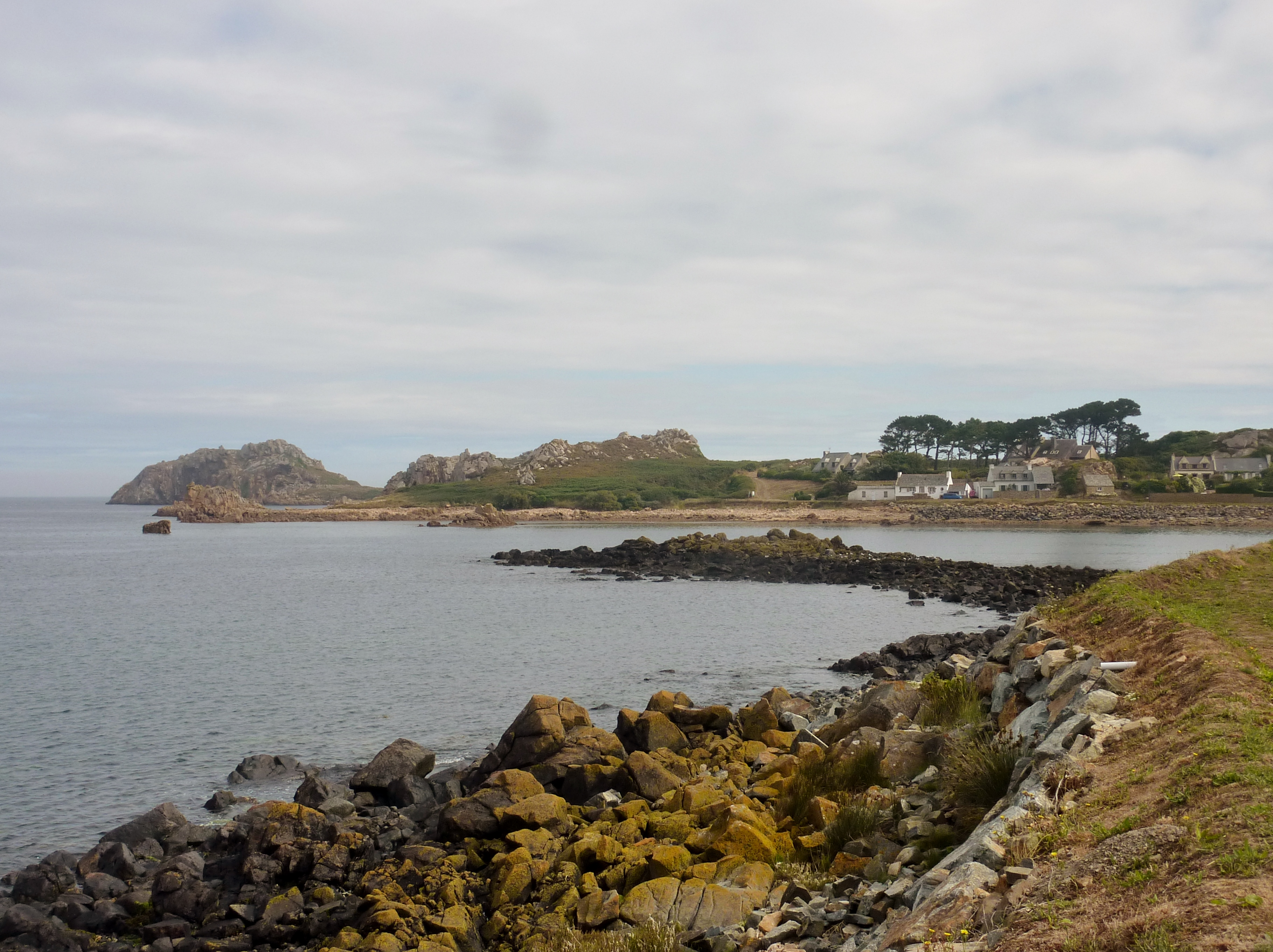
Vue de Run Pridou (partie sud de la plage de Trégastel)
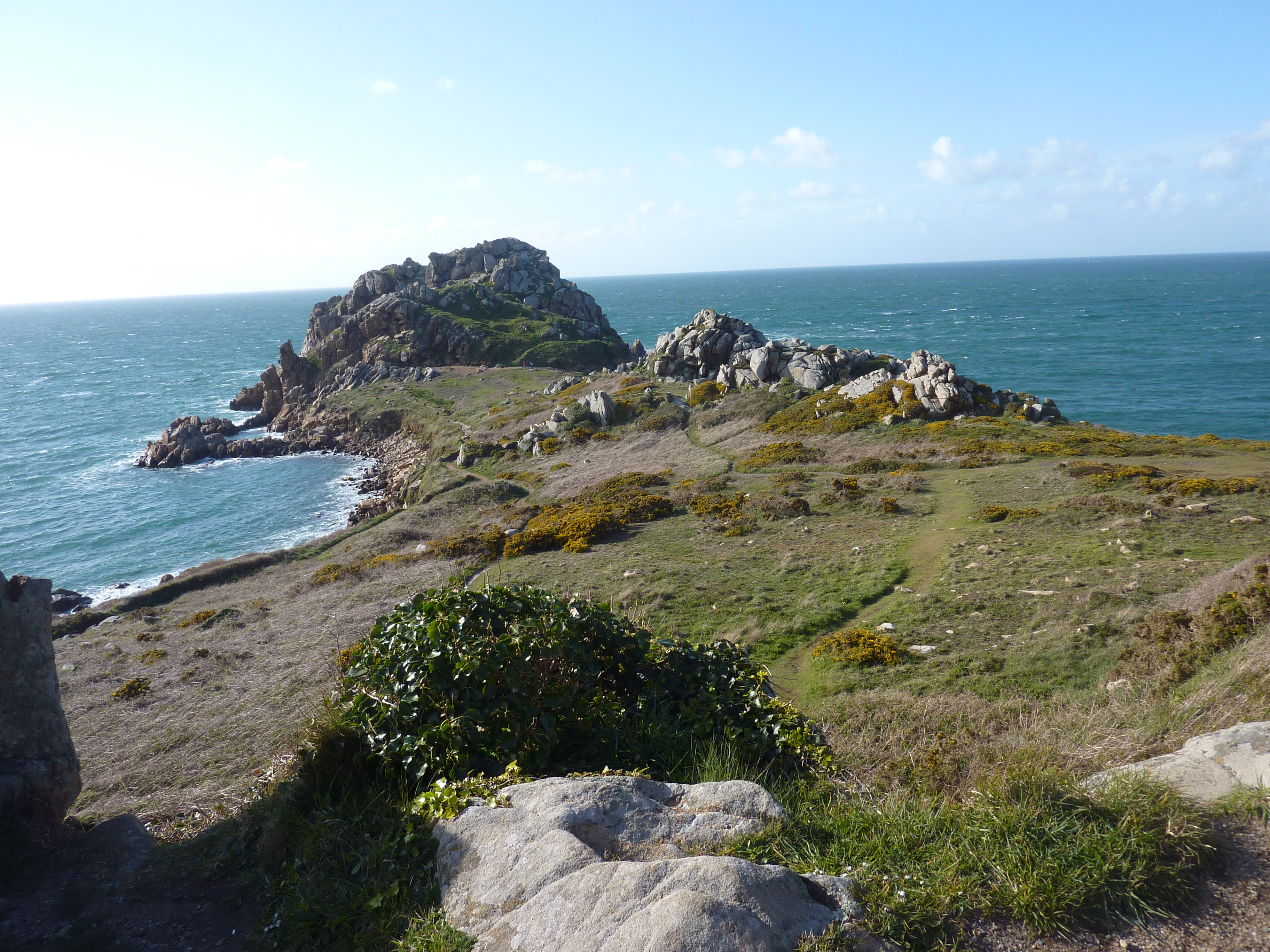
Vue d'ensemble
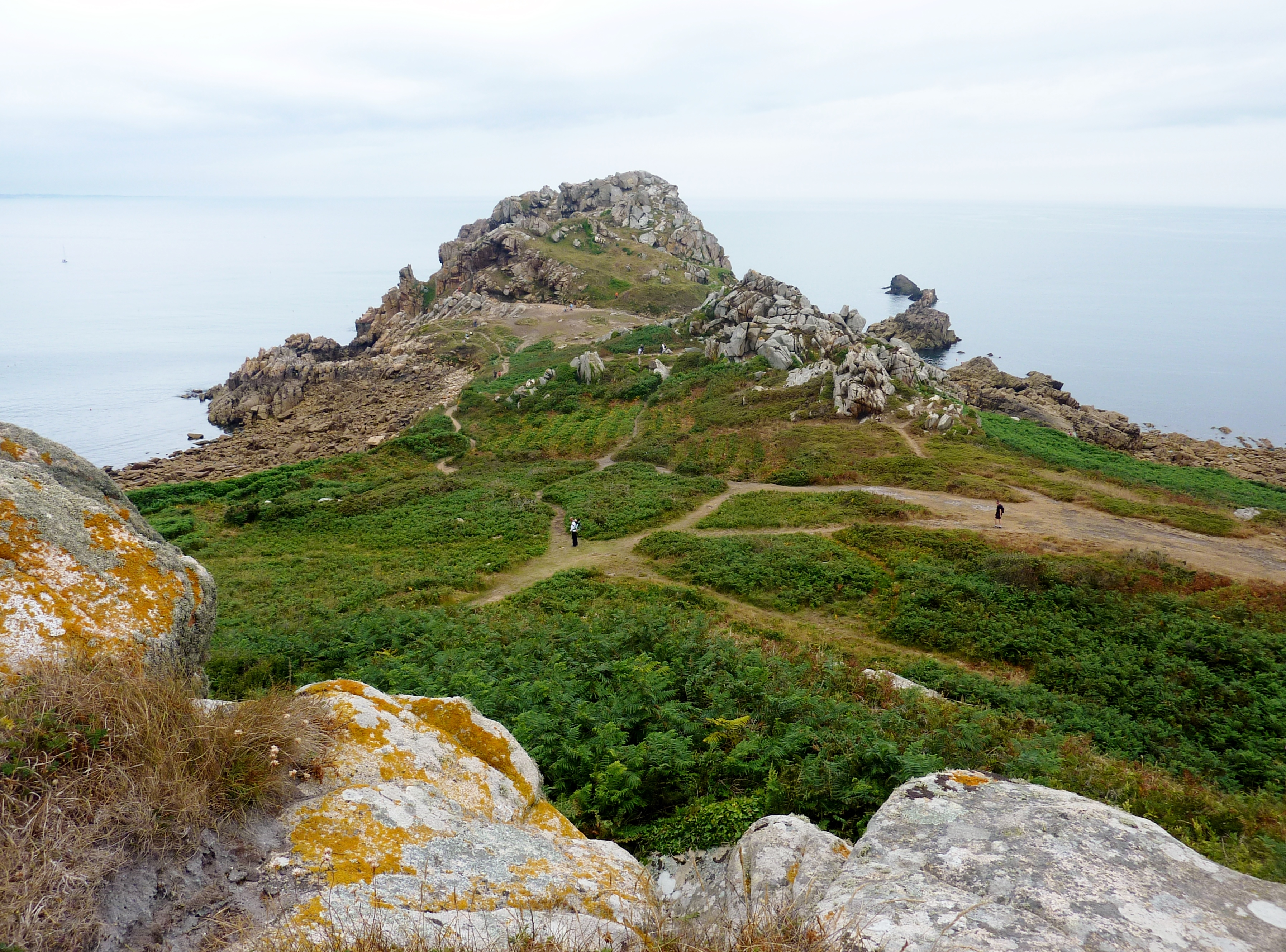
Partie nord-ouest (vue depuis la cote 38)
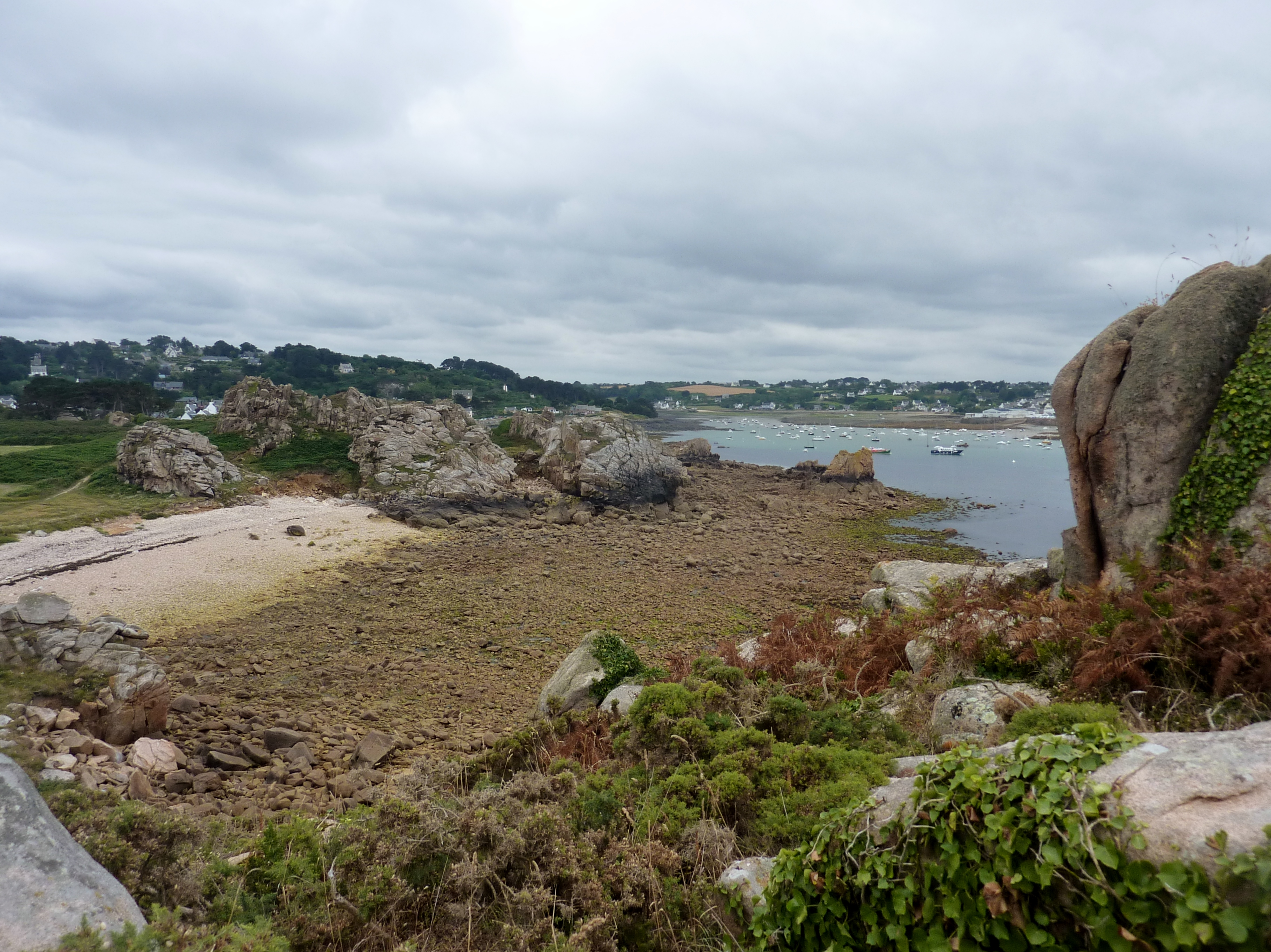
Grève et rochers de la partie sud-ouest
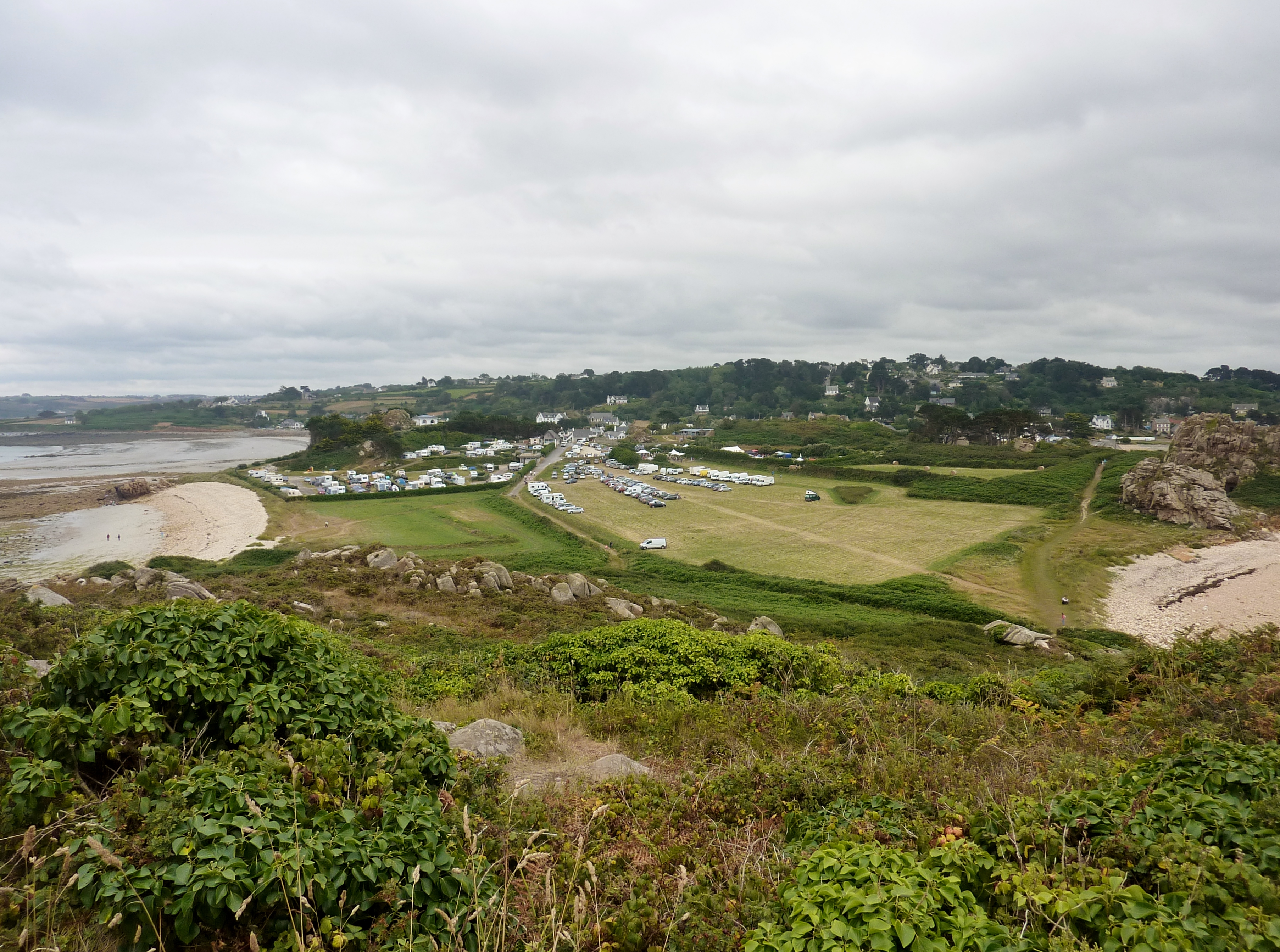
L'isthme reliant la Pointe de Primel au continent (vu depuis la "maison du douanier")

Une nécropole préhistorique, comprenant une douzaine de tombes dont deux sarcophages, a été découverte en 1903 au lieu-dit Park an Teven ("Le champ des dunes") situé au pied du rocher de Primel. Les squelettes étaient couchés selon des règles précises, la face tournée vers le soleil levant. Diverses poteries se trouvaient dans les tombeaux.
Quelques vestiges gallo-romains ont été découverts à proximité du bourg. En 2002 ou 2003, plusieurs parcelles du lotissement communal de l'Oratoire ont fait l'objet de fouilles archéologiques préventives qui ont révélé des vestiges de la Tène (bâtiment sur poteaux, fossés parcellaires et d'enclos, fosse) ; de la période gallo-romaine (constructions sur poteaux et sur solins de pierre, épandage de pierres incluant des fragments de tegulae et associé à des poteries gallo-romaines, système fossoyé, voirie, et peut-être le parement d'un talus) ; du Moyen Âge (construction à poteaux d'ancrage, fossés parcellaires, fosse, peut-être XIIe siècle).
La fondation du village de Plougasnou n'a sans doute eu lieu qu'au cours du VIe siècle (voir section suivante).

### Fondation du village, étymologie et origines

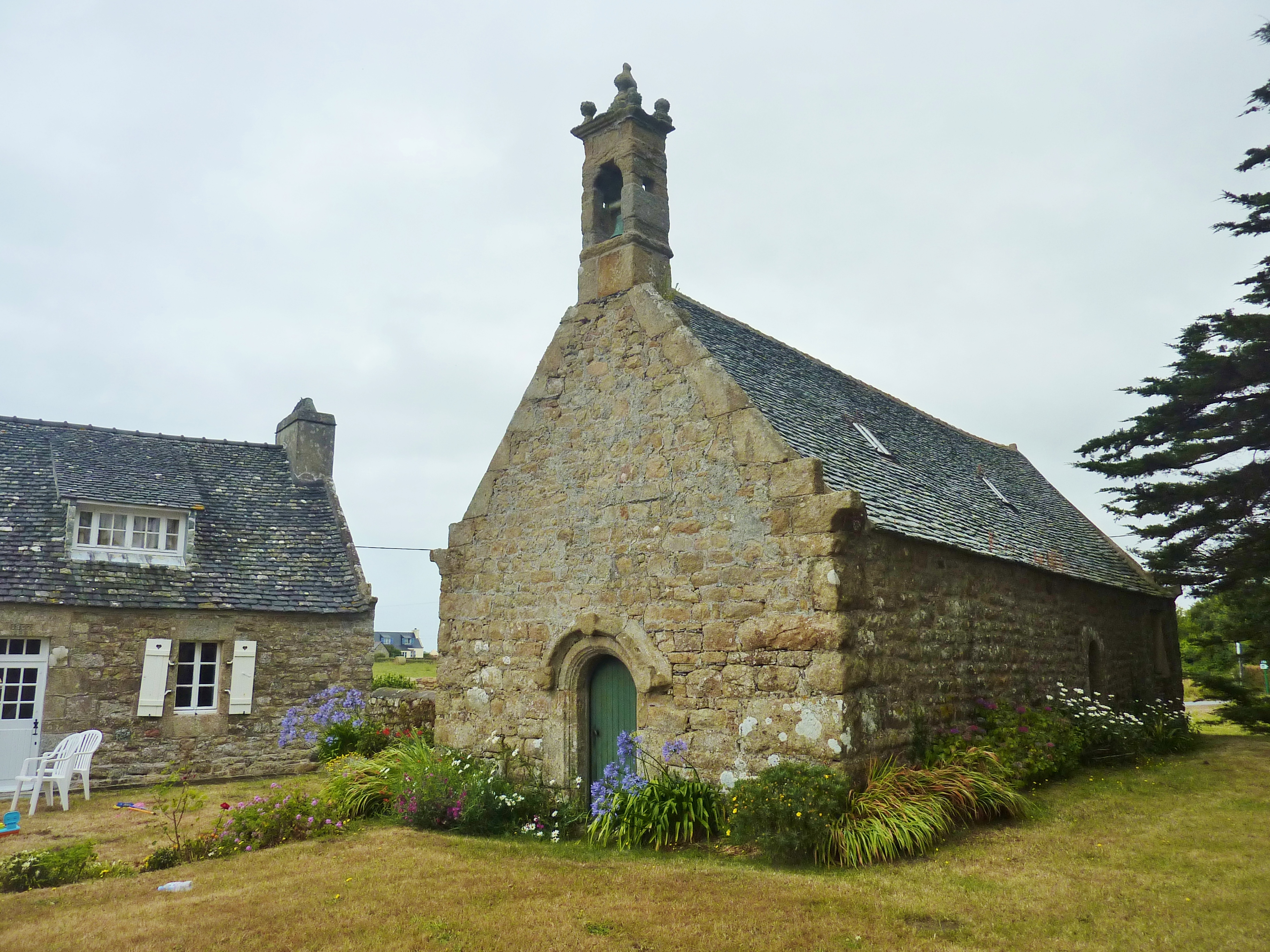
La chapelle Saint-Samson dans le hameau de Saint-Samson

Selon les récits plus ou moins légendaires, chassé de Bretagne insulaire, Saint Mériadec débarqua à Plougasnou et apprivoisa un loup qui terrorisait les environs. Saint Primel serait le fondateur du village de Primel aujourd'hui associé à Trégastel. Saint Samson franchit la Manche en direction de la Bretagne continentale où il s'établit d'abord à Plougasnou dans un petit hameau qui porte encore le nom de Saint-Samson et non loin duquel il fonda le monastère de Lanmeur avant de s'établir par la suite à Dol (aujourd'hui Dol-de-Bretagne en Ille-et-Vilaine)
Le village de Plougasnou ne fut probablement fondé qu'au VIe siècle par des immigrants domnonéens fuyant la Bretagne insulaire.
Cette paroisse bretonne avait une trève, plus exactement une simple succursale, Saint-Jean-du-Doigt, et dépendait de l'archidiaconé de Pou Castel au sein de l'évêché de Tréguier et de la châtellenie de Morlaix-Lanmeur, rattachée par la suite en 1035 au comté de Léon, puis intégré au domaine du duc de Bretagne[source insuffisante].

### Moyen Âge
En 1039, la duchesse Berthe de Blois, épouse du duc Alain III de Bretagne, donna la prévôté de Saint-Georges en Plougasnou à l'abbaye Saint-Georges de Rennes. En 1179, Guyomarch IV de Léon, qui a été battu par Henri II d'Angleterre voit ce dernier lui confisquer ses terres, dont Plougasnou.
La famille des Guicaznou, originaire de cette paroisse, fonda peut-être la forteresse de Bodister à Plourin. La réformation des fouages de 1426 évoque plusieurs membres de cette famille.
Plougasnou possédait lors de la réformation de 1426 49 manoirs et 72 « hostels » (maisons nobles) ; selon Jacques Cambry « Il y avoit plus de 200 maisons nobles dans les environs de Plougasnou, mais si pauvres, que la misère les a détruites : les survivans sont confondus avec les laboureurs et les mandians du pays ».
Jean-Baptiste Ogée cite la maison noble de Penanvern, qui appartenait en 1300 à Jean Jégou ; le Cosquer, qui appartenait en 1360 à Alain du Cosquer et qui appartenait toujours à des membres de la même famille en 1672 ; Kergroas, qui appartenait en 1400 à Guillaume de Kergroas, sieur de Kermorvan ; le Rosland, qui appartenait en 1649 à Yves de Goësbriand. A. Marteville et Pierre Varin, continuateurs d'Ogée, en indiquent un grand nombre d'autres dans leur ouvrage publié en 1845, de même que René Kerviler dans les nombreux tomes de son Répertoire général de bio-bibliographie bretonne. Par exemple, la généalogie de la famille de Trogoff, seigneurs de Kerprigent (actuellement en Saint-Jean-du-Doigt) est connue ; la chapelle dédiée à sainte Anne dans l'église de Plougasnou était aussi dénommée chapelle de la seigneurie de Kerprigent ; les membres de la famille y avaient prééminences et tombes ; les membres d'une autre branche de la famille étaient seigneurs de Kerlessy.

### Époque moderne
Vers 1543, la paroisse de Plougasnou compte 16 frairies (Guicaznou, Trégastel, Tréménec, Kermofézen, Perros, Térennez, Kerbabu, Kermadeza, Kersaint, Kerdenoy, Kermouster), dont certaines situées dans la trève de Saint-Jean-du-Doigt (Mériadec, Kervron, Donnant, Quenquizou, Tréhenvel).
Pendant les guerres de religion, en 1590, le rocher de Primel fut fortifié par Duplessix-Kerangloff, qui possédait aussi le château du Taureau, ce qui lui permettait de bloquer à son profit la rade de Morlaix et de rançonner ou piller les bateaux ; en 1592, le sieur de Goezbriand reçoit du duc de Mercœur, alors gouverneur de la Bretagne, le commandement de la forteresse de Primel, mais aux environs du 20 avril 1596, des troupes du brigand ligueur Guy Éder de la Fontenelle, allié alors aux Espagnols, s'emparent du poste fortifié de la Pointe de Primel, ce qui lui permet de contrôler tout le trafic entrant ou sortant de la baie de Morlaix. La garnison, composée de 28 Espagnols, autant d'Irlandais et huit français, est assiégée par des troupes commandées par Boiséon de Coëtinisan, gouverneur de Morlaix et Rieux de Sourdéac, gouverneur de Brest ; les assiégés sont secourus par des troupes espagnoles commandées par don Juan d'Aguila ; les Espagnols en profitent pour chasser les soldats de la troupe de La Fontenelle et prennent officiellement possession de la place au nom du roi d'Espagne en 1593. À l'initiative de leur recteur, les paroissiens de Plougasnou, armés de leurs penn-baz, lassés par les pillages commis par les soldats de La Fontenelle, les chassèrent, aussi du manoir de Kerprigent, alors en Plougasnou (actuellement en Saint-Jean-du-Doigt), qu'ils occupaient également.
En 1616, « des mécontents s'y étant retirés, la milice de Morlaix, sous les ordres de Poiséon-Coetinizan, bloqua le château [de Primel] et le détruisit de fond en comble ».
Le prieuré Saint-Georges de Plougasnou disposait au XVIIe siècle disposait d'un fief et d'une juridiction ayant droit de basse, moyenne et haute justice sur les paroisses de Plougasnou et Saint-Jean-du-Doigt, attestés par un aveu rendu au Roi en 1665 par Magdeleine de La Fayette, abbesse de l'abbaye Saint-Georges de Rennes[source insuffisante]. Anne de Bréhant, religieuse à l'abbaye Saint-Georges de Rennes, fut prieure du prieuré Saint-Georges à Plougasnou jusqu'à sa mort survenue en 1718. Entre 1743 et 1787, la juridiction dépendant du prieuré de Saint-Georges à Plougasnou siégeait à Lanmeur. Les registres d'audiences de la juridiction de Plougasnou entre 1761 et 1783, ainsi que les procédures de cette juridiction entre 1763 et 1785 ont été conservés.
Cette commune est connue pour des faits liés à la Révolte des Bonnets rouges en 1675.

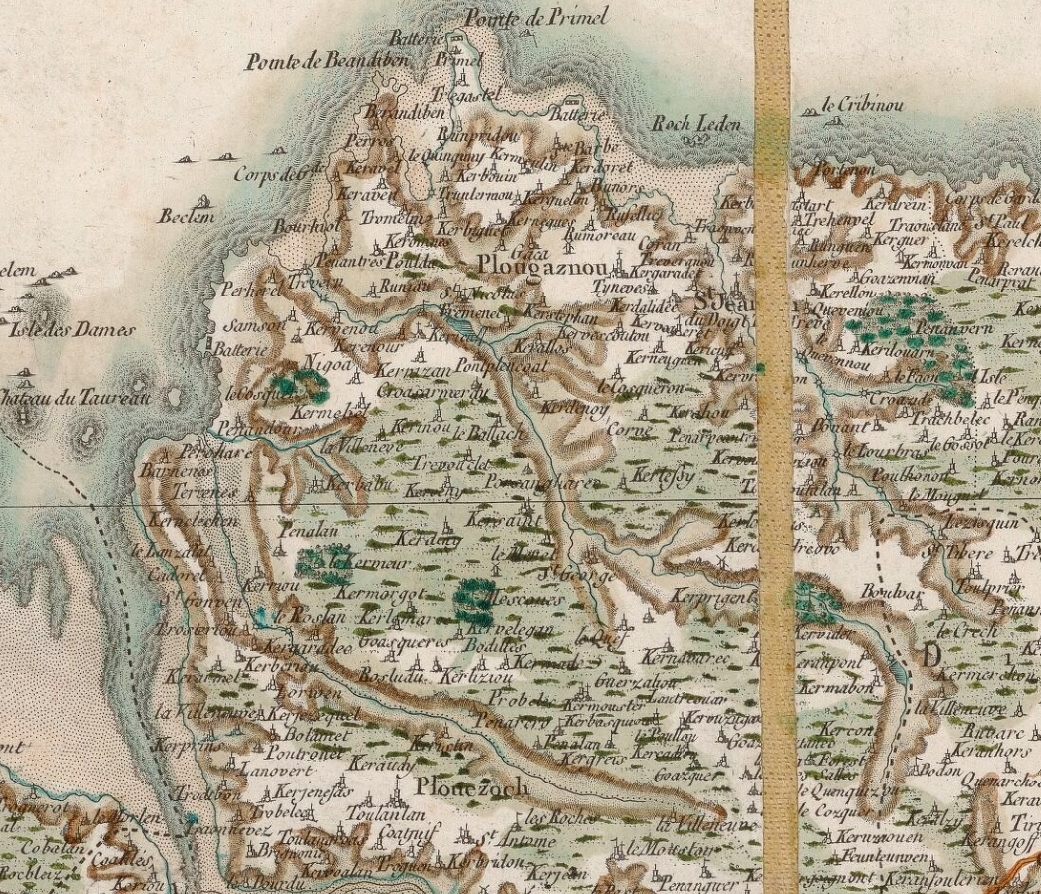
Carte de Cassini de la paroisse de Plougasnou, y compris sa trève de Saint-Jean-du-Doigt (1783).

François de Trogoff, né en décembre 1686 dans la maison noble de Kerlessy en Plougasnou, fils de Marc de Trogoff et de Marie de Kerlée du Châtel, frère prêcheur (il reçut l'habit le 21 novembre 1704), prédicateur, enseigna la théologie dans différents couvents, fut prieur de Morlaix en 1725, décédé en 1734 à Morlaix, mourut en odeur de sainteté ; une lettre du Père Joseph Thébaut, un religieux du même Ordre, raconte « le concours énorme et continuel du peuple au tombeau du saint religieux, où la dévotion des pèlerins entretient de nombreux cierges allumés ».
En 1759, une ordonnance de Louis XV ordonne à la paroisse de Ploufganou [Plougasnou] de fournir 75 hommes et de payer 492 livres pour « la dépense annuelle de la garde-côte de Bretagne ».
François Clech, de Plougasnou, participa comme novice à la guerre d'indépendance américaine dans l'escadre du comte de Ternay.
Selon Jean-Baptiste Ogée, en 1778, la paroisse de Plougasnou, y compris sa trève de Saint-Jean-du-Doigt, comptait alors 3 000 communiants.

### La Révolution française
En 1793 est créée la commune de Saint-Jean-du-Doigt, dont le territoire appartenait jusque-là à la paroisse de Plougasnou.
Jacques Cambry, écrivain breton qui voyagea dans le Finistère pendant la Révolution française, rapporte des coutumes particulières à la cérémonie du mariage dans la paroisse de Plougasnou :

« A Plougasnou, comme dans presque tous les villages du Finistère, les filles à marier se demandent en vers. Un usage singulier dans les mariages a lieu dans cette commune et dans les environs : quatre hommes, vêtus de blanc, portent sur une civière une soupe aux mariés ; quatre hommes vêtus de la même couleur portent sur le même instrument des serviettes, et feignent de les essuyer : le pain qu'on leur présente est coupé ; les morceaux réunis par un fil qui les traverse, sont un emblème de la vie conjugale. »

### XIXesiècle
L'épidémie de choléra survenue dans le Finistère en 1832-1833 fit 60 morts à Plougasnou.
En 1845, A. Marteville et Pierre Varin, continuateurs d'Ogée, indiquent que la commune de Plougasnou, pour une superficie totale de 3 397 hectares, possède alors 2 286 ha de terres labourables, 245 ha de prés et pâtures, 60 ha de bois, 3 ha de vergers et 575 ha de landes et incultes. La commune comptait alors 14 moulins (de Roz-Lann, du Pont, Cosquer, Névez, Arstang, Pontplaincoët, Pontglos, Mesquéau, à eau).
À Plougasnou et Saint-Jean-du-Doigt, la coupe du goémon vif [vivant] se pratiquait traditionnellement entre le 5 et le 31 mai.
En décembre 1853 une grande quantité de débris fut trouvée sur la côte, entre Plougasnou et Locquirec, laissant supposer qu'un navire s'était perdu corps et biens. Aucun des débris retrouvés n'a pu faire identifier le nom du bateau et aucun cadavre ne fut trouvé ; seule une boîte contenait de lettres adressées au capitaine Lemingre, de l'Île d'Arz.
Le pourcentage de conscrits illettrés à Plougasnou entre 1858 et 1867 est de 69 %.
Fin XIXe siècle la construction de 67 écoles de hameaux a été autorisée dans le Finistère par deux décrets :
- Le décret du 25 octobre 1881 qui a délégué une subvention pour 18 écoles de hameaux sur l'arrondissement de Quimperlé ; toutes ont été bâties.
- Le décret du 14 mars 1882 qui a délégué une subvention pour 50 écoles de hameaux sur les quatre autres arrondissements du département (Brest, Châteaulin, Morlaix, Quimper) à choisir dans les communes « dont le territoire est le plus étendu et les ressources les plus restreintes » ; 49 ont été bâties dont 2 à Plougasnou (Kérénot et Mesgouez)[62].

Le 29 mai 1877, Ludovic de Kersauson du Vieux-Châtel, conseiller général, parti du château de Trobidon en Plouezoc'h dans une voiture dite charrette américaine fut tué dans un accident survenu dans une descente de la route menant à Plougasnou et son domestique fut grièvement blessé à la tête.
En 1880 est achevée la construction du chemin de grande communication no 46 allant de Morlaix à Plougasnou dont le tracé avait été adopté en octobre 1866 ; ce tracé passe par Le Dourduff-en-Terre, tout près de Melin Vor (Moulin à mer), commune de Plouezoc'h, où s'arrête la navigation sur le petit fleuve côtier le Dourduff et où 6 000 tonnes d'engrais marins (destinés pour partie à Plougasnou) étaient alors débarqués chaque année ; son prolongement jusqu'aux grèves de Primel et Trégastel est alors demandé.
En 1888, un matelot mécanicien originaire de Plougasnou, Kervoasou, âgé de 34 ans, fit partie des victimes de l'explosion du vapeur Ville-de-Calais survenue dans un bassin du port de Calais.
En 1899, Plougasnou fait partie des dix-huit seules communes du département du Finistère à déjà posséder une société d'assurance mutuelle, forte de 159 adhérents (c'est la deuxième commune du département en nombre d'adhérents après Ploujean), contre la mortalité des animaux de ferme, qui assure les chevaux et les bêtes à cornes.
En 1889, on joua encore à Plougasnou, ainsi qu'à Lanmeur, Guerlesquin et d'autres paroisses voisines, un mystère : Le mystère de Jacob ou de Joseph vendu par ses frères.
Des patronages catholiques parisiens (Le Bon Conseil, puis Saint-Marcel et Saint-Pierre de Montrouge) organisaient des colonies de vacances, alternativement de garçons et de filles, à Plougasnou à la fin du XIXe siècle et au début du XXe siècle dans une villa de Kerlevenez. En 1907, un rapport indique que, depuis 1903, le patronage de Montrouge a organisé depuis 1903 5 colonies de vacances à Plougasnou et décrit comment les colons contribuent à animer la localité.
La Congrégation des Filles de la Sainte Vierge de la Retraite de Vannes, vouée à la prière et à l'enseignement, avait à la fin du XIXe siècle une "maison" à Plougasnou.
Plougasnou reste à la fin du XIXe siècle perçu par les intellectuels parisiens comme un endroit insolite comme en témoigne cet écrit de Firmin Maillard : « J'étais à Plougasnou, une bourgade du Finistère découverte depuis peu, et je jouissais du parfait bonheur qu'on éprouve à vivre loin des gens qui vous ressemblent..., au milieu de bons paysans voisins de l'état primitif (...) ».
L'endroit attire aussi à partir de 1896 des artistes russes comme le peintre Alexandre Benois, le dessinateur Evgueny Nikolaévitch Lanceray et le sculpteur animalier Artémi Lavrentiévitch Ober (1843-1917) : « Benois et Lanceray commencent alors à chercher l'endroit le mieux adapté pour leur première découverte de la Bretagne, vierge et non encore exploré par les artistes (...). L'accompagnateur breton leur conseilla alors le village de Primel-Trégastel, un endroit, selon Benois « si breton qu'il serait insensé de chercher quelque chose de plus breton ailleurs ». La vue qui s'offrait à leurs yeux était d'une beauté indescriptible (...), un petit golfe encadré de rochers en granit rose et de formes étonnantes ».

### XXesiècle

#### L'orphelinat de la mer
En 1901, l'abbé Lafuye crée un "Orphelinat de la mer" à Plougasnou, destiné à accueillir les enfants des péris en mer : une maison est construite à cet effet sur Plougasnou à environ 500 mètres de l'église paroissiale pour recevoir une quinzaine d'orphelins de 6 à 12 ans. Le nom symbolique de Ker Job fut donné à cette maison, ce qui veut dire en breton "maison de Joseph" (qui fut le père nourricier et protecteur de Jésus). Une autre est prévue entre Saint-Samson et le port de Térénez pour les adolescents destinée à leur apprendre la pêche côtière.
La congrégation des Sœurs de l'Immaculée Conception de Saint-Méen tint un hôpital à Plougasnou qui dut fermer en vertu de la loi Combes du 7 juillet 1904.
Jegou, de Plougasnou, fut l'un des cinq marins du voilier Frasquita (qui appartenait à l'aventurier Jacques Lebaudy, lequel se proclama "empereur du Sahara") faits prisonniers par une tribu maure ; il revint vivre à Térénez en Plougasnou en 1903 après sa libération.

#### Le fonctionnement de l'école au début duXXesiècle
Gustave Geffroy décrit ainsi le fonctionnement de l'école de Plougasnou, citant l'instituteur :

« Les choses (...) se passent à peu près de la même façon que du temps où l'instruction n'était pas obligatoire. Je me souviens qu'à ce moment il n'y avait peut-être pas vingt élèves autour de l'instituteur, alors qu'en réalité il y aurait dû en avoir cent trente ou cent cinquante. Il en est toujours de même (...) Lorsqu'on envoie demander, le soir, pourquoi le petit n'est pas venu, une réponse d'utilité est le plus souvent faite. C'est pour la moisson. C'est pour mener la vache aux champs. C'est pour aller ramasser le goémon sur la grève, etc.. L'hiver, les routes son mauvaises ; l'été c'est le travail des champs (...). »

#### Une visite ministérielle à Plougasnou
Camille Pelletan, ministre de la Marine, s'arrêta à Plougasnou et au port de Primel le 17 mai 1903 dans le cadre d'une visite qu'il effectua en Bretagne.
Le 18 avril 1903, les Frères de Ploërmel se voient refuser l'autorisation de poursuivre leur activité d'enseignement à Plougasnou.
Un marin originaire de Plougasnou, J. Bourdiec, ainsi qu'un autre originaire de Plouezoc'h, Ch. Jegou, et deux autres marins, furent faits prisonniers par des pillards, alors qu'ils participaient à une expédition organisée par Jacques Lebaudy, qui s'était lui-même proclamé Empereur du Sahara, dans la région du Rio de Oro.

#### Une description de Primel en 1912

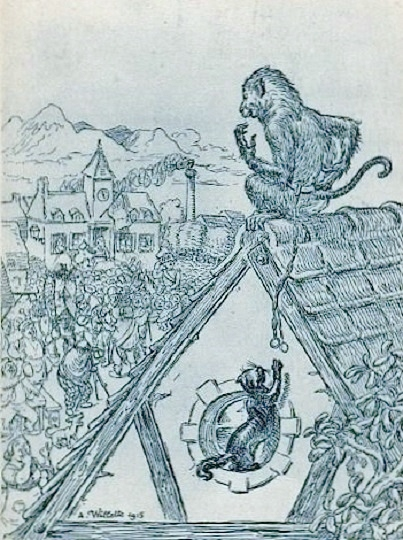
Adolphe Willette : Plougasnou vu depuis la maison de Ker Maria (dessin de 1915)

Albert de Mun, qui assiste à une bénédiction de la mer à Primel en 1912 rapporte en ces termes des propos du curé de Plougasnou :

« Il y a là, autour de Primel, huit cents habitants, presque tous des marins, de ces marins dont vous savez le courage et la pauvreté. Ils n'ont ni une église, ni une chapelle, ni une école, ni un prêtre pour leur parler du bon Dieu. (...) Plus de six kilomètres pour atteindre Plougasnou ; la grève, qui est plus courte, est impraticable l'hiver, et le chemin lui-même est, par les gros temps, souvent défoncé. Alors, comment faire ? Les pauvres gens ne peuvent pas venir à la messe, ni les enfants au catéchisme ; l'école de hameau est à plus de trois kilomètres, et l'hiver, par la tempête, imaginez pour les petits quel trajet ! Alors quoi ? Nous faisons ce que nous pouvons ; mais sans église, sans école, sans rien, que pouvons-nous ? À peine si nous arrivons à visiter les malades et à porter le bon Dieu aux mourants. »

En 1913 s'écroula l'ancienne chapelle Saint-Maudez, dite aussi de Kerbabu, qui datait du XVIIe siècle.
Entre 1913 et 1925, Adolphe Willette séjourne à Ker Maria en Plougasnou, chez l'abbé Clair, dans une petite maison connue désormais sous le nom de Ker Willette. Il en profite pour peindre un vitrail honorant saint Joseph dans l'église de Plougasnou et effectue plusieurs dessins représentant Plougasnou ; il peint aussi le plafond de la chapelle Saint-Yves.

#### Les chemins de fer armoricains

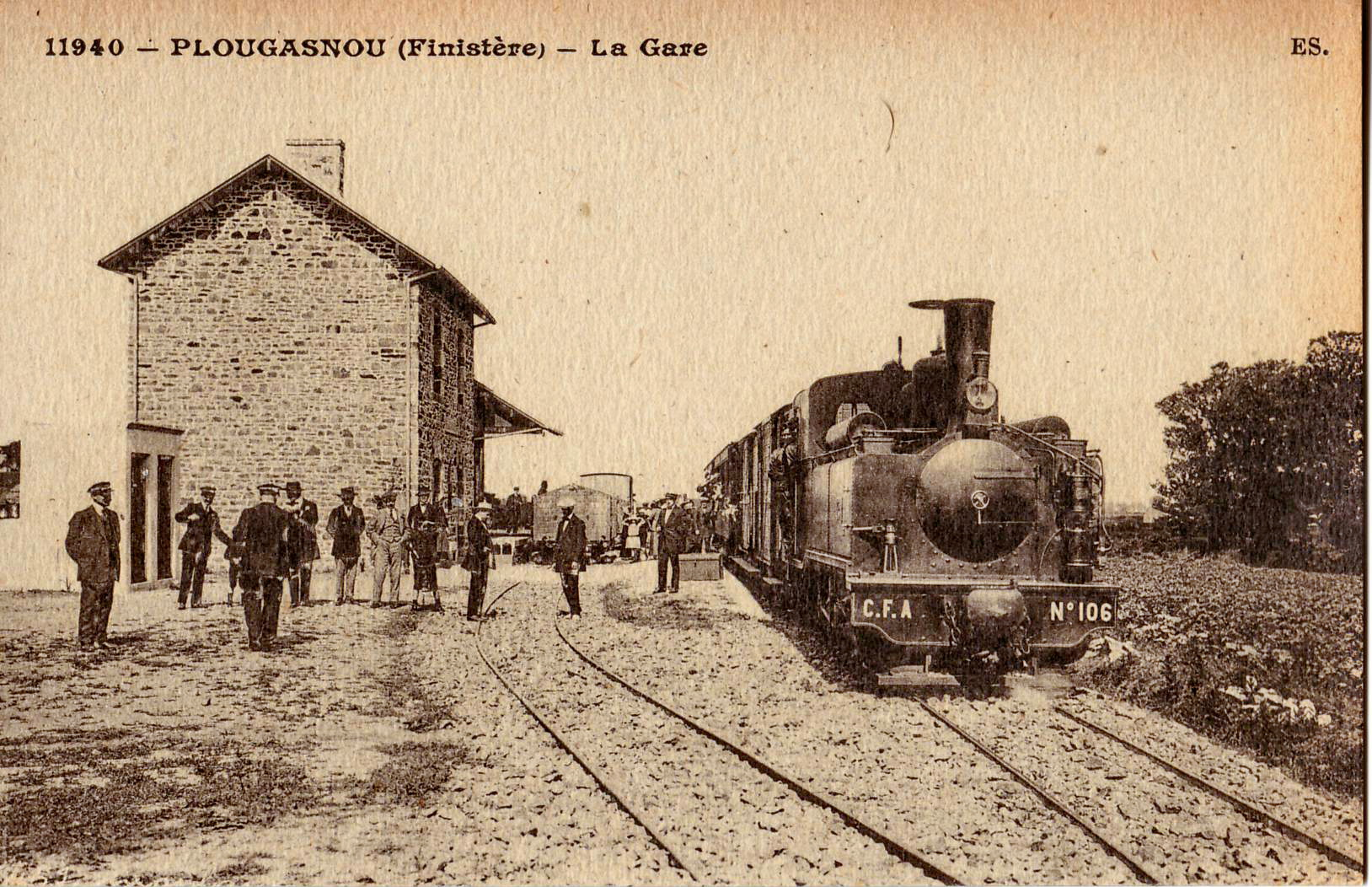
Gare de Plougasnou des CFA.

La concession pour la construction de la ligne ferroviaire Morlaix- Plestin et de l'embranchement de Plougasnou est accordée à MM. Favre et Chalumeau par le Préfet du Finistère le 1er février 1908. Officiellement ouverte le 1er mai 1912, les chemins de fer armoricains exploite la ligne Morlaix-Primel. Un sabotage se produisit en 1911 sur cette ligne alors en construction (des éclisses furent enlevées), mais ce fut sans conséquences en raison de la vigilance du mécanicien du train de service.
- En 1913, dès la première année de mise en circulation, il y a 3 départs de Morlaix et 3 départs de Primel. Le train met alors 1 h 23 pour faire ce trajet.
- En 1930, le train ne met plus que 1 h 10 à 1 h 15.
- En 1934, après 22 ans d'exploitation, la ligne devenue déficitaire est fermée.

La gare de Plougasnou existe toujours et se trouve face au stade de football en contrebas du bourg côté ouest.

#### Première Guerre mondiale

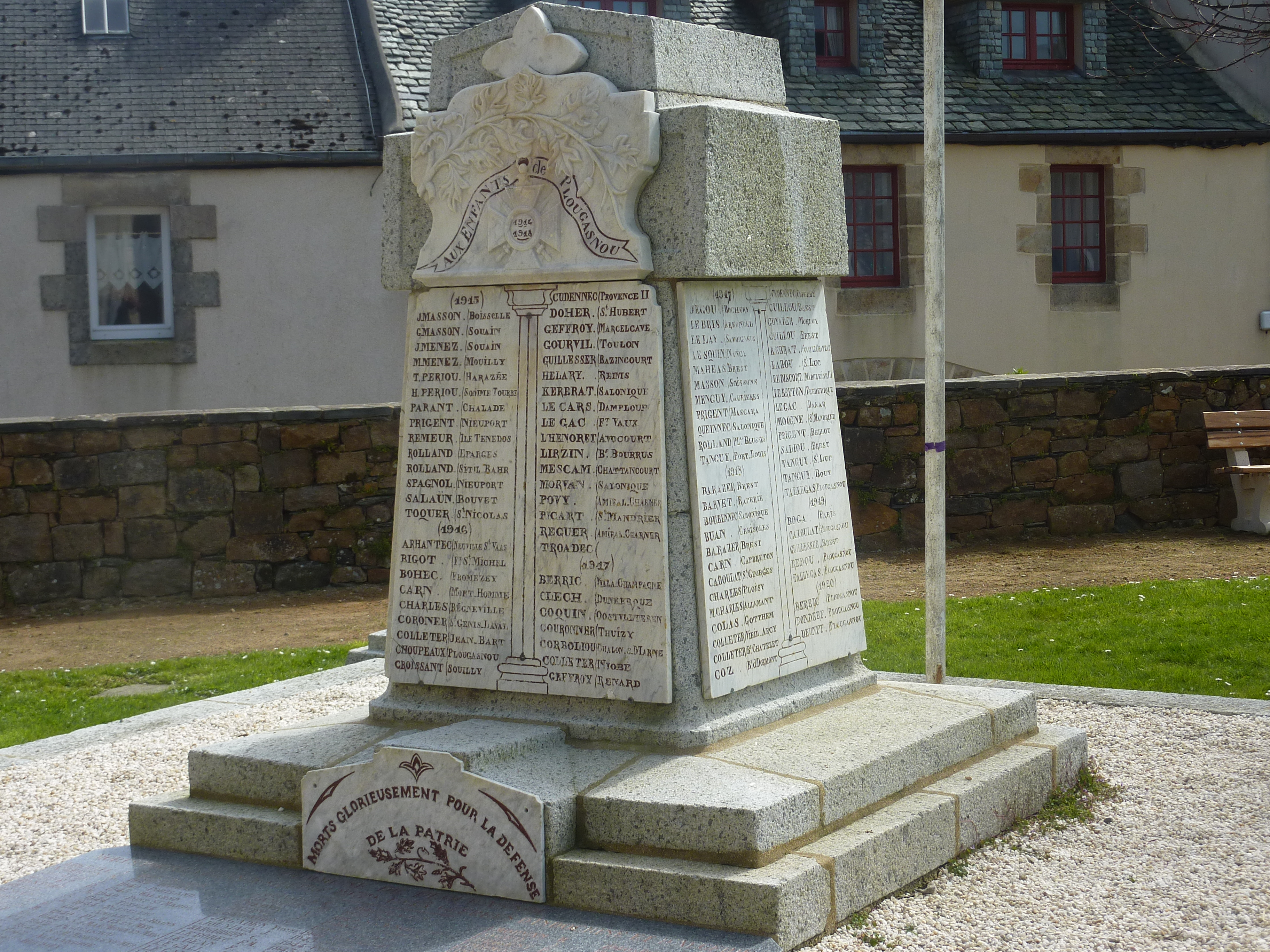
Plougasnou : le monument aux morts

Le monument aux morts de Plougasnou porte les noms de 150 soldats morts pour la France pendant la Première Guerre mondiale, ainsi que ceux de 9 autres morts entre 1919 et 1925 des suites de blessures reçues pendant ce conflit. Parmi eux, 11 sont morts en Belgique (dont 9 lors de la Course à la mer en 1914-1915), 10 sont décédés dans les Balkans lors de l'expédition française d'Orient, dont 5 en Grèce, à Salonique pour quatre d'entre eux et à Moudros dans l'île de Lemnos pour l'autre, quatre en Turquie lors de la bataille de Sedd-Ul-Bahr pendant l'expédition des Dardanelles, 1 en Serbie ; 12 sont des marins décédés en mer (parmi eux, Jean Cudennec, décoré de la Croix de guerre et de la Légion d'honneur) ; la plupart des autres sont décédés sur le sol français, si l'on excepte un décès survenu en 1918 à Dakar (Sénégal) et un autre décès survenu en Allemagne. Plusieurs ont été décorés, par exemple Armand Mahéas et François Marie Spagnol, décorés de la Médaille militaire et Pierre Marie Joseph Barazer de Lannurien, décoré de la Croix de guerre et chevalier de la Légion d'Honneur.
Neuf soldats n'ayant pas de liens particuliers avec Plougasnou, mais hospitalisés à l'hôpital complémentaire no 66, installé à Ker Job en Plougasnou, y sont décédés et inhumés dans une tombe collective au sein du cimetière communal.
Jeanne Redon, de Térénez, reçut en 1920 le prix Monthyon car, outre la fait qu'elle ait aider son père à pêcher pendant les quatre années de la guerre, en 1916, alors âgée de 16 ans, et aînée de treize enfants, elle prit seule la mer à bord du sloop Marie-Joseph pour aider un navire anglais en difficulté à entrer dans la Rivière de Morlaix.

#### Entre-deux-guerres
En 1925, une société de mareyeurs se crée dans le syndicat de Plougasnou pour le commerce et la vente des langoustes, homards et autres produits de la mer. « Paris et les grands villes de France, et même de l'étranger, demandent de la marchandise et payent bien ».
Un préventorium est créé à Plougasnou, à deux kilomètres de la mer, à Pontplaincoët, dans un parc boisé, avant 1924, par Ernest May. Il comprend 36 lits réservés aux enfants indigents du département appartenant à des familles dont l'un des membres est tuberculeux.
Les colonies de vacances des patronages parisiens existaient encore en 1933, visitées cette année-là par le cardinal Verdier, venu aussi rencontrer les directeurs et élèves du séminaire de Saint-Sulpice qui venaient passer leurs vacances à Kermaria en Plougasnou. D'autres colonies de vacances, accueillant près de 300 enfants, étaient organisées à Plougasnou chaque été par la ville de Morlaix.
Le 9 mai 1934, un hydravion de la base de Cherbourg, en difficulté, capota en tentant d'amerrir près du lieu-dit "Lediben" ; les deux aviateurs blessés s'accrochèrent à l'épave et furent secourus par un bateau de pêche, le La-Maria.

#### Seconde Guerre mondiale
En tout, le monument aux morts de Plougasnou porte les noms de 62 personnes mortes pour la France pendant la Seconde Guerre mondiale. Parmi elles, 13 sont des marins disparus en mer (dont Joseph Corre, Jean Guyader et Hervé Albert tous trois disparus à bord du Surcouf le 18 février 1942) et trois autres marins sont décédés l'un à Glasgow (Royaume-Uni), un autre à Alexandrie (Égypte) et le troisième, Étienne Colléter, à Margate (Royaume-Uni); 3 sont décédés en déportation (Marcel Aubertin à Dachau, Jean Guillaume Féat à Siegburg, Marcel Clech au camp de concentration de Mauthausen en Autriche).
Plougasnou fait partie des premières communes bretonnes à avoir répondu à l'appel du 18-Juin du général de Gaulle. Dès le 19 juin 1940, le jour même de l'arrivée des troupes allemandes dans la région de Morlaix, l'Oiseau des tempêtes, un bateau de pêche, quitte le port de Primel avec huit hommes à bord. Ce ne fut que le premier des nombreux bateaux qui assurèrent par la suite le passage en Angleterre de plus de 350 patriotes (par exemple Jacques Jouniaux), certains d'entre eux à plusieurs reprises, en particulier le Primel, qui transporta à lui seul 230 personnes. Le 5 juin 1942 par exemple, le sloop Yolande quitte la baie de Térénez avec trois hommes à bord, dont A. Saladin, âgé de 15 ans et demi, de Plouezoc'h, et Tudel, 16 ans, de Plougasnou.
Pendant la Seconde Guerre mondiale, Plougasnou est utilisée comme base du réseau « Var » animé par Peter Deman du SOE qui assure des liaisons avec la Cornouailles. Ce réseau permet le retour de François Mitterrand, alors chef du mouvement de résistance RNPRG, qui débarque près de Plougasnou en février 1944.
La commune a été décorée de la médaille de la Résistance. Un monument à la mémoire des Bretons des Forces françaises libres est dressé sur un îlot dans le port du Diben. Il a été inauguré en 1955 et comporte 288 noms de morts ou disparus. La commune de Plougasnou a vu partir 50 de ses enfants dont 20 ne devaient pas revenir.
Quatre résistants (Marcel Aubertin, Louis Guilloux, J.A. Loyen, Albert Vom-Hoevel) sont dénoncés par Hervé Botros, de Lanmeur, membre du kommando de Landerneau. D'autres résistants seront également dénoncés par Hervé Botros : Isidore Masson (de Morlaix), Charles Bescond, Yves, Emile et Yvonne Jegaden (tous cinq de Plougasnou) sont arrêtés le 3 juillet 1944. Isidore Masson, Charles Bescond, Yves et Yvonne Jegaden furent exécutés par les Allemands le 4 juillet 1944 et leurs corps enterrés dans une fosse à Ruffélic où ils sont exhumés le 12 août 1944. Une stèle est érigée à leur mémoire à Ruffélic, face à la mer. Émile Jegaden fut déporté au camp de Natzweiler-Struthof, puis dans le commando de Shomberg en Allemagne. Il reviendra vivant dans le courant du mois de mai 1945 après avoir réussi à s'évader lors de la "marche de la mort", mais garda de nombreuses séquelles physiques et psychiques jusqu'à sa mort survenue en 2014. Le soir du 3 juillet 1944, la feldgendarmerie envahit divers quartiers et hameaux de Plougasnou : de nombreux habitants sont arrêtés, certains étant retenus plusieurs jours. Le 20 août 1944, un charnier est trouvé derrière un talus près de la ferme de Merdy-Bras, contenant les corps de quatre résistants exécutés le 6 juillet 1944 par des hommes du kommando de Landerneau : Claude Kerguiduff, Alexis Moal, Pierre Moal et Jean Scour ; leur souvenir est commémoré par une stèle qui se trouve à Pontplaincoat, à proximité du manoir qui avait été réquisitionné pendant l'Occupation par les troupes allemandes.
Deux marins canadiens de l'Athabaskan, destroyer coulé le 29 avril 1944 lors d'un combat naval contre des navires de guerre allemands près de l'Île Vierge, sont inhumés dans le cimetière de Plougasnou. Six autres soldats du Commonwealth sont enterrés dans le carré militaire du cimetière de Plougasnou.
Le 5 août 1944, un groupe FFI d'environ 80 hommes libère Plougasnou alors qu'une trentaine de soldats ennemis (dont une vingtaine de Russes) se trouvent encore retranchés dans un blockhaus de la côte. Une colonne allemande forte de 200 hommes se porte à leur secours et prend 30 otages dans la population civile, menaçant en plus de détruire le bourg en cas de résistance ; les otages réussirent à s'échapper près de Lanmeur, mais deux résistants furent alors abattus, Vincent Le Noan et Jean Tanguy ; peu après, la colonne allemande fut anéantie par les troupes américaines et résistantes près de Plouigneau ; onze Allemands furent tués et une trentaine faits prisonniers.

#### L'après guerre
Trois soldats originaires de Plougasnou (H. Hémon, Jean Mahé, J.-H. Réguer), ont été tués pendant la guerre d'Indochine et deux pendant la guerre d'Algérie (Guillaume Guéguen et S. Godard).
La société Les grands viviers de Primel (famille Oulhen), associée à des mareyeurs de Camaret et Douarnenez, a pratiqué jusque dans la décennie 1960 la pêche à la langouste le long des côtes africaine et brésilienne.
Un petit gisement alluvionnaire (460 000 m3) de cassitérite, un minerai stannifère a été exploité entre 1971 et 1973 à Plougasnou par la COMIREN (Compagnie des Mines de Saint-Renan).

## Politique et administration

### Jumelage
- Helston (Royaume-Uni) depuis 2010[134],[135]

## Population et société

### Démographie
La commune constitue avec Saint-Jean-du-Doigt, l'unité urbaine de Plougasnou

#### Évolution démographique
L'évolution du nombre d'habitants est connue à travers les recensements de la population effectués dans la commune depuis 1793. Pour les communes de moins de 10 000 habitants, une enquête de recensement portant sur toute la population est réalisée tous les cinq ans, les populations de référence des années intermédiaires étant quant à elles estimées par interpolation ou extrapolation. Pour la commune, le premier recensement exhaustif entrant dans le cadre du nouveau dispositif a été réalisé en 2007.

En 2022, la commune comptait 3 035 habitants, en évolution de +5,13 % par rapport à 2016 (Finistère : +2,16 %, France hors Mayotte : +2,11 %).
| 1793  | 1800  | 1806  | 1821  | 1831  | 1836  | 1841  | 1846  | 1851  |
| ----- | ----- | ----- | ----- | ----- | ----- | ----- | ----- | ----- |
| 4 959 | 3 103 | 3 106 | 3 029 | 3 827 | 3 790 | 3 817 | 4 003 | 3 735 |

| 1856  | 1861  | 1866  | 1872  | 1876  | 1881  | 1886  | 1891  | 1896  |
| ----- | ----- | ----- | ----- | ----- | ----- | ----- | ----- | ----- |
| 3 650 | 3 261 | 3 868 | 3 876 | 3 786 | 3 723 | 3 709 | 3 805 | 3 644 |

| 1901  | 1906  | 1911  | 1921  | 1926  | 1931  | 1936  | 1946  | 1954  |
| ----- | ----- | ----- | ----- | ----- | ----- | ----- | ----- | ----- |
| 3 700 | 3 843 | 3 997 | 3 968 | 3 767 | 3 677 | 3 687 | 3 683 | 3 350 |

| 1962  | 1968  | 1975  | 1982  | 1990  | 1999  | 2006  | 2007  | 2012  |
| ----- | ----- | ----- | ----- | ----- | ----- | ----- | ----- | ----- |
| 3 536 | 3 422 | 3 368 | 3 432 | 3 530 | 3 393 | 3 240 | 3 217 | 3 107 |

| 2017  | 2022  | - | - | - | - | - | - | - |
| ----- | ----- | - | - | - | - | - | - | - |
| 2 776 | 3 035 | - | - | - | - | - | - | - |

Commentaire : Pour l'année 1793, la population indiquée pour la commune de Plougasnou inclut les 1 550 habitants de Saint-Jean-du-Doigt ; la population réelle, Saint-Jean-du-Doigt exclu, est donc de 3 409 habitants pour l'année 1793. En un peu plus de deux siècles, la population de Plougasnou a été stable, la population en 2012 étant quasi identique à celle de 1800. Entre ces deux dates, à peine peut-on distinguer deux pics démographiques atteints l'un en 1846 avec 4 006 habitants, l'autre en 1911 avec 3 997 habitants ; une tendance au déclin démographique est aussi perceptible depuis 1911, la commune perdant quand même 890 habitants (- 22,3 %) en un siècle entre 1911 et 2012, ce déclin s'accentuant depuis 1990 (- 423 habitants en 22 ans). Depuis 1968 au moins, le solde naturel est constamment négatif (variant de - 0,7 % à - 1,2 % l'an selon les périodes intercensitaires) ; pour la période 2007-2012, le taux de natalité n'est que de 6,7 pour mille, alors que le taux de mortalité est de 19,2 pour mille, le taux d'accroissement naturel étant donc de - 12, 5 pour mille.
Ces dernières décennies, le vieillissement de la population est net : en 2012, les 65 ans et plus représentaient 34,0 % de la population totale, alors que les 0 à 19 ans n'en formaient que 11,5 %, ceci étant dû à l'éloignement de Plougasnou par rapport aux grandes villes et à une certaine attractivité balnéaire, des néos-retraités transformant leur résidence secondaire en résidence principale, ce qui explique que le solde migratoire soit constamment positif depuis au moins 1968 (compris entre + 0,5 % et + 1,1 % l'an selon les périodes intercensitaires). En raison de sa situation littorale, la commune possède en effet de nombreuses résidences secondaires : en 2012, elles étaient 1 114 et représentaient 38,2 % d'un parc immobilier total formé essentiellement de maisons individuelles.

#### Évolution du rang démographique
| selon la population municipale des années : | 1968 | 1975 | 1982 | 1990 | 1999 | 2006 | 2009 | 2013 |
| Rang de la commune dans le département      | 45   | 45   | 50   | 49   | 53   | 60   | 66   | 72   |
| Nombre de communes du département           | 286  | 283  | 283  | 283  | 283  | 283  | 283  | 283  |

En 2017, Plougasnou était la 85e commune du département en population avec ses 2 776 habitants (territoire en vigueur au 1er janvier 2020), derrière Pont-Aven (84e avec 2 801 habitants) et devant Gouesnach (86e avec 2 769 habitants).

#### Une population âgée
La population de Plougasnou a baissé de 11,3 % en 5 ans en raison du pourcentage élevé de personnes âgées (53 % de plus de 60 ans en 2018 contre 32 % en moyenne régionale) et de la cherté de l'habitat, liée à l'attractivité littorale. Le manque de jeunes menace l'avenir du petit collège de Plougasnou qui n'a plus que 105 élèves en 2020.

### Vivre à Plougasnou
La commune dispose de deux écoles maternelles et élémentaires publiques (au bourg et à Kérénot), et d'un collège, public lui aussi.

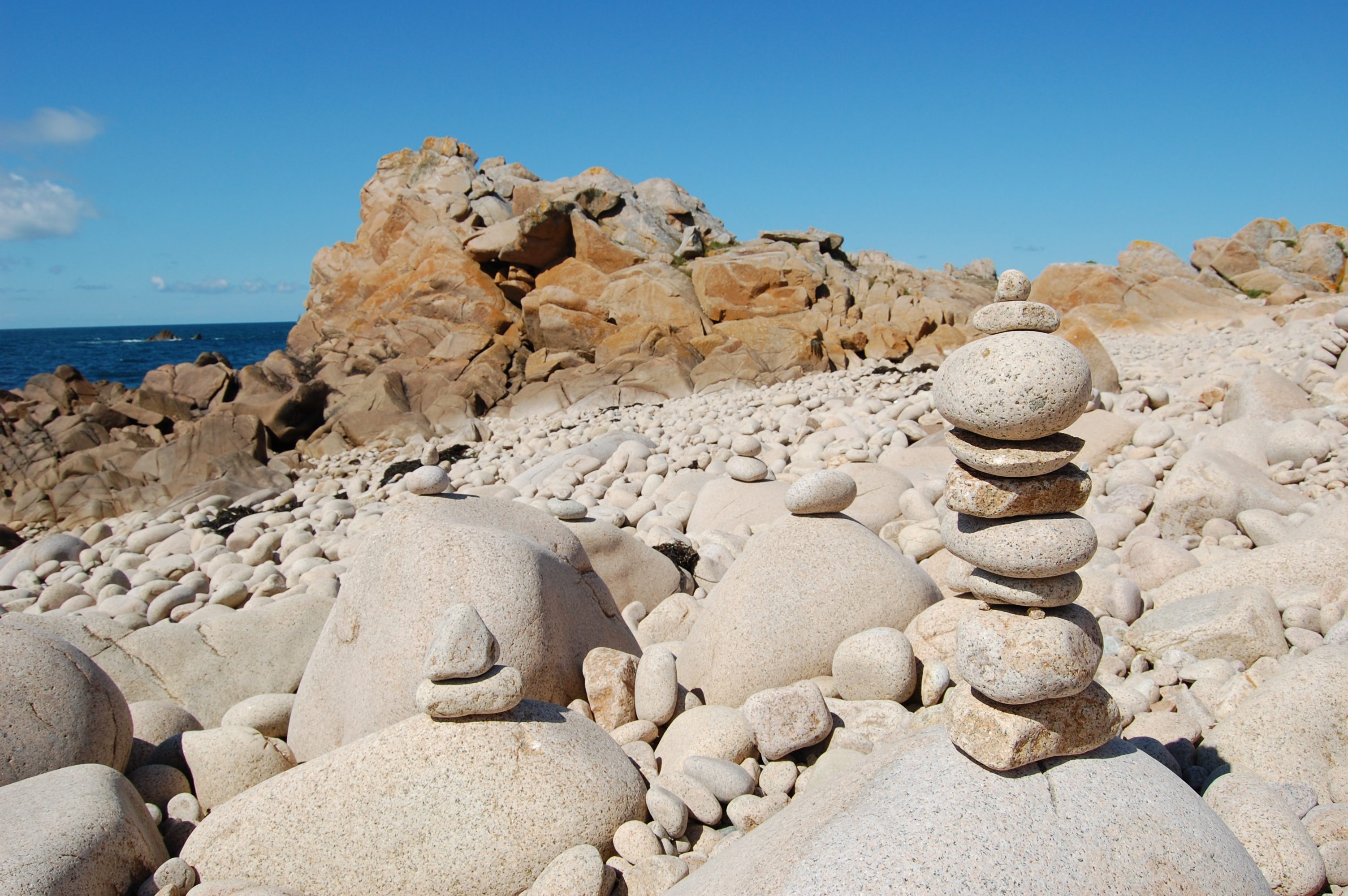
Promenade sur les galets à la pointe du Diben.

Été comme hiver, ses sentiers côtiers permettent de pratiquer la randonnée pédestre. Ils font d'ailleurs partie du GR 34.

### Sports
Cyclo-cross de Primel : tous les ans, début novembre, le VC Plougasnou organise un cyclo-cross sur la pointe de Primel, de grands noms figurent au palmarès Francis Mourey, John Gadret, Steve Chainel…[réf. nécessaire]

### Manifestations culturelles et festivités
- Les Mardis de Plougasnou  : tous les étés, la municipalité installe une scène sur la place de l'église. Elle y organise chaque mardi une soirée festive, avec restauration et buvette, autour d'un concert de chants marins ou de musique et danses bretonnes[146].
- Le festival de la Mer : ce festival se tient début août au Diben, près du port de Plougasnou. C'est une kermesse typique associant tradition religieuse et ambiance festive. Elle commence en fin de matinée par une messe, suivie d'une procession qui s'achève par la bénédiction de la mer. Le soir, un fest-noz organisé en bord de mer clôt les festivités[147].
- Le Salon de peinture de Plougasnou : à l'origine simple exposition de toiles à la maison prévôtale, située dans le bourg près de l'église, cette manifestation s'élargit aujourd'hui aux céramistes et sculpteurs. Les œuvres présentées à l'arrière des locaux de l'office du tourisme sont souvent produites par des artistes locaux ou bretons[148].

## Économie
Plougasnou compte diverses entreprises, notamment du secteur agro-alimentaire, telles que Primel Gastronomie. Les Viviers de la Méloine, qui employaient environ 50 salariés, étaient le second employeur de la commune jusqu'en 2018, année de fermeture du site. [réf. nécessaire].

## Culture locale et patrimoine

### Lieux et monuments
- Les pointes et falaises littorales : 
La pointe de Primel-Trégastel, la pointe de Diben et la pointe Annalouesten sont les trois pointes principales s'avançant en Manche, à l'entrée est de la Baie de Morlaix.

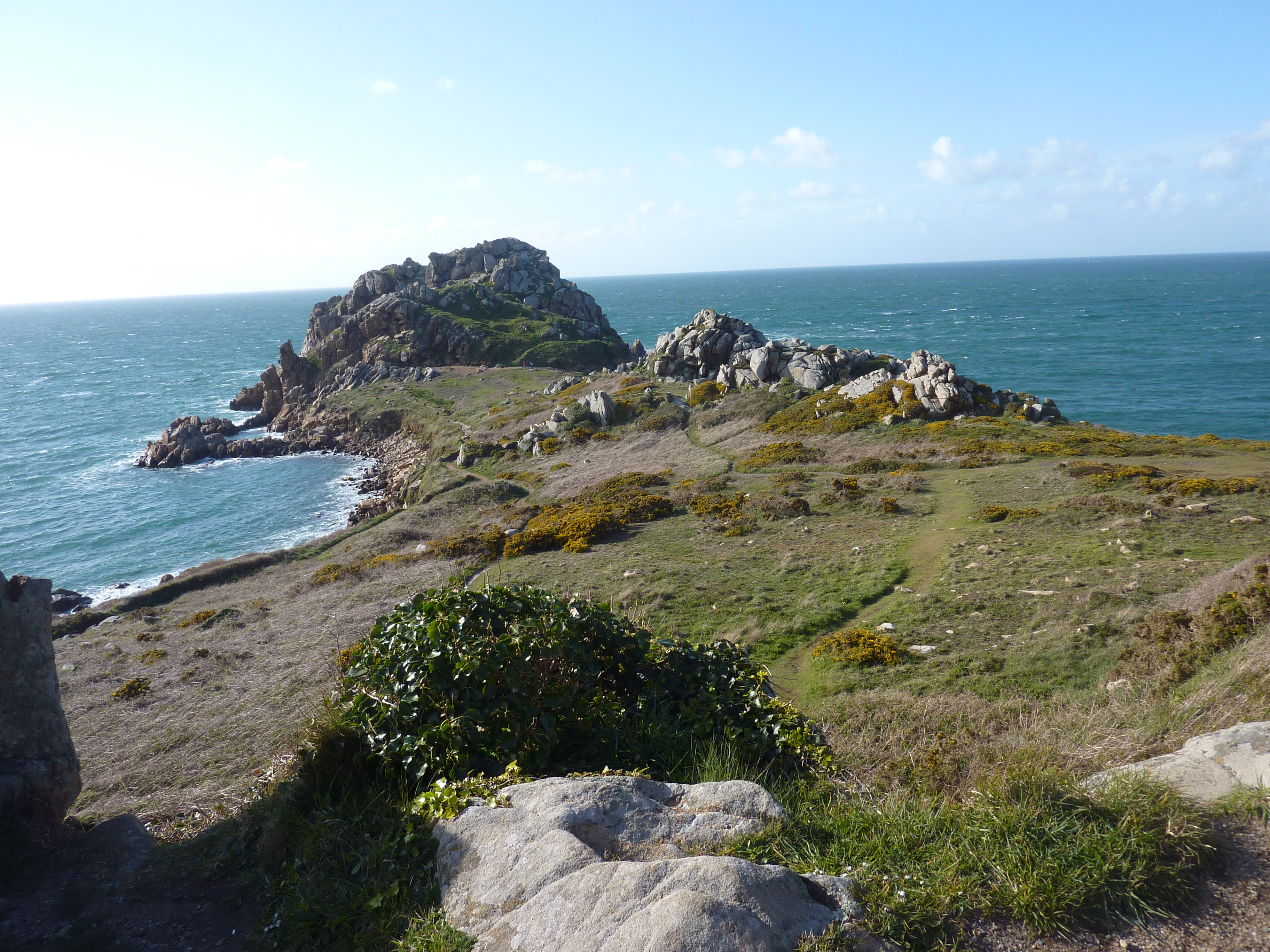
La Pointe de Primel-Trégastel.
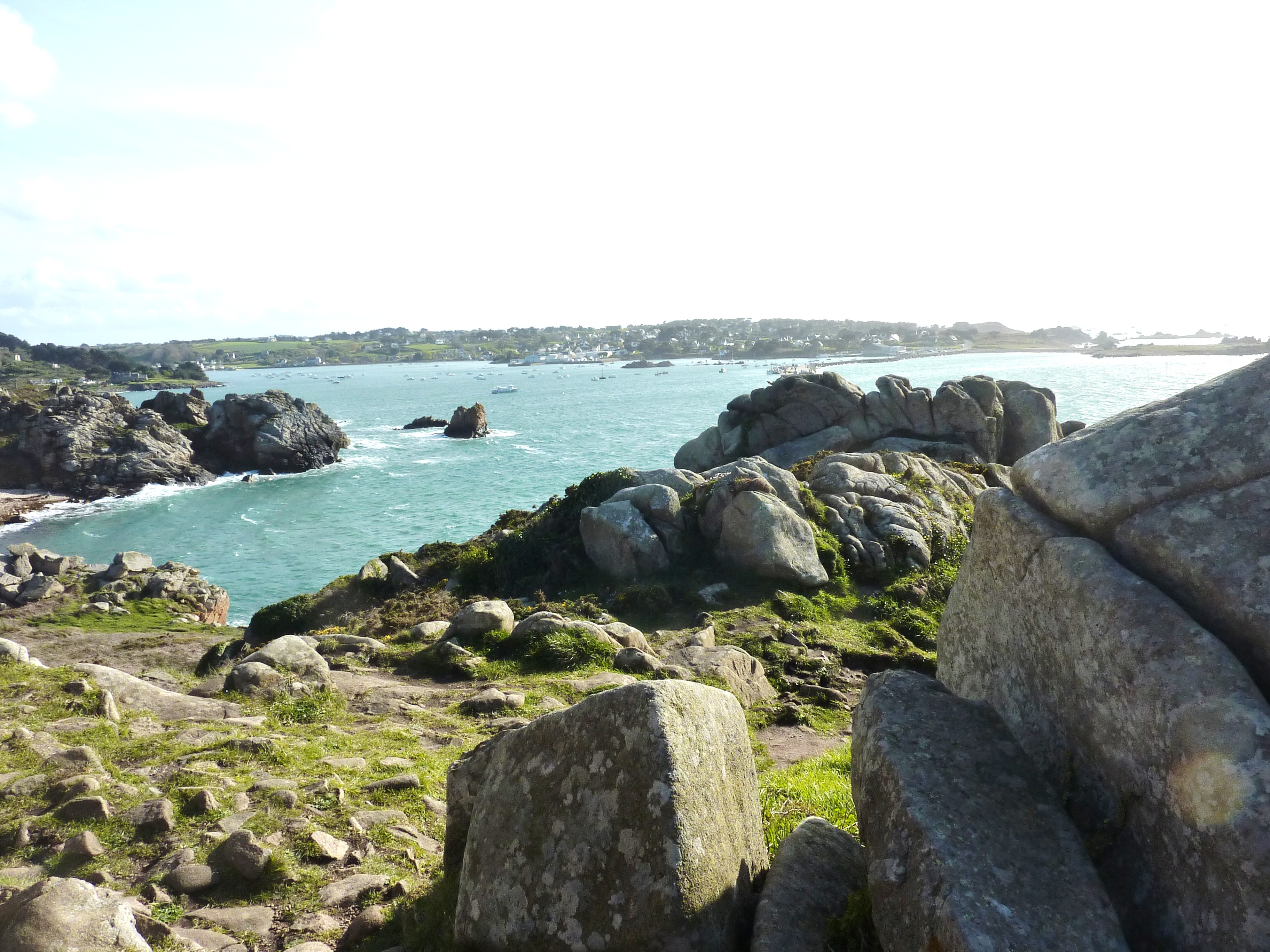
Vue depuis la pointe de Primel-Trégastel (à l'arrière-plan Roscoff).
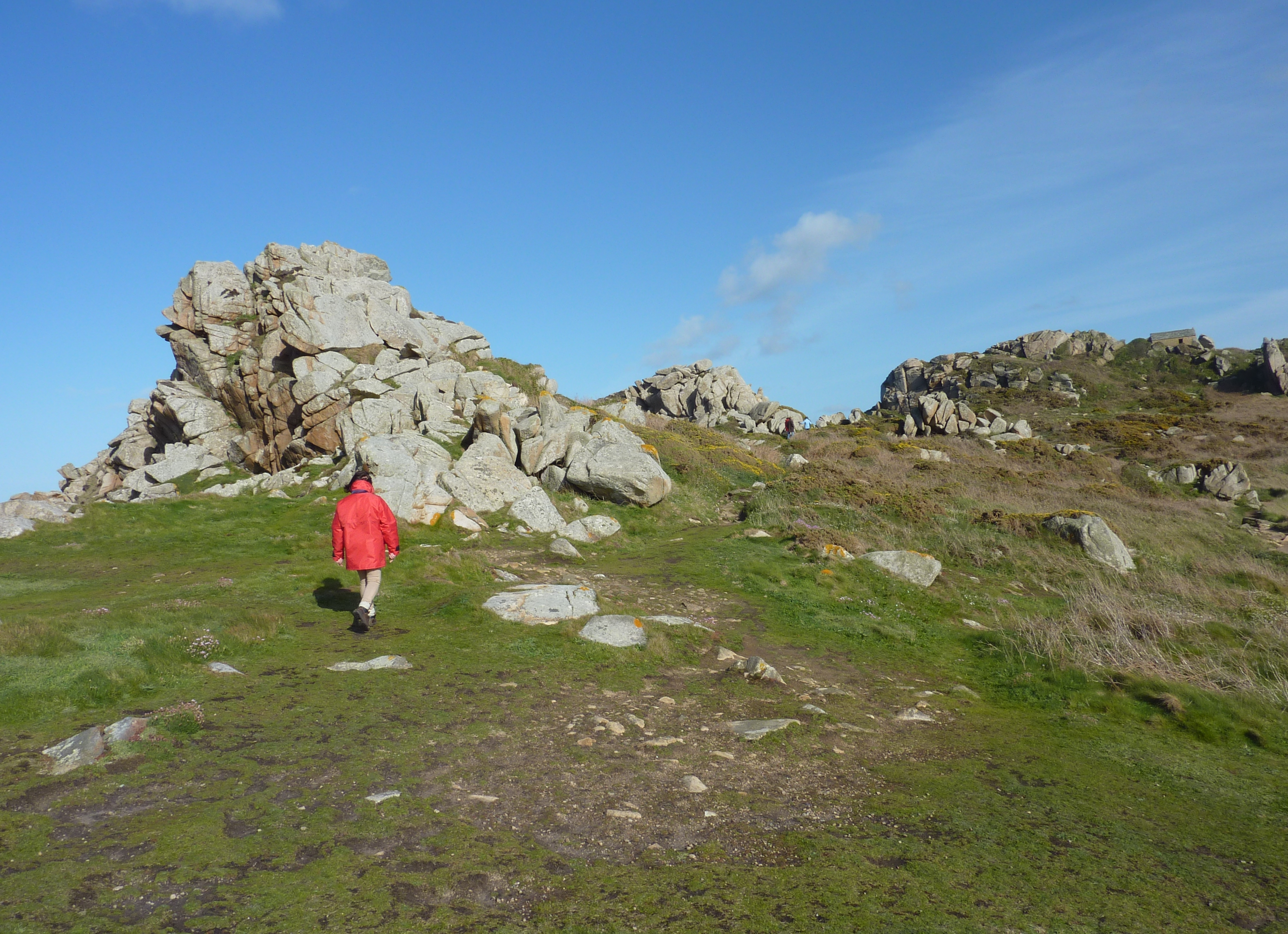
Rochers près de la Pointe de Primel-Trégastel.
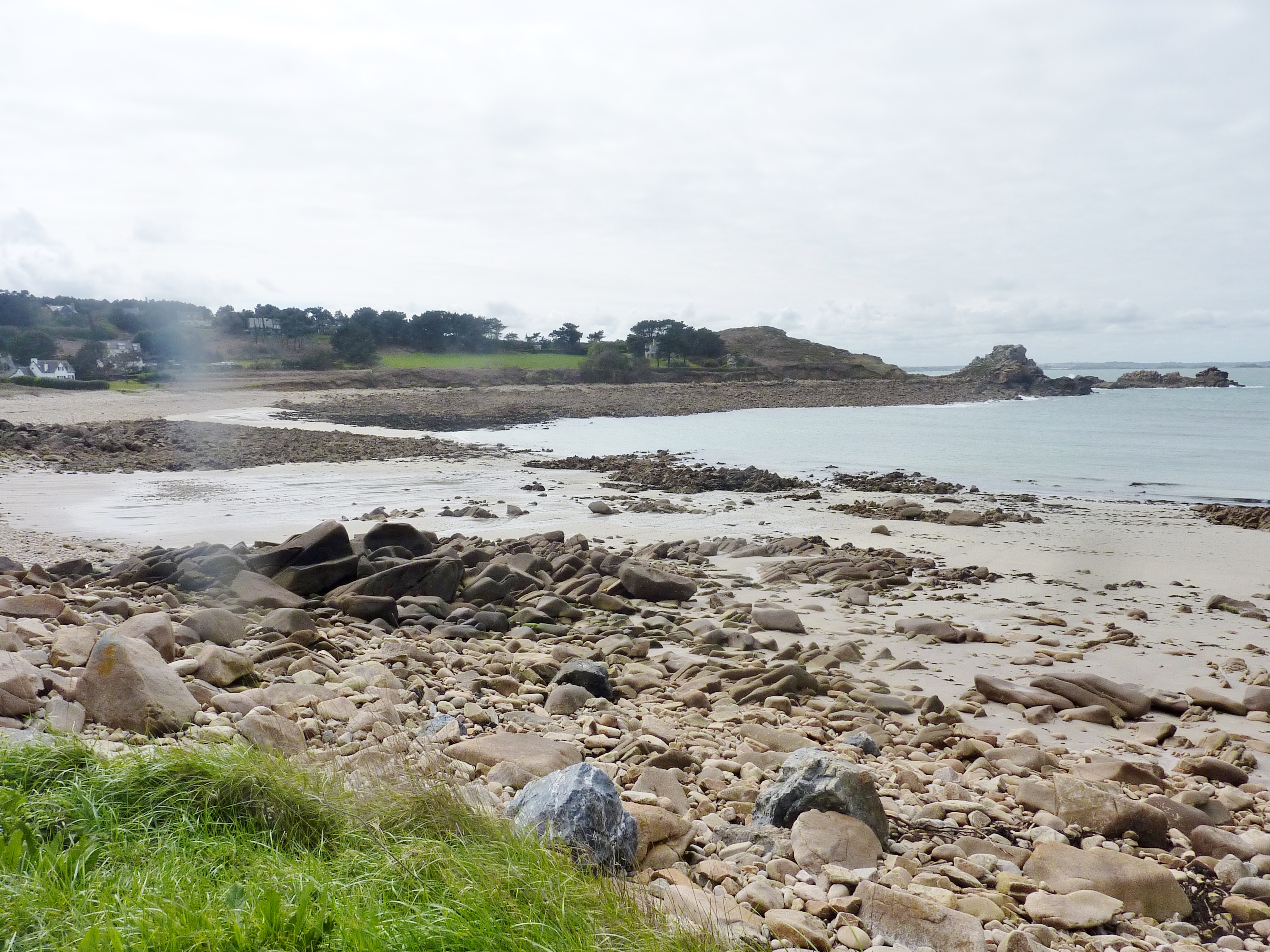
La Pointe Annaoulesten en arrière de la plage de Port Blanc.

- Plages : D'ouest en est, Plougasnou dispose de plusieurs plages aux caractéristiques bien différentes :
  - Térénez : face à Carantec, Térénez dispose à l'entrée de sa crique d'une petite grève utilisée toute l'année par l'école de voile[150].
  - Saint Samson : plage de sable blanc, idéale pour les bains de soleil, elle dispose d'un parking facilement accessible. Orientée plein ouest, elle est cependant parfois très exposée au vent.
  - Le Guerzit (en breton ar Gwerzhid) : située au bout d'une route sans issue, éloignée du bourg et disposant d'un petit parking, le Guerzit est la plage la mieux protégé du vent. Orientée nord-ouest, c'est à marée haute une plage de galets, mais à marée basse son sable et ses flaques d'eau chaude entre les rochers font le bonheur des enfants et des pêcheurs à pied.
  - Primel-Trégastel : la plus grande plage de la commune accueille une foule de touristes en été. Depuis la plage il est possible de marcher dans la lande jusqu'à une importante pointe granitique dominant la mer d'une cinquantaine de mètres. Cette pointe comporte notamment quelques dizaines de voies d'escalade.
- Plougasnou-Saint-Jean : La plage de Plougasnou-Saint-Jean à la frontière avec Saint-Jean-du-Doigt est la plus proche du bourg.

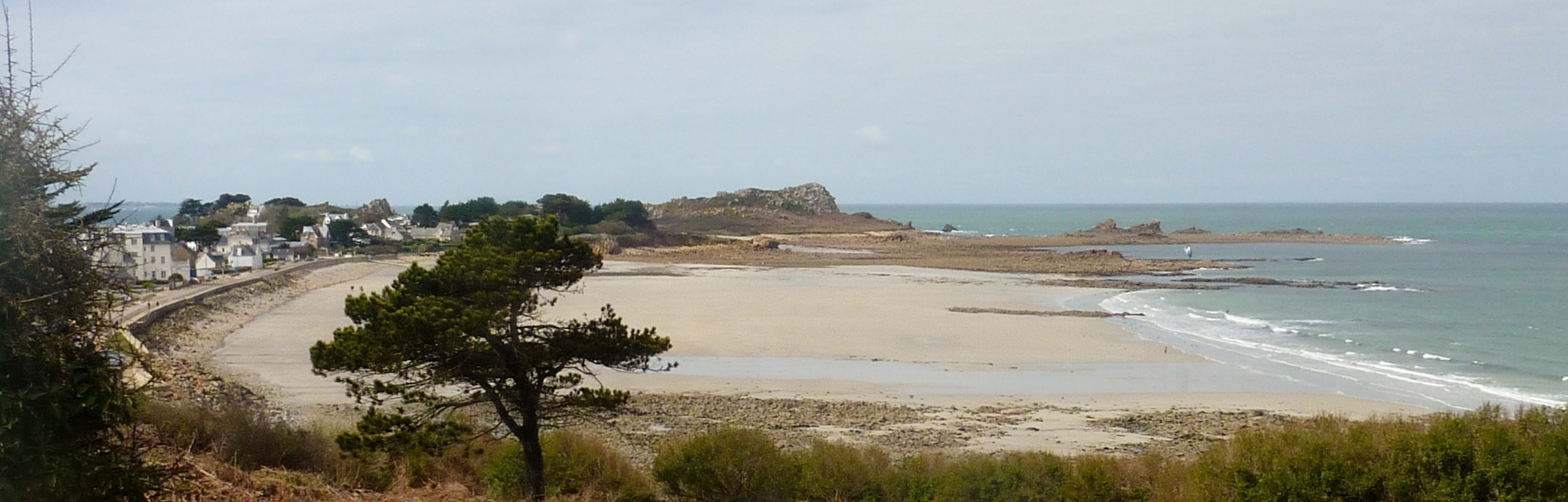
La plage de Primel vue du sentier menant à Roc'h Louët
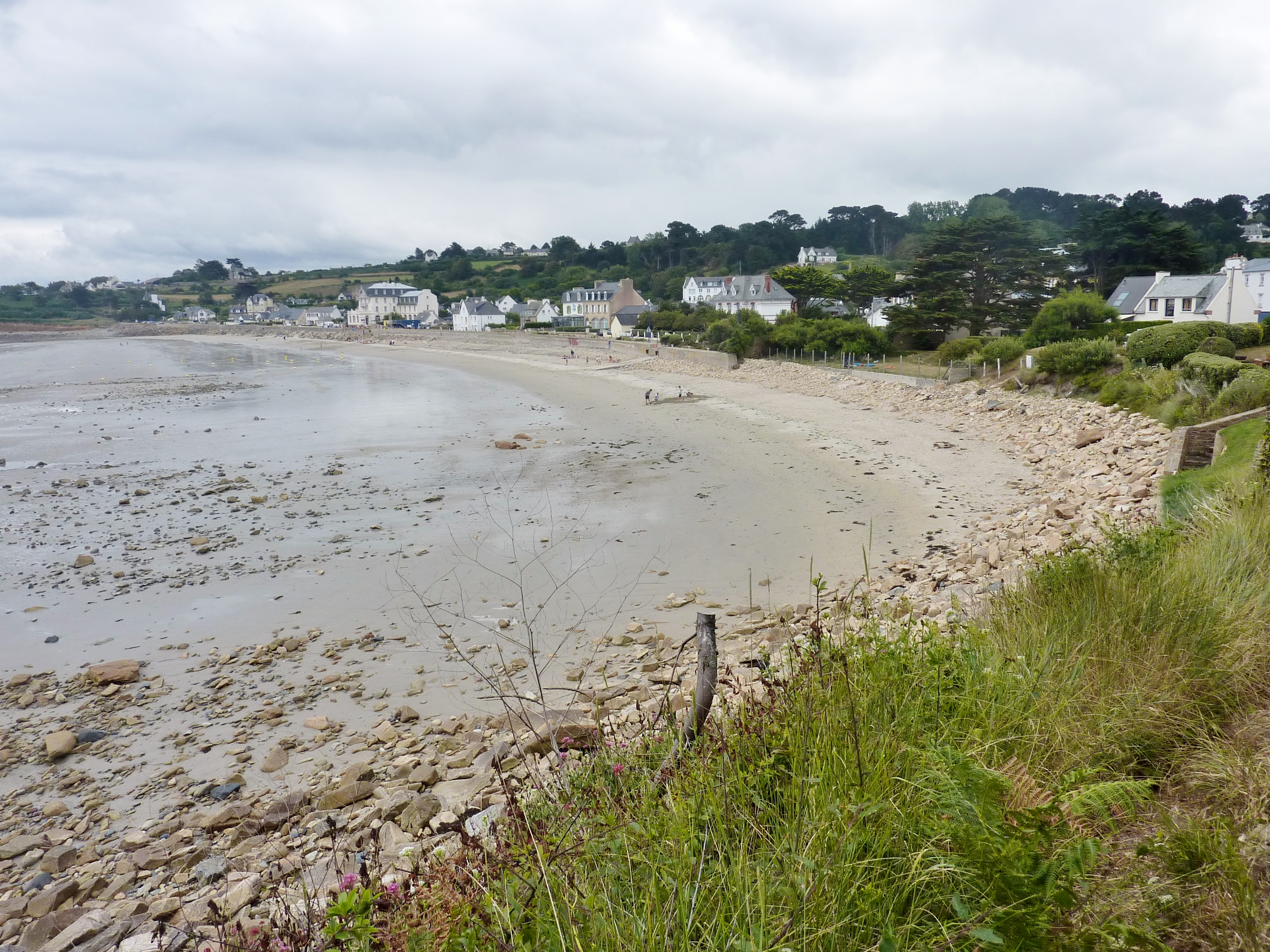
La plage de Primel à marée basse vue de l'ouest
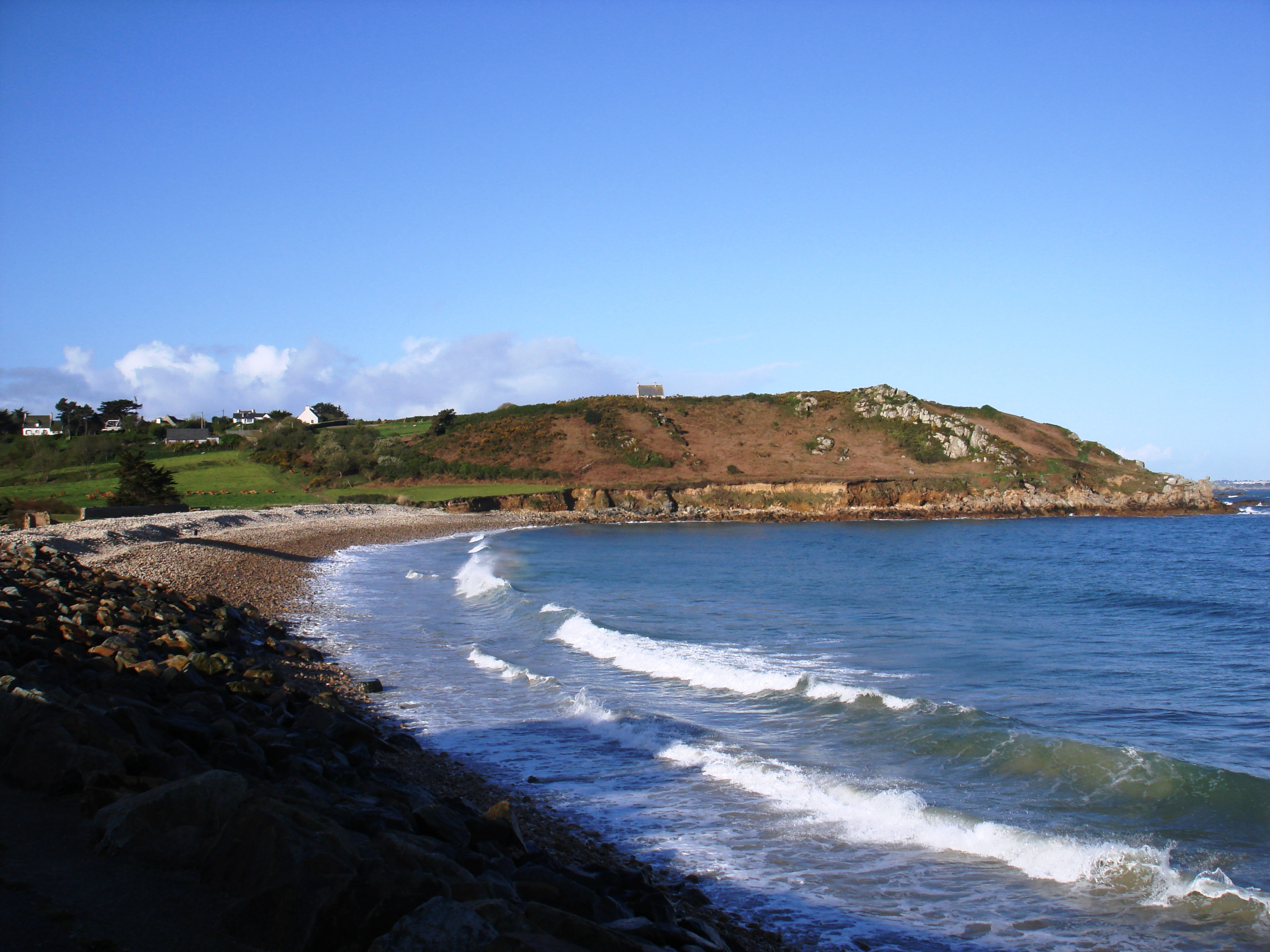
La plage du Guerzit à Plougasnou
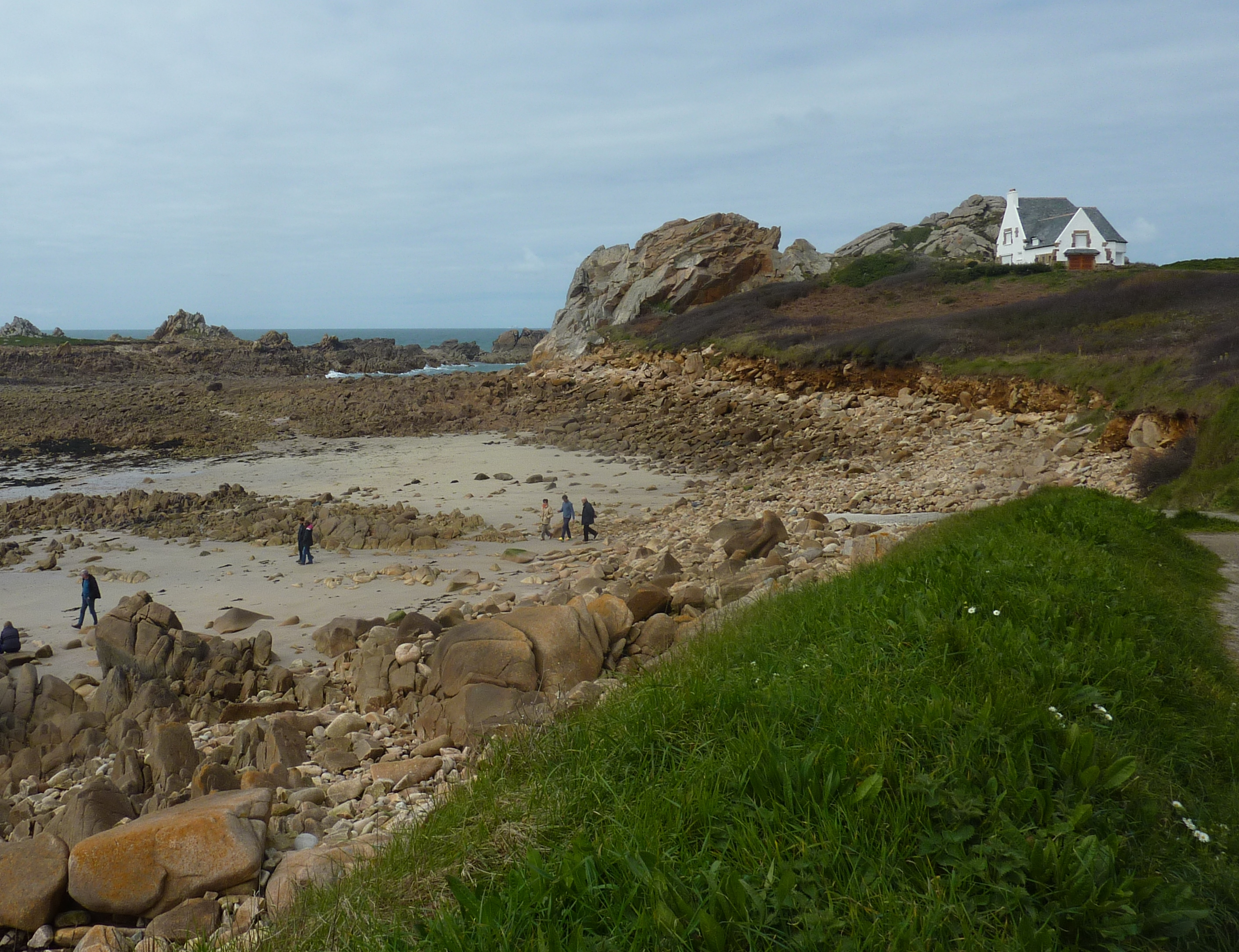
La plage de Port Blanc (vue vers le nord-est)

- Ports de plaisance :

Un projet de port de la zone portuaire du Diben a été porté par la municipalité actuelle dès son premier mandat. Ce projet fut l'un des thèmes centraux du dernier suffrage municipal de 2008 qui a vu le maire sortant, Yvon Tanguy, reconduit, emportant 21 sièges sur 23. Passé sous compétence communautaire, le projet est actuellement porté par Morlaix-Communauté. Le projet d'aménagement du port du Diben a été présenté le lundi 27 février 2012 et soumis au vote de 79 élus communautaires. 54 élus ont voté pour le projet, 8 ont voté contre, 17 se sont abstenus. Après onze années d'études, le dossier va être prochainement déposé en préfecture. Un autre petit port de plaisance existe à Térénez.

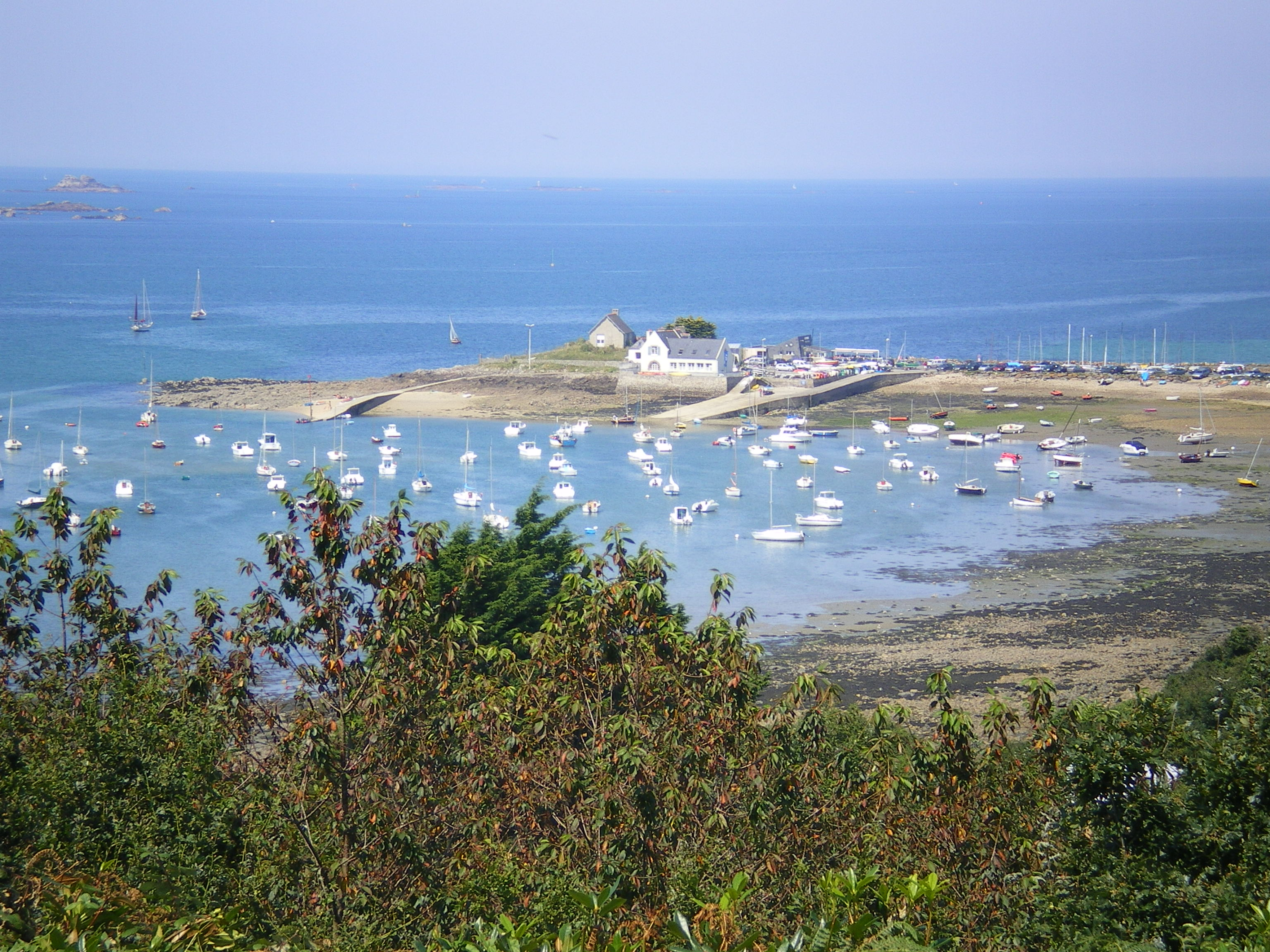
Le port de plaisance de Térénez
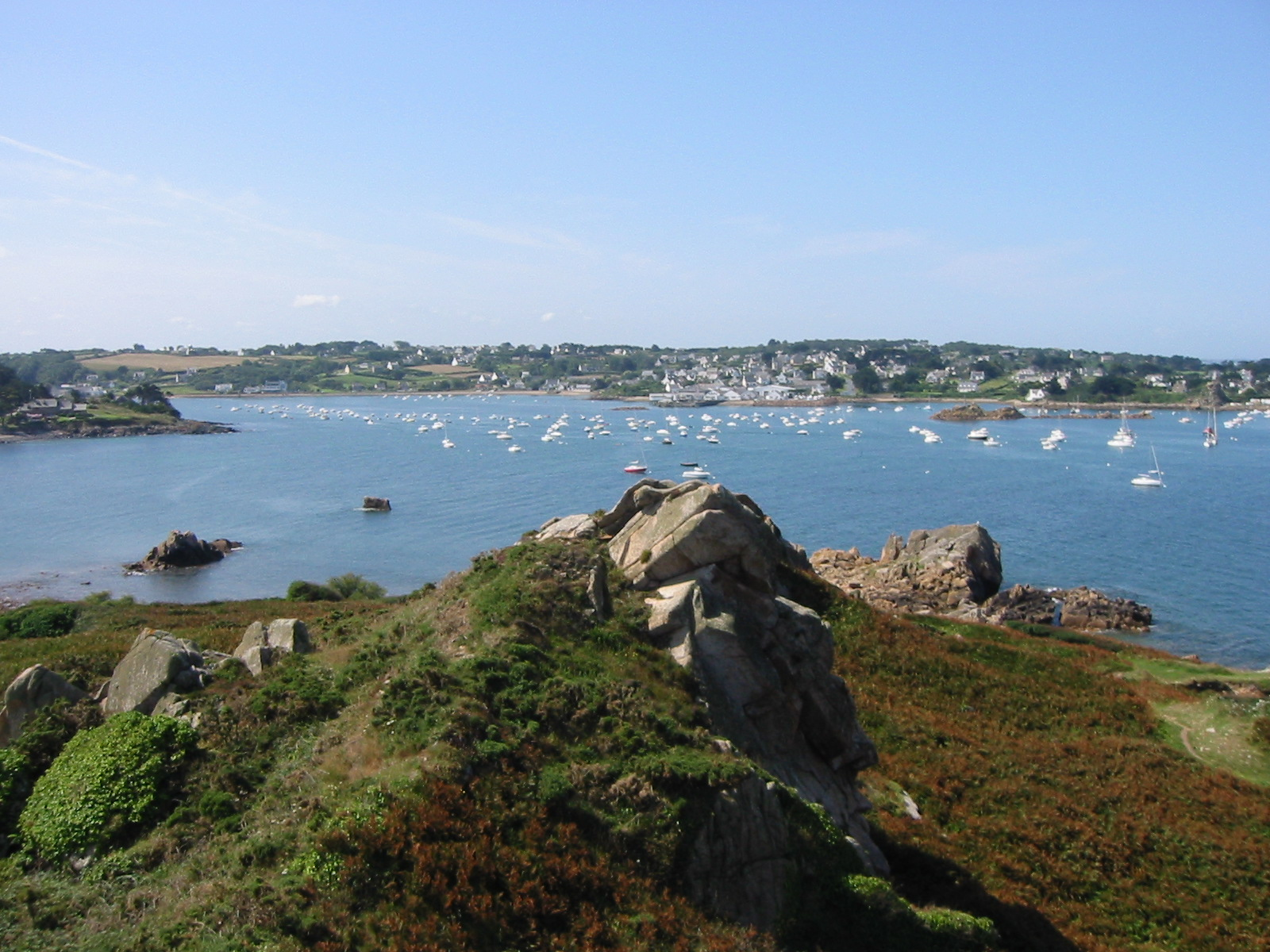
Le port du Diben et, au fond, la Pointe de Primel
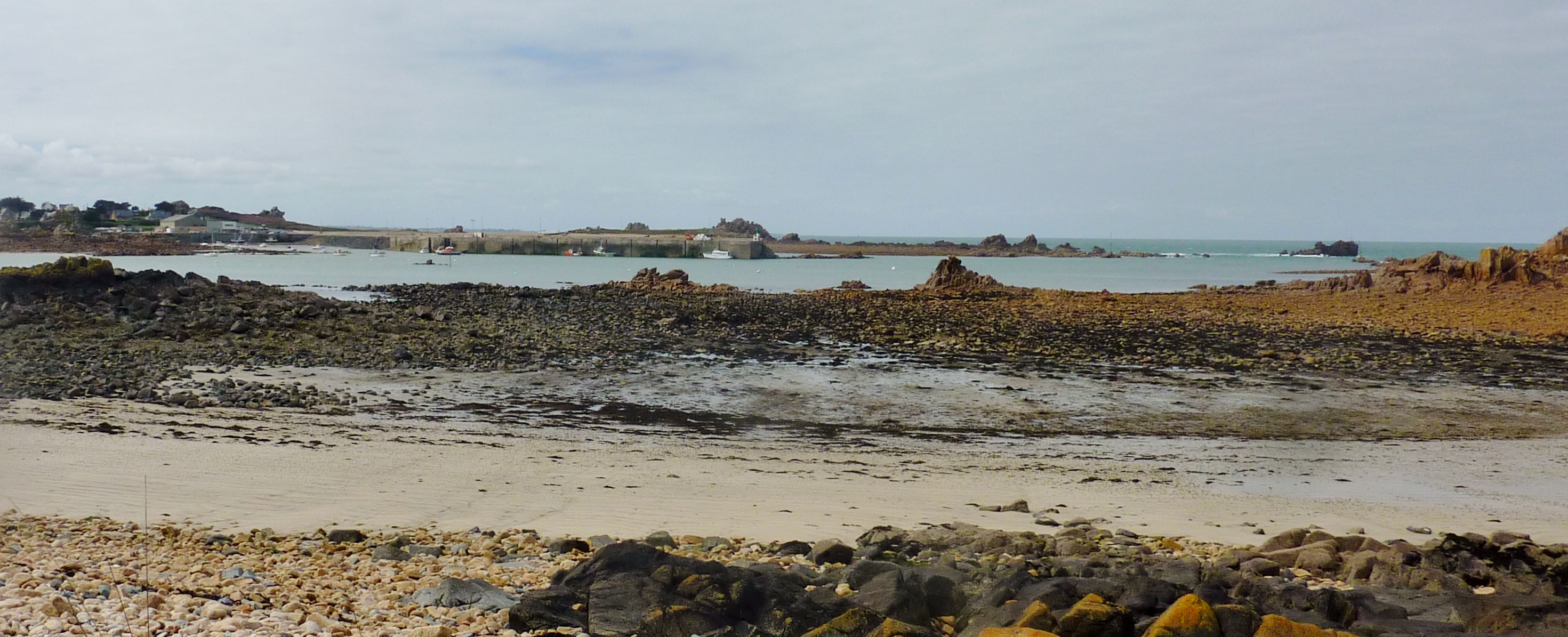
Le port du Diben vu de la Pointe de Primel

Plougasnou possède neuf monuments historiques :
- L'oratoire Notre Dame de Lorette : 
Cet oratoire dédié à Notre-Dame-de-Lorette, construit en 1611 par Jeanne de Keredan, douairière de Kerastan, est d'une architecture unique en Europe[152]. Il contient trois statues : une Vierge Marie en pierre de Kersanton, un saint prêtre tenant un livre et une statue de bois. Jusque dans les années 1950, les jeunes filles qui désiraient se marier dans l'année venaient y déposer une mèche de cheveux. Si le vent ne l'emportait pas, elles pouvaient espérer une union heureuse[Note 10]. L'oratoire est classé au titre des monuments historiques par arrêté du 8 octobre 1910[153].

L'oratoire Notre-Dame-de-Lorette
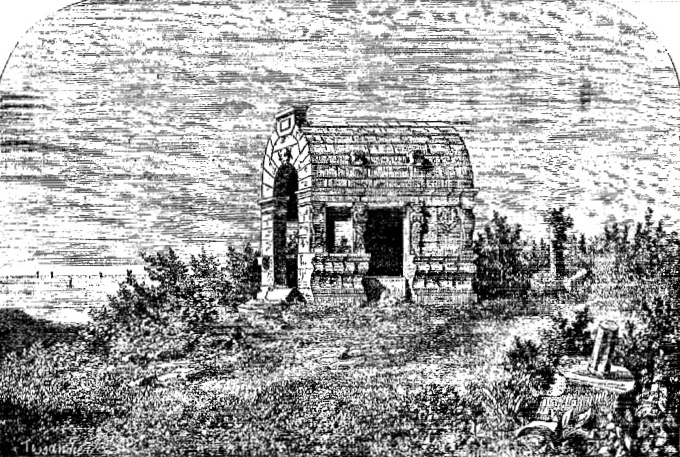
L'oratoire de Plougasnou, dessin d'Albert Tissandier, 1878
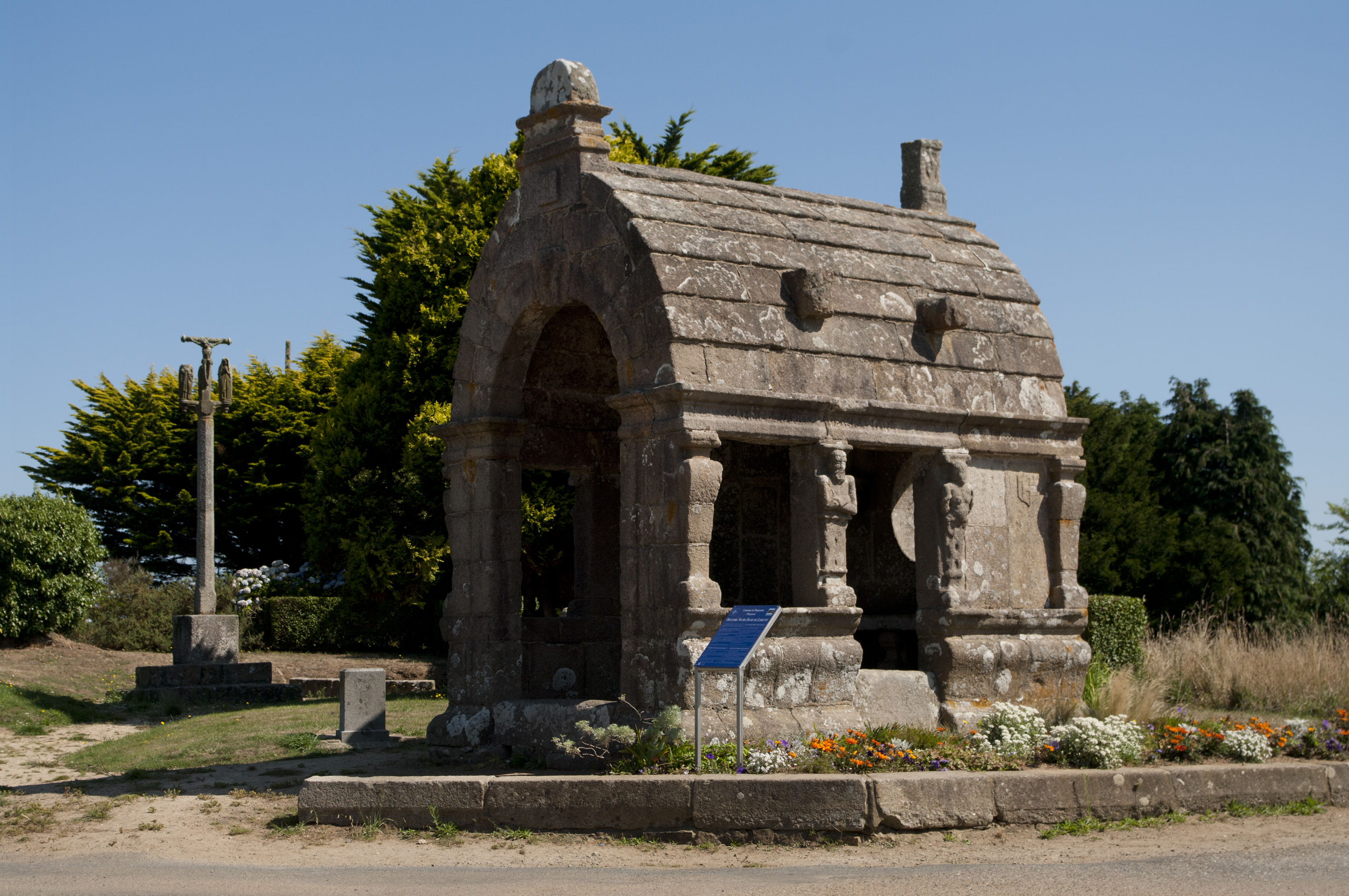
Vue d'ensemble 1
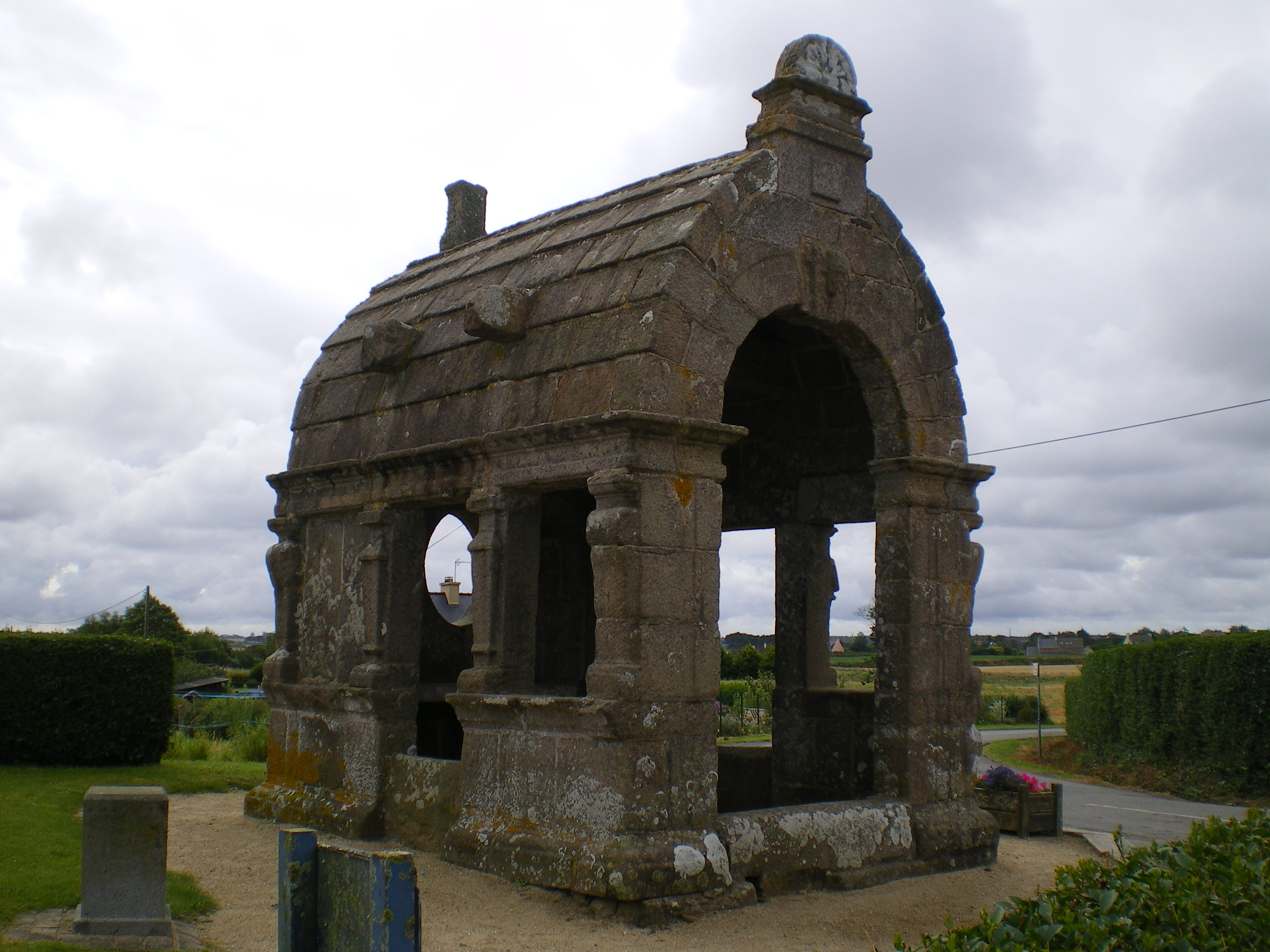
Vue d'ensemble 2

Traditionnellement, les jeunes filles désireuses de se marier promptement venaient y couper leur longue chevelure et l'y suspendaient en honneur de la Vierge, lui demandant de leur trouver si possible un beau marin, les terriens étant considérés comme leur étant inférieurs.
Lors du tantad de Saint-Jean-du-Doigt, il était de tradition, encore au début du XXe siècle, que la procession de Saint-Jean-du-Doigt vienne au-devant de celle de Plougasnou et que les deux processions se rencontrassent à proximité de l'Oratoire.
- L'église paroissiale Saint-Pierre  : 
L'église Saint-Pierre de Plougasnou est dédiée à saint Pierre[157]. Elle a été construite à plusieurs époques successives. Il ne reste de la première construction que 3 arcades à pleins cintres romans qui remontent au XIe siècle. La tour, surmontée d'une flèche en pierre, est de 1582. Le portail latéral est de 1574 et le porche qui le précède de 1616. Le chœur et les enfeus qui l'entourent sont du XVe siècle. Les armes de plusieurs seigneurs se voient dans cette église, notamment celles des Guicaznou[24]. L'église est classée au titre des monuments historiques par arrêté du 27 mars 1914, alors que la croix du Bourg, située dans le placître de l'église est inscrite au titre des monuments historiques par arrêté du 18 octobre 1971[158].

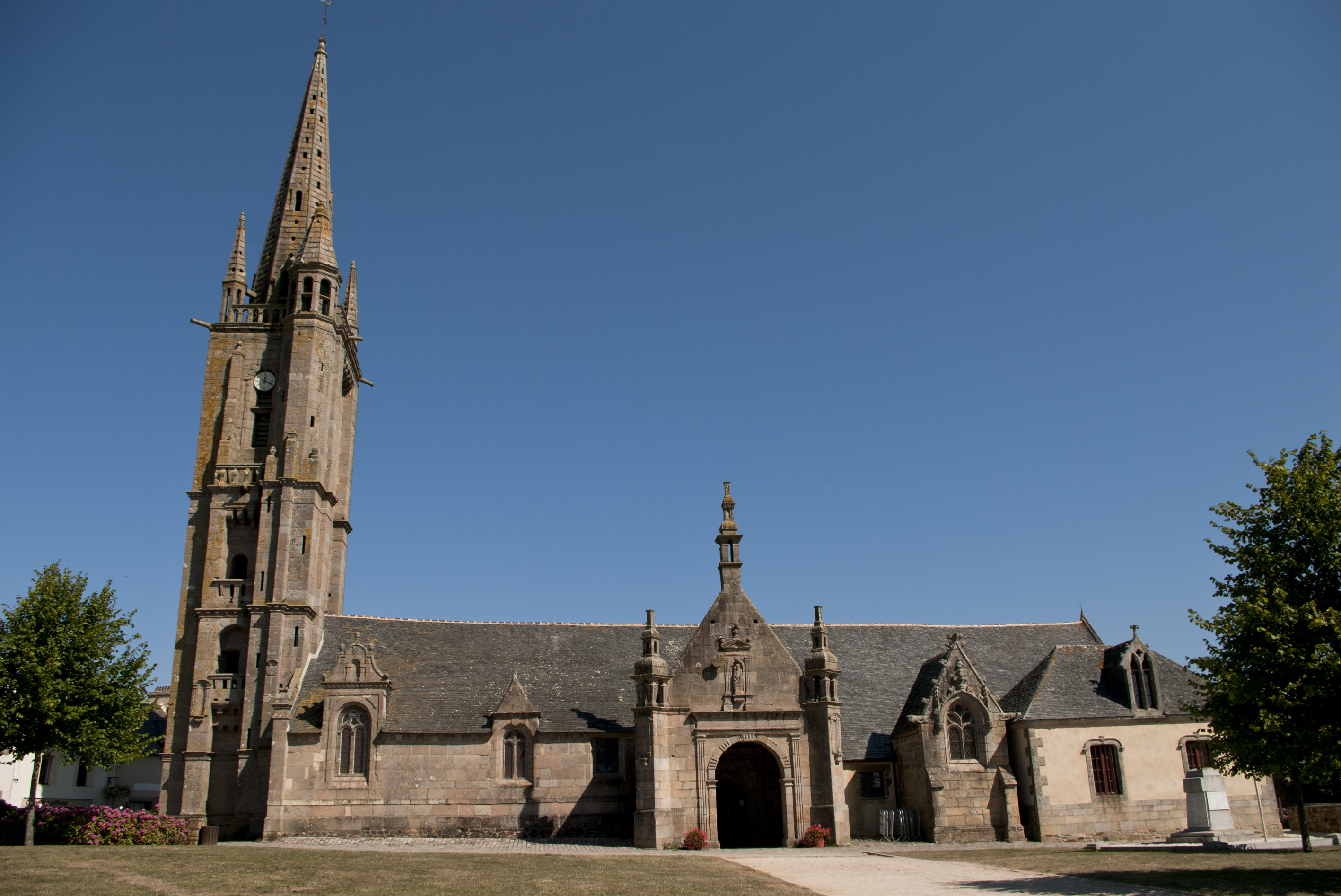
L'église paroissiale Saint-Pierre 1.
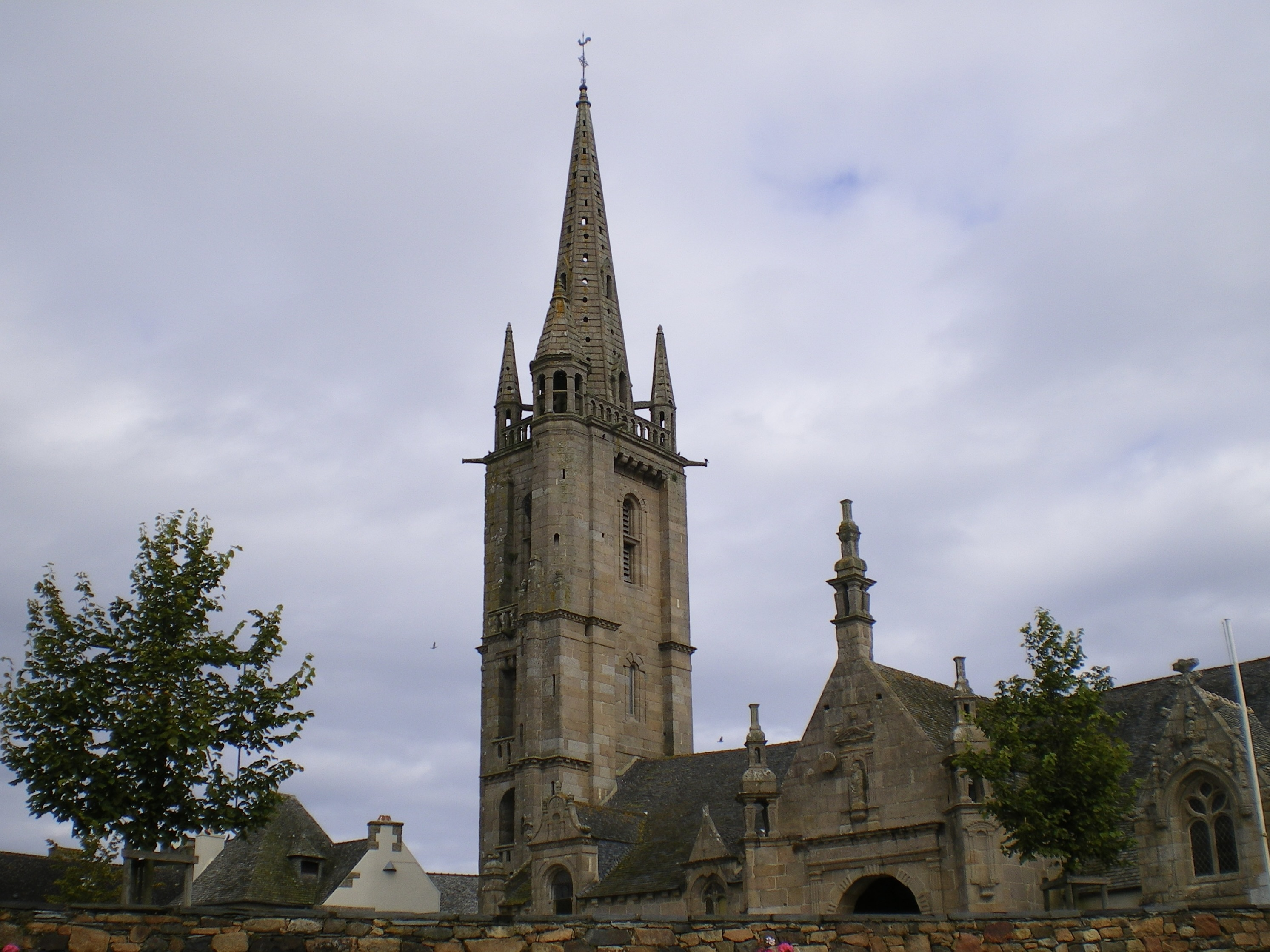
L'église paroissiale Saint-Pierre 2

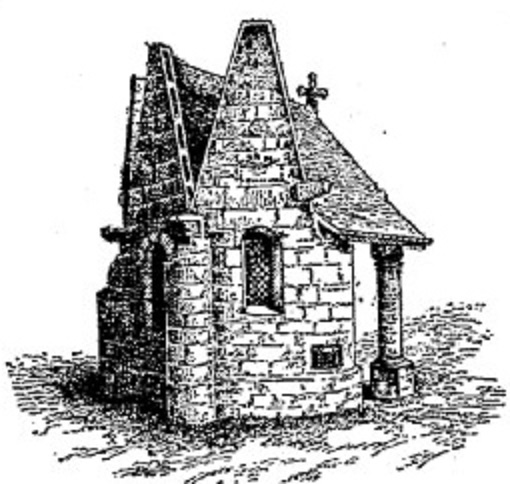
Chapelle dans le cimetière de Plougasnou (dessin de la fin du XIXe siècle)

- La chapelle oratoire du cimetière : 
Cette chapelle avec la statue de saint Éloi est située au cimetière à l'est du bourg. Elle est classée au titre des monuments historiques par arrêté du 27 mars 1914, tandis que la chaire extérieure et la croix du cimetière font l'objet d'une inscription au titre des monuments historiques par arrêté du 16 août 1971[159].
- Le menhir de Traon-Bihan, classé au titre des monuments historiques par arrêté du 13 octobre 1956[160].
- Le manoir de Tromelin : Il est inscrit au titre des monuments historiques par arrêté du 16 août 1971[161]. Jacques Boudin de Tromelin de Lanuguy (1751-1798), major de vaisseau, a donné son nom à l'île Tromelin, comme raconté par Irène Frain dans son roman Les Naufragés de l'île Tromelin.

Plougasnou : le manoir de Tromelin
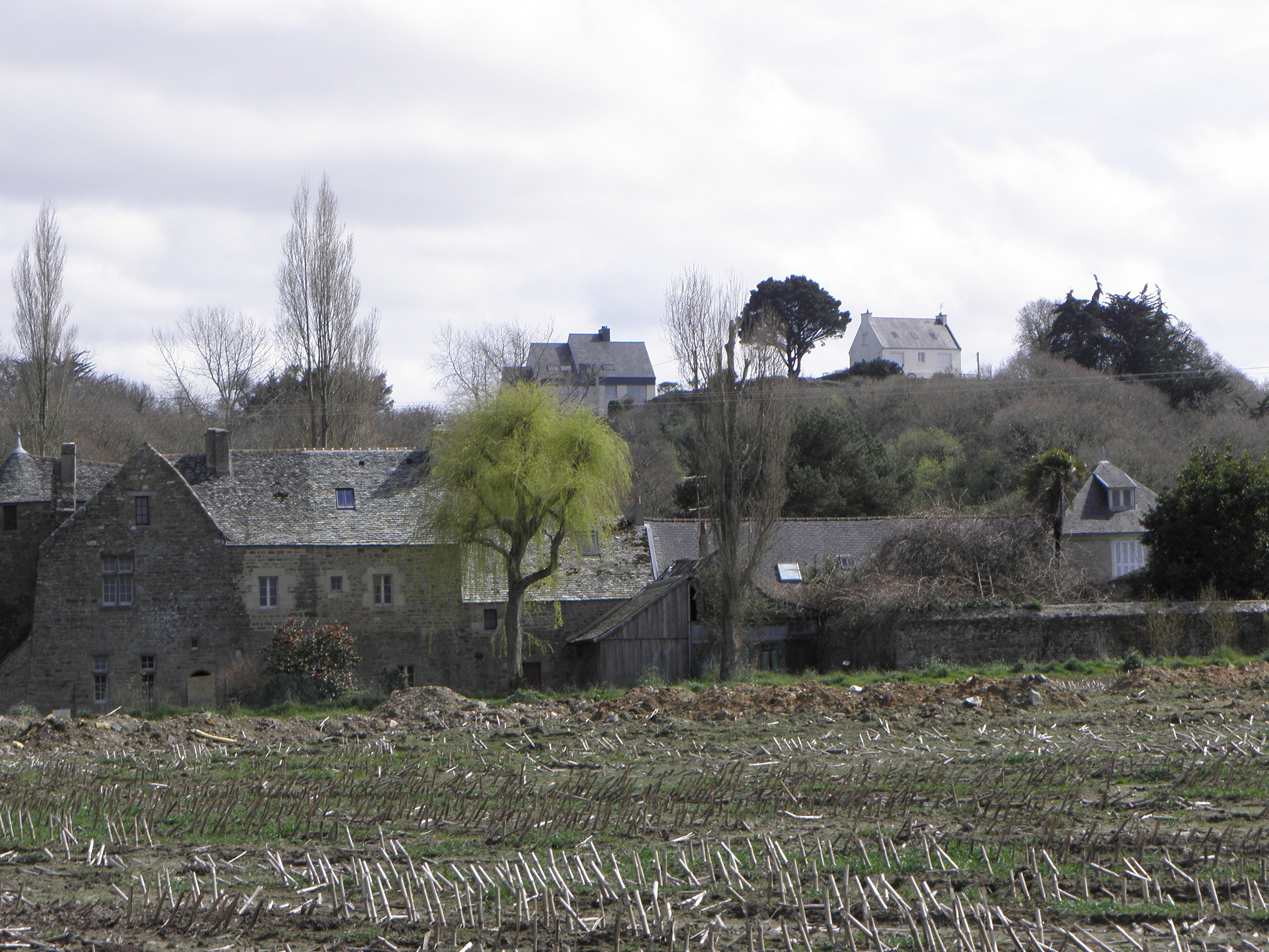
Vue d'ensemble
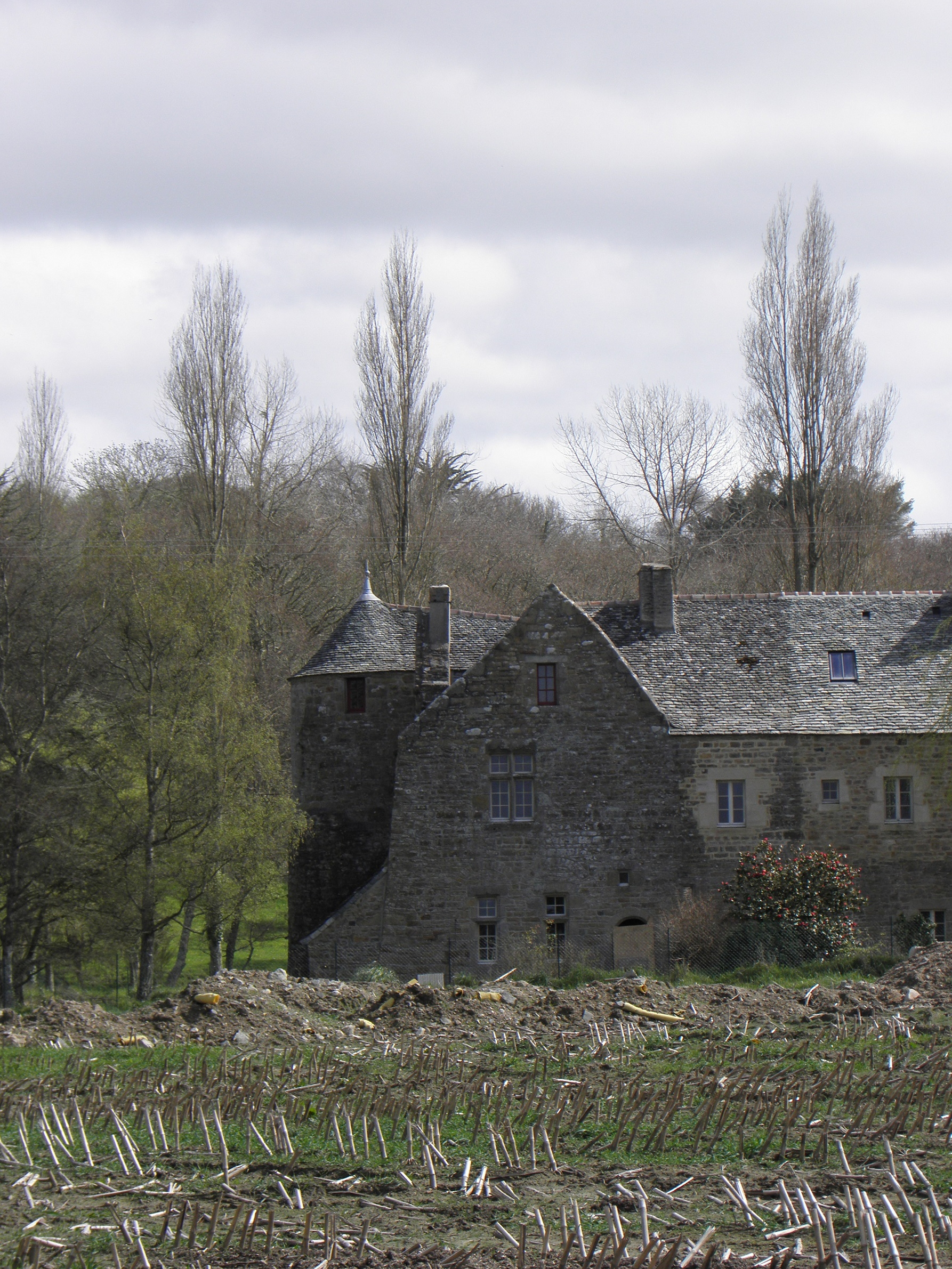
Vue partielle 1
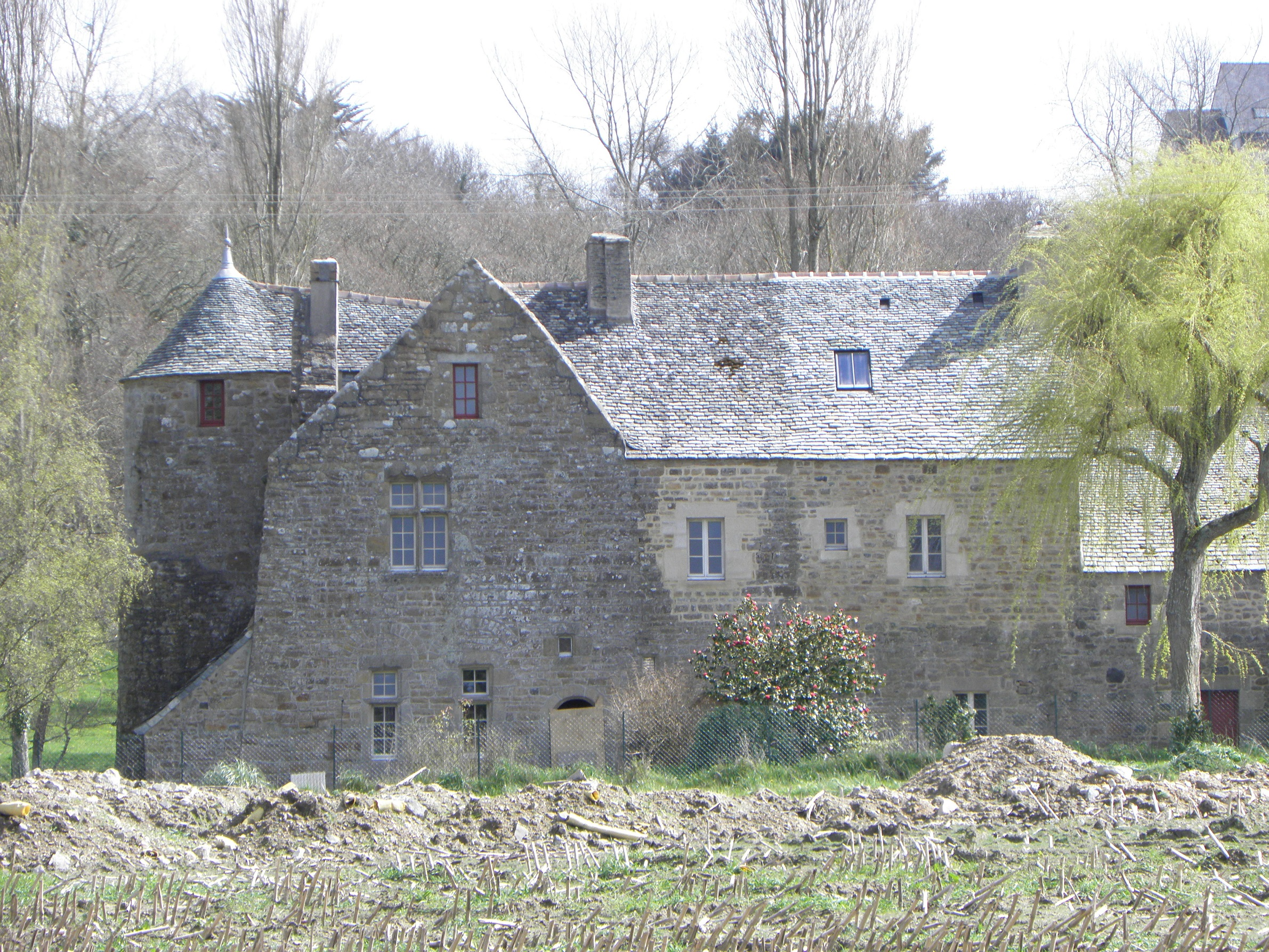
Vue partielle 2

- L'oratoire de Sant-Gelvest : 
Il s'agit d'un oratoire construit vers 1768 par un cultivateur de Kermouster. Il a été longtemps un lieu de pèlerinage, accueillant parfois 5 000 personnes venant de toute la région. L'oratoire a été restauré début mai 1997 par une entreprise locale[162].

L'oratoire de Sant-Gelvest
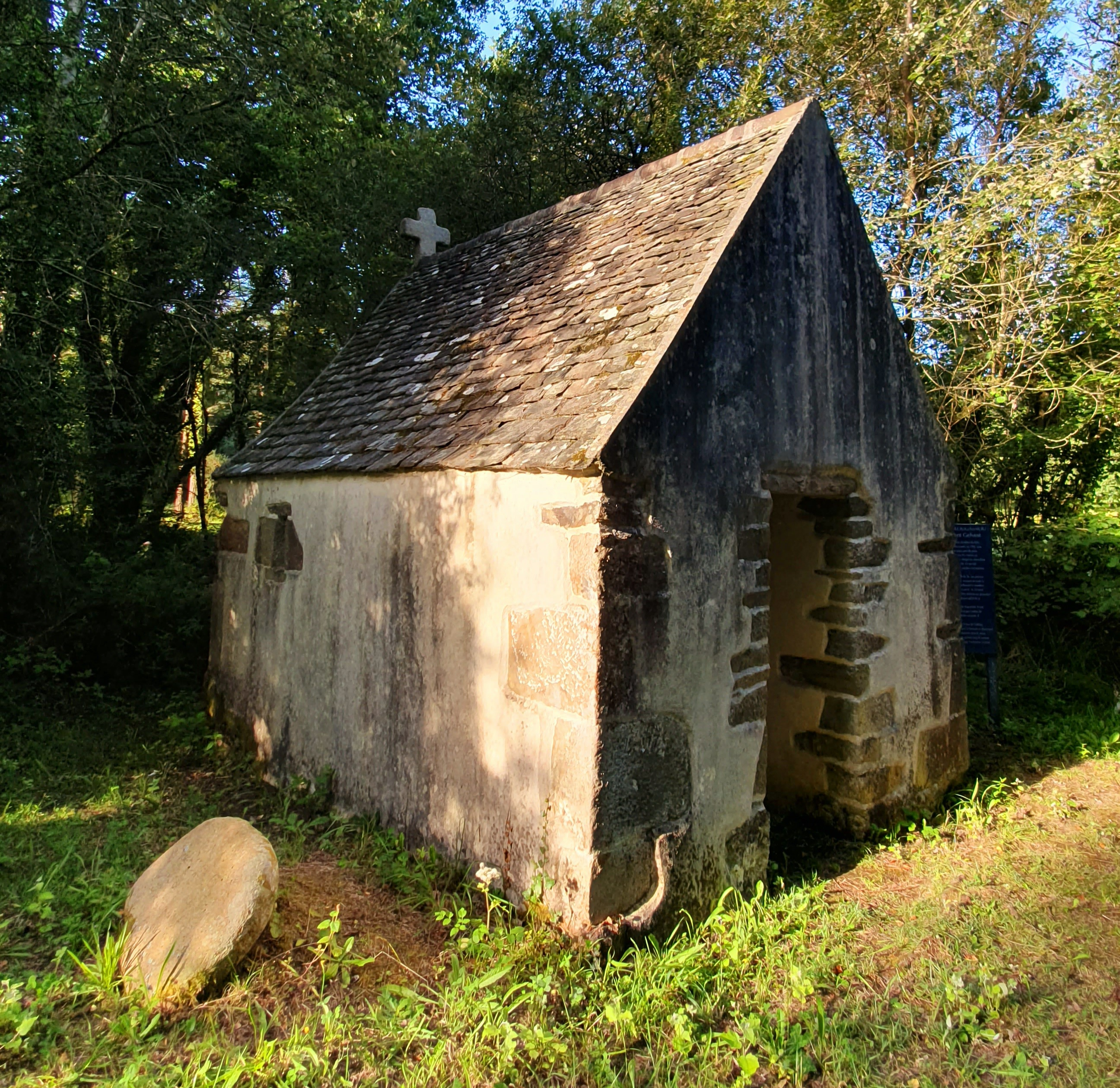
L'oratoire de Sant-Gelvest.
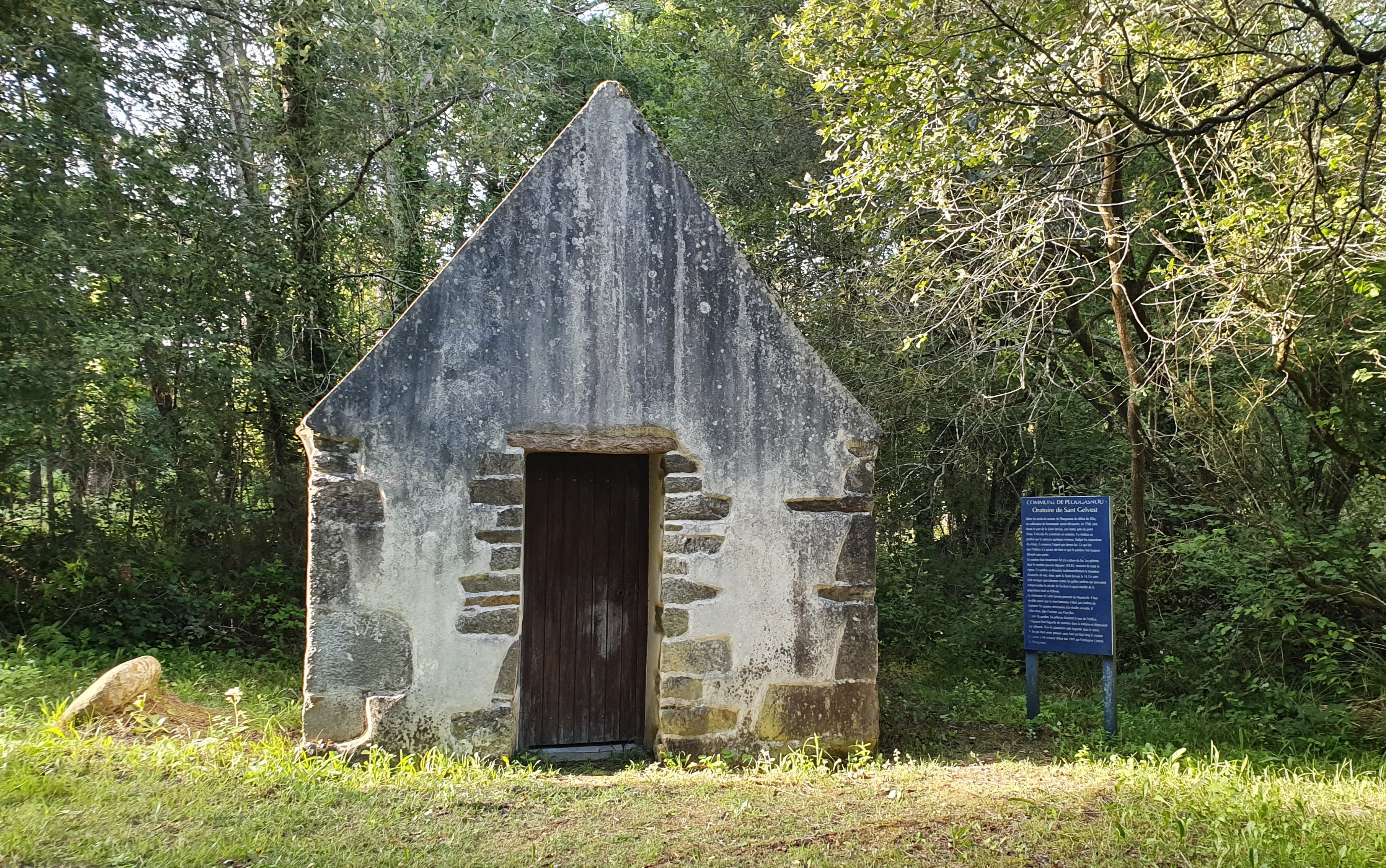
Face de l'oratoire de Sant-Gelvest.

- Le manoir du Cosquer : Le manoir et ses communs, pour leurs façades et toitures, ainsi que le portail d'entrée et le colombier sont inscrits au titre des monuments historiques par arrêté du 16 avril 1975[163].
- Le lec'h de Kermouster : datant de l'âge du fer, le lec'h de Kermouster est inscrit au titre des monuments historiques par arrêté du 23 janvier 1956[164].
- Le lec'h de Kermenhir : datant également de l'âge du fer, il est inscrit au titre des monuments historiques par arrêté du 8 novembre 1956[165].

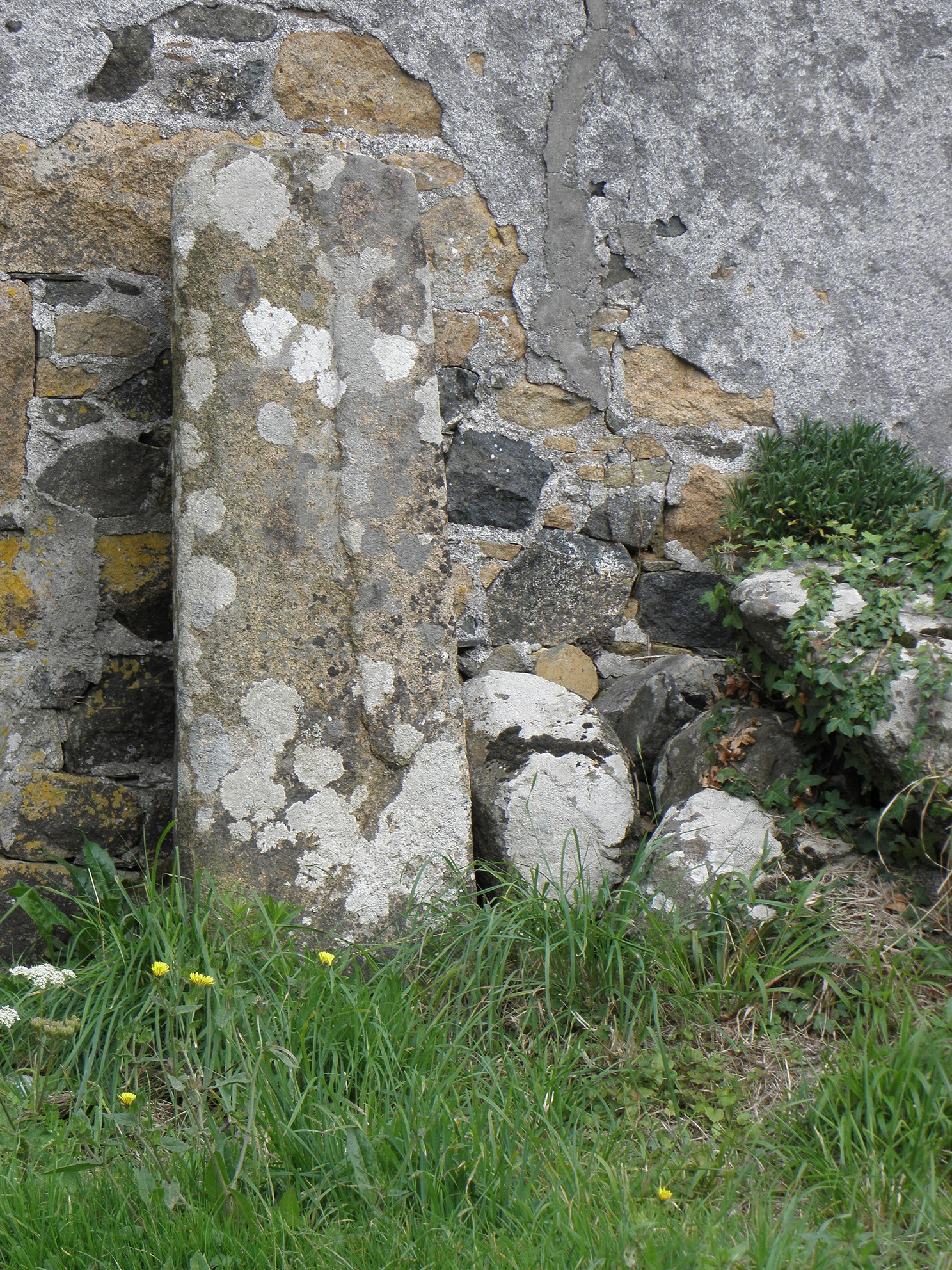
Le lech de Kermenhir 1
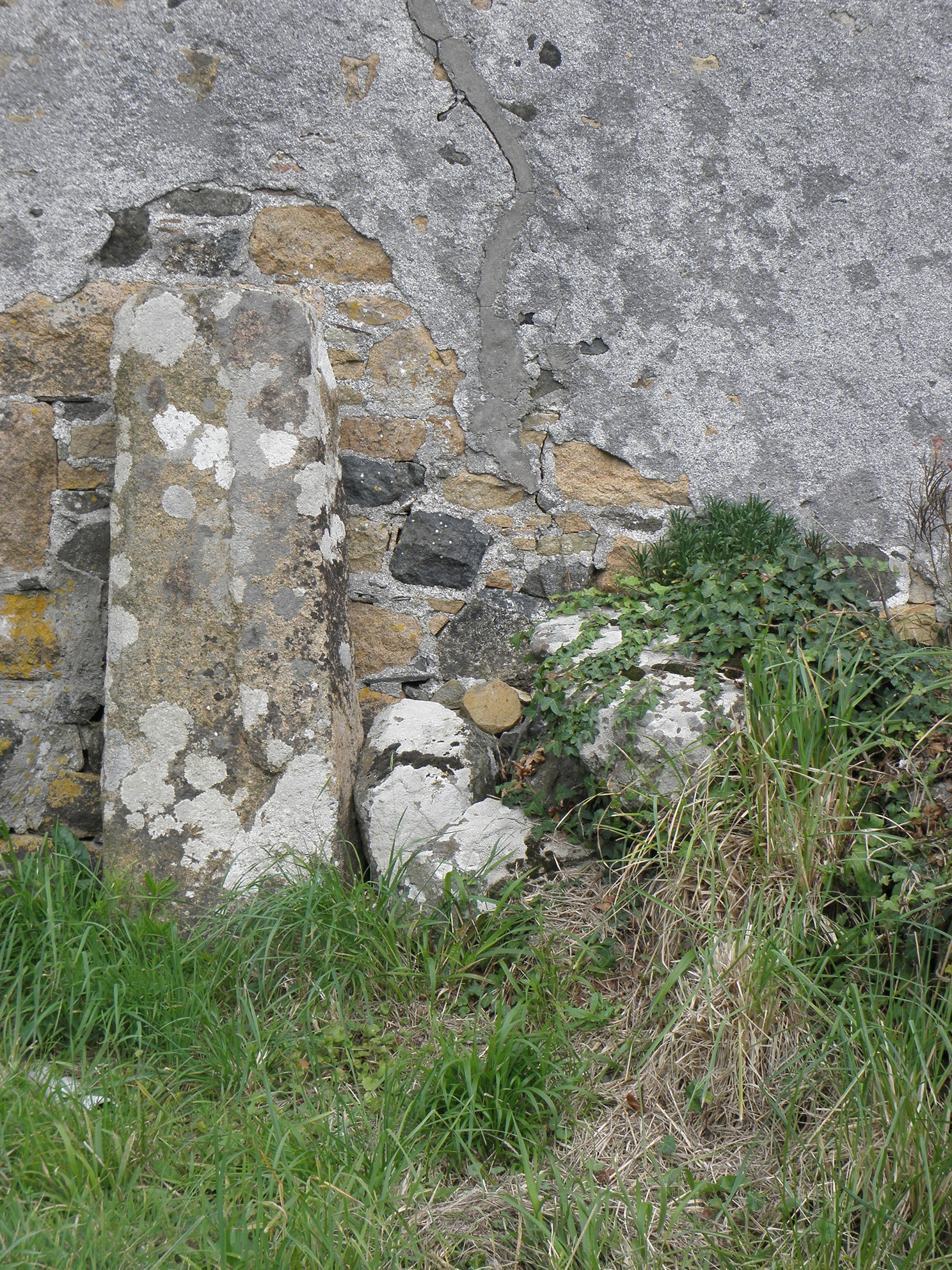
Le lech de Kermenhir 2

On peut également signaler : 
- Le manoir de Ruffélic (XVIIe siècle) : 
On y trouve un puits. Il s'agit de la résidence du recteur de Plougasnou (au XVIIIe siècle) et celle de François Louis de Kermerchou, sieur de Lézénor (vers 1772)[40][source insuffisante].

Manoir de Ruffelic
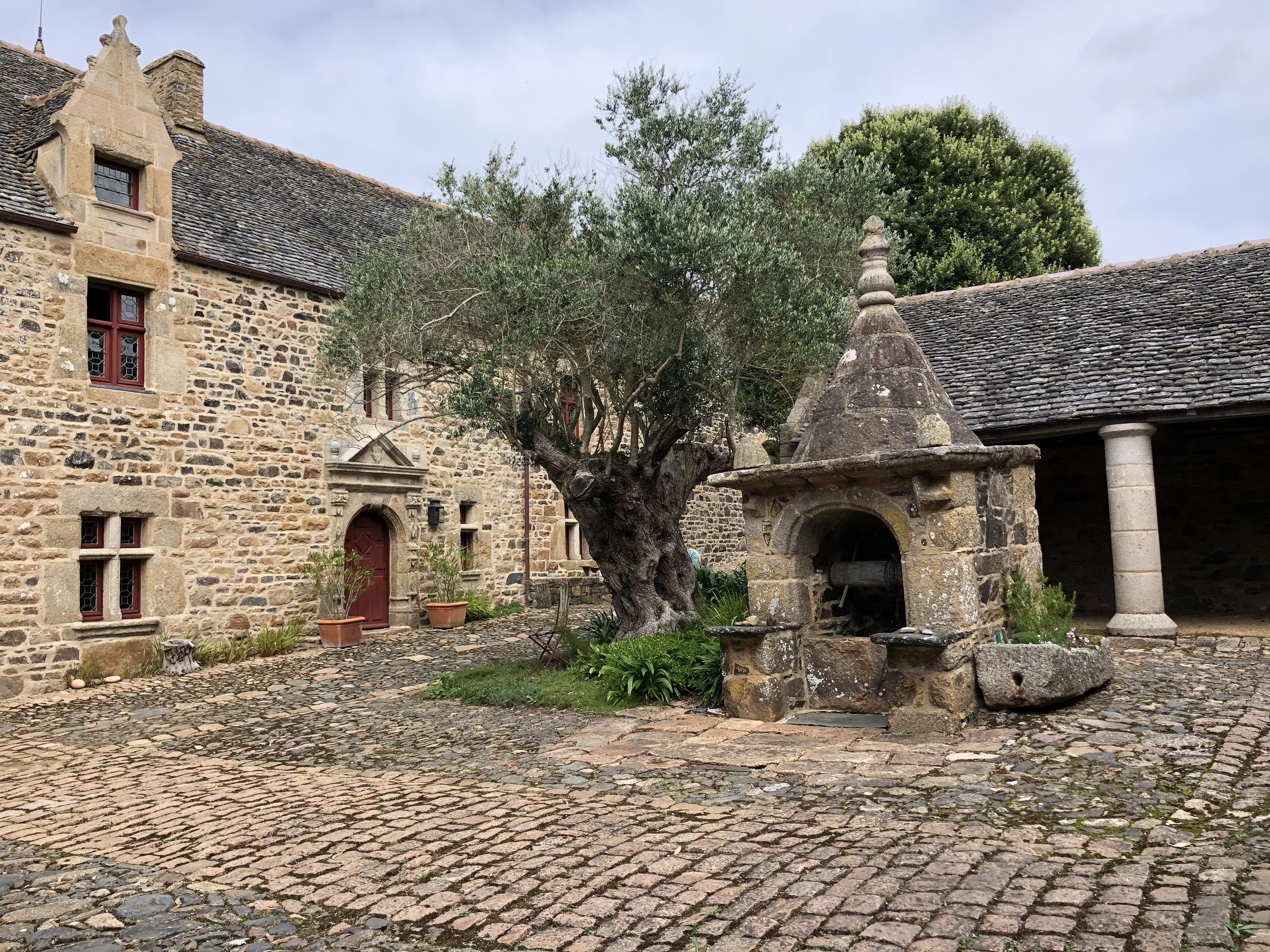
Le puits
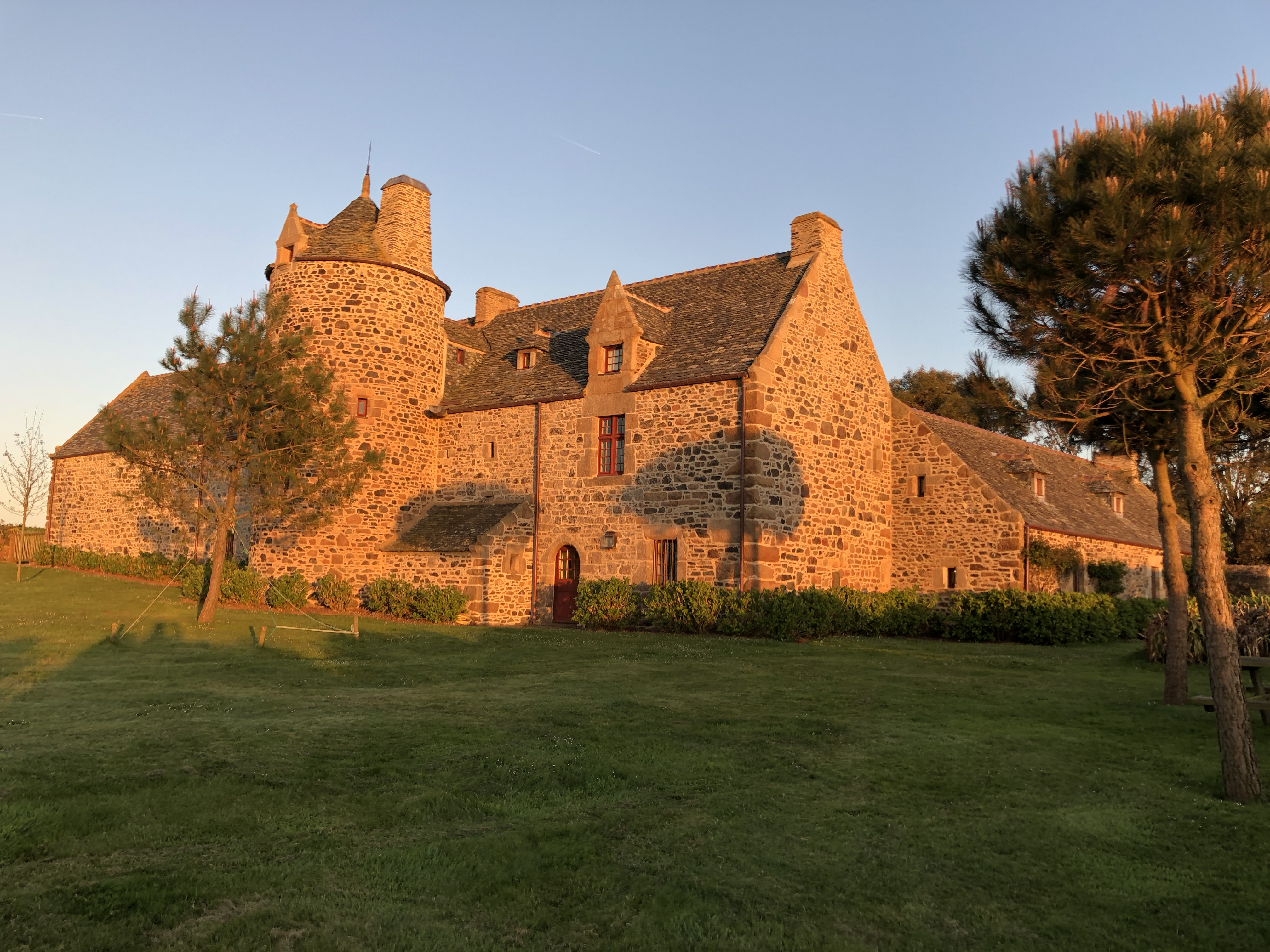
Façade N-O

- Le calvaire de Kergreis : 
Déplacé aujourd'hui à côté de l'oratoire Notre-Dame-de-Lorette, ce calvaire provient de Kergreis près de Kermouster. Il y marquait l'arrêt de la progression d'une des épidémies de peste qui ravagèrent le Trégor dans la première moitié du XVIIe siècle. La pierre levée est une stèle de l'âge du fer[Note 10].

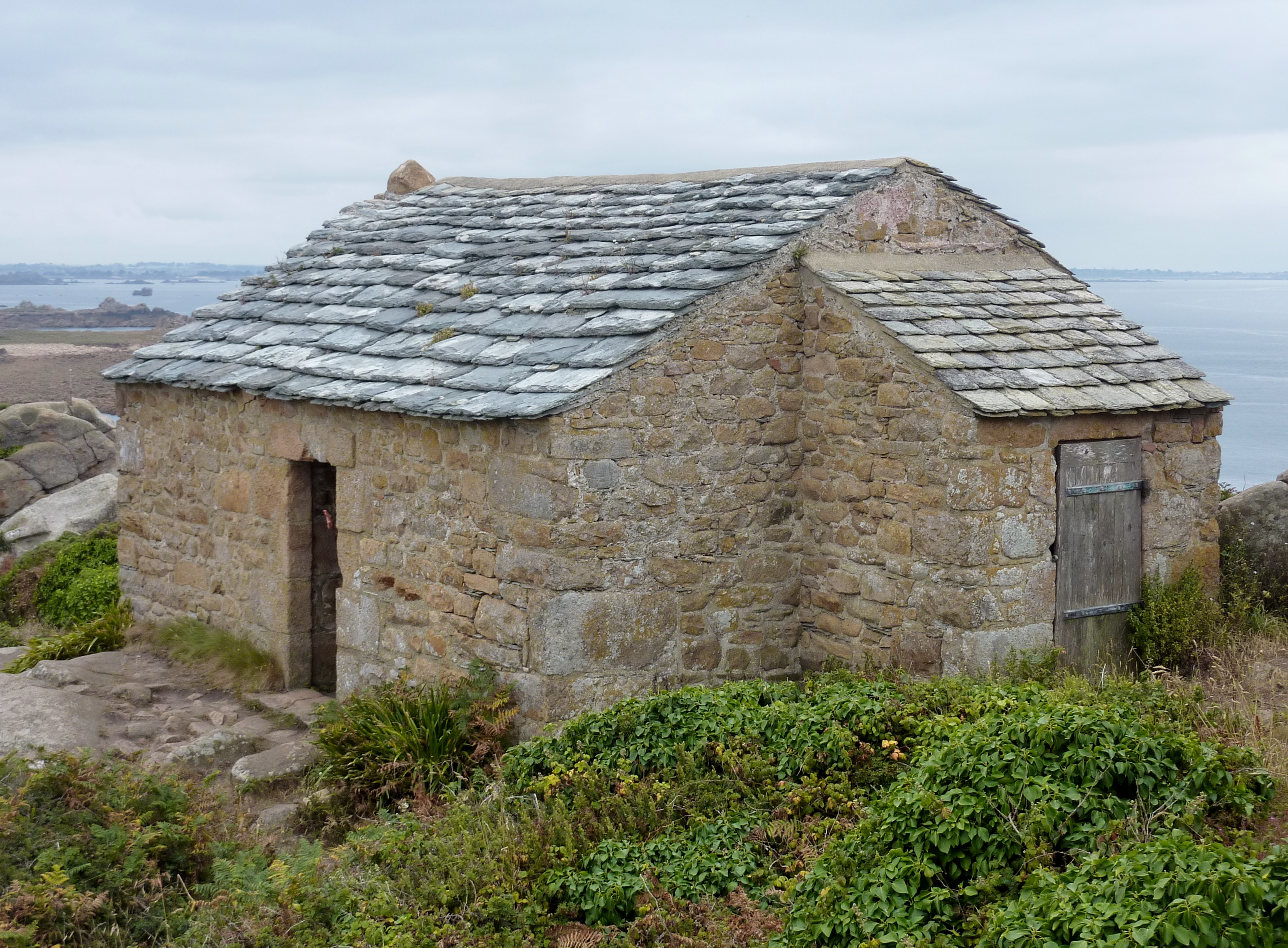
Pointe de Primel : la « maison du douanier » (début XIXe siècle).

- La maison du douanier :

Sur les hauteurs de la pointe de Primel, au milieu de la lande et des roches granitiques, se trouve une maison abandonnée. Construite en pierre taillée avec un toit en ardoise, elle n'a plus ni porte ni fenêtre. C'était au XIXe siècle le logement du douanier chargé de veiller au blocus continental décrété par Napoléon Ier.
- La maison prévôtale : située dans le bourg, cette maison abritait, avant la Révolution française, le prévôt chargé de collecter les impôts royaux. L'office du tourisme y a été installé.
- De nombreux autres manoirs subsistent à Plougasnou, par exemple les manoirs de Traon-ar-Run, de Cosquérou, de Mesquéault, de Ruffelic, de Kericuff, de Guermeur, de Kervény, de Kerlessy, etc.

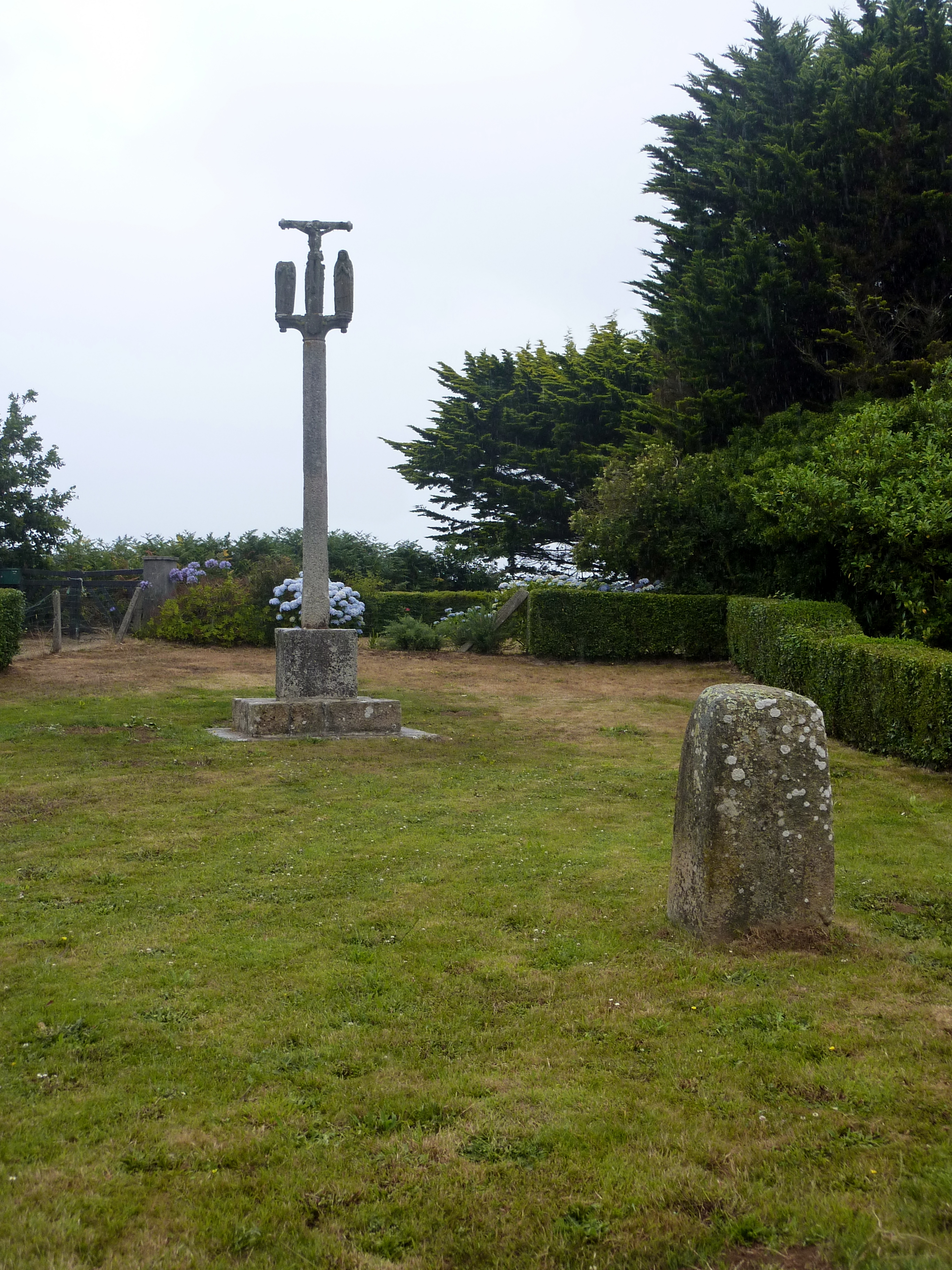
Stèle de l'âge du fer et calvaire de Kergreis.
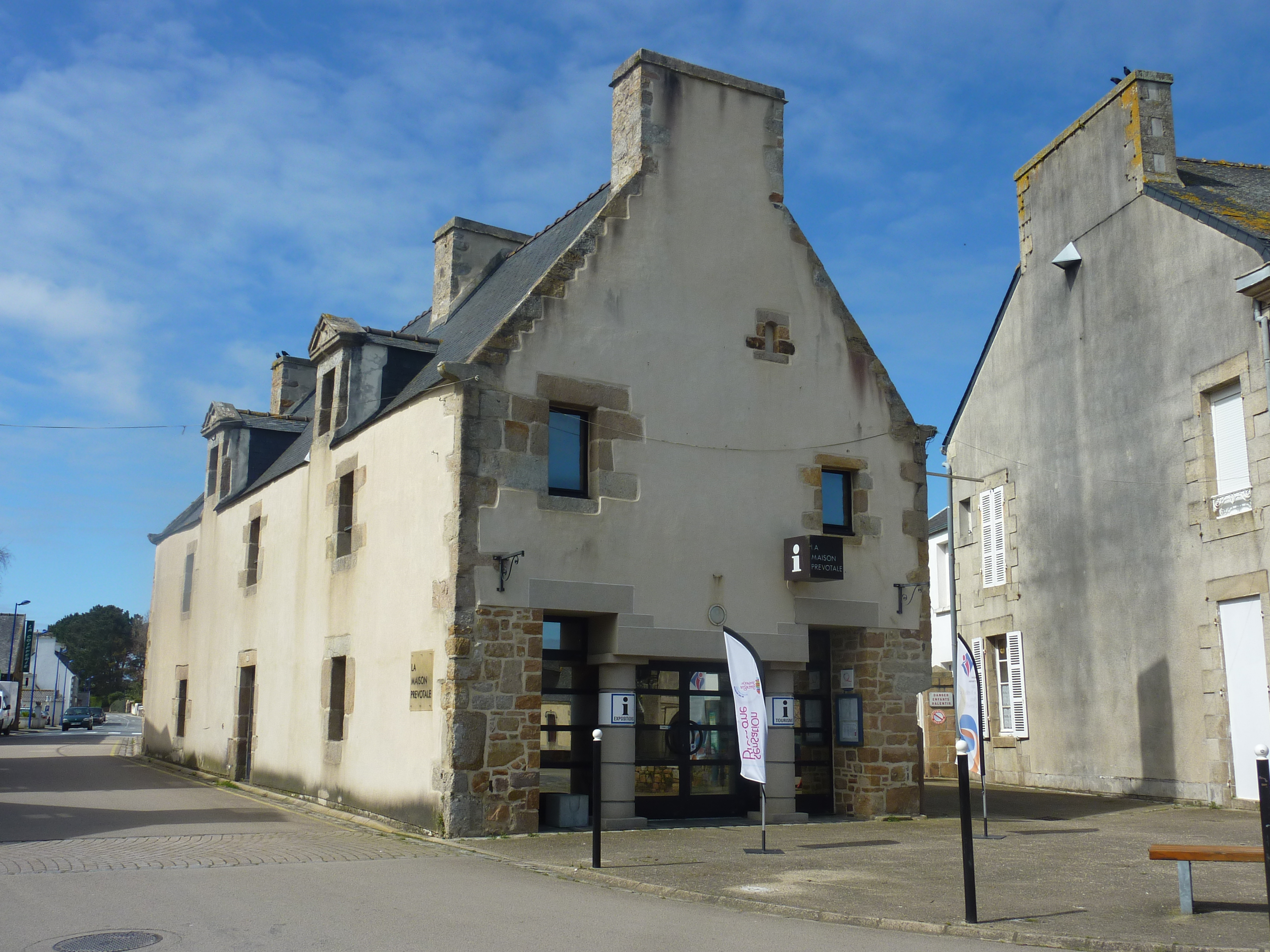
La maison prévôtale (XVIIe siècle) ; désormais Office du tourisme.
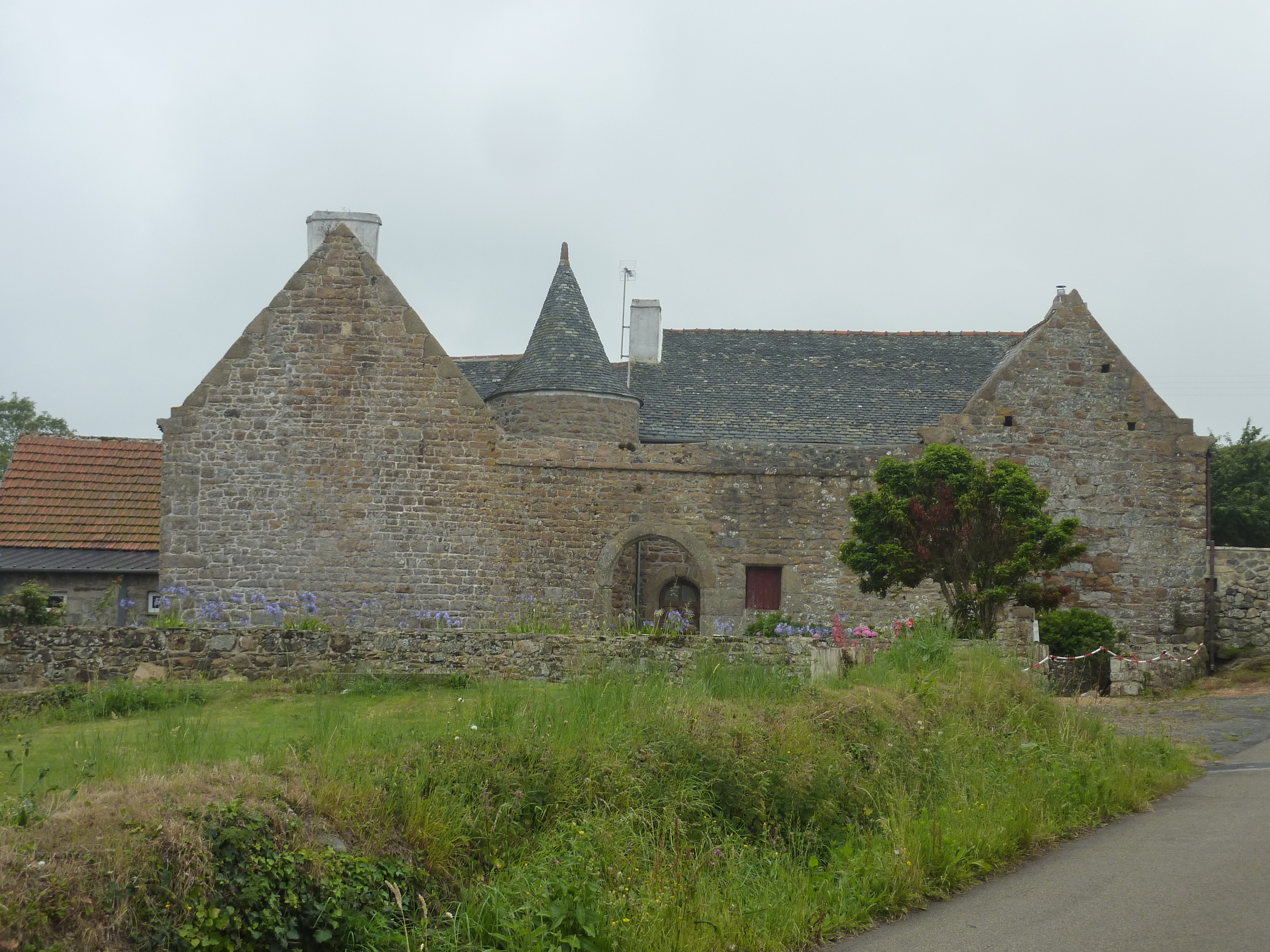
Le manoir de Traon-ar-Run.
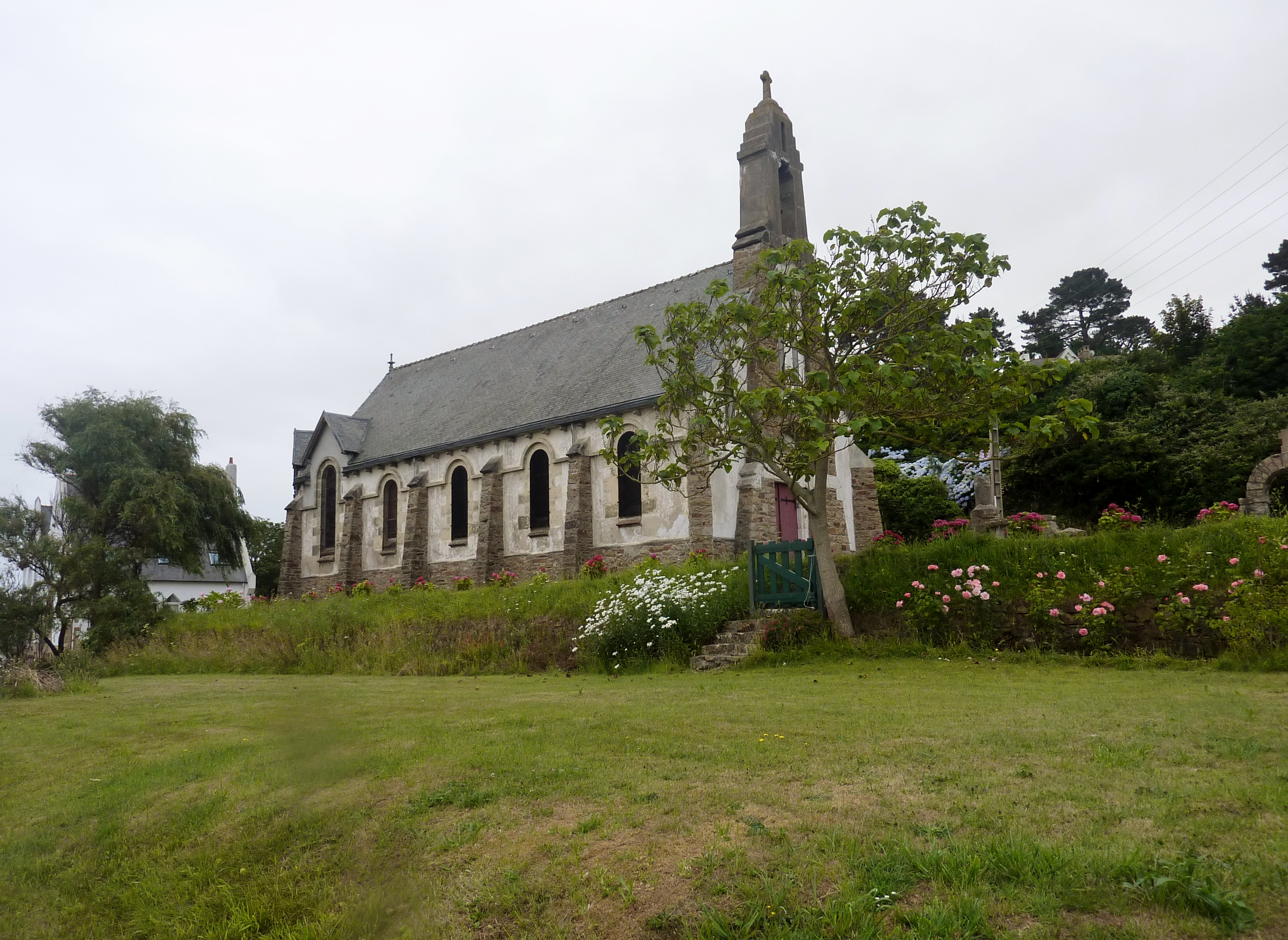
La chapelle Notre-Dame-de-Lourdes à Primel (elle date de 1926).

### Les boules plombées du pays de Morlaix
La boule bretonne telle qu'elle est pratiquée dans le Nord Finistère dans la région de Morlaix a sa particularité et est sans doute la plus singulière des boules bretonnes actuelles.
L'Amicale bouliste de Plougasnou est membre actif de la Fédération des boules plombées du Pays de Morlaix, adhérente à F.A.L.S.A.B. (confédération des jeux et sports traditionnels de Bretagne).
La commune de Plougasnou met à disposition des joueurs 4 allées en terre battue dont deux couvertes situées derrière la salle des fêtes.
L'association est composée d'une soixantaine de membres et organise de nombreux concours tout au long de l'année. Le jeu se pratique tous les jours de 17 h à 19 h sur l'allée privée du café épicerie Chez Masson quand le temps le permet ou sur les allées couvertes du bourg, les jeudis, samedis et dimanches de 14 h 30 à 17 h 30 sur les allées de Primel Trégastel aux beaux jours, ou sur les allées couvertes du bourg, sur les allées privées couvertes de Kerlanguis en Kermouster au café « Au relais des chasseurs » les jeudis et dimanches après-midi.
Une autre allée en plein air existe aussi à Kermébel (entre le port de Térenez et la plage de Saint Samson) ; elle dépend de l'ancien café-garage-forge tenu par la famille Prigent.
L'amicale organise des séances d'initiation et de découverte gratuites de ce jeu si particulier du patrimoine du pays de Morlaix tout l'été sur les allées de Primel Trégastel et dans les collèges des alentours.

### Légendes et croyances traditionnelles
Plusieurs légendes du pays de Plougasnou sont racontées dans un article de la "Revue des traditions populaires" publié en 1899 dont celle de l'évêque de Saint-Brieuc changé en chien,, celle de maisons hantées (manoir de Cosquer) et celle de la Messe du revenant. D'autres croyances traditionnelles de Plougasnou sont évoquées dans d'autres articles de la même revue,,. Des cruches remplies d'eau de la fontaine de Plougasnou passaient pour assurer aux navires qui en avaient à leur bord des vents favorables. Selon Jacques Cambry, « Il existe encore dans les environs de Plougasnou un genre de divination ; des sorciers interprètent les mouvemens de la mer, des flots mourans sur les rivages, et vous prédisent l'avenir ». Un ecclésiastique, l'abbé François Duine (1870-1924), sous le pseudonyme d'Henri de Kerbeuzec, a publié en 1896 un livre Cojou Breiz, dans lequel il raconte nombre de croyances et de traditions de Plougasnou, ainsi que la traduction en français de chants populaires locaux en langue bretonne.

### Plougasnou dans les arts
Littérature
- Paul Féval évoque Plougasnou et Yvonic, un petit tailleur local, dans son roman Les tribunaux secrets : ouvrage historique, tome 8[175].
- Pierre Maël : La roche-qui-tue, 1898[176].
- Eugène Sue : Kernok le pirate, 1830, paru en feuilleton dans le journal La Lanterne en 1911[177]. L'auteur évoque à maintes reprises Plougasnou dans ce roman et y place la naissance de son héros.

Tableaux
- Jean-François Raffaëlli : La famille de Jean-le-Boîteux, paysans de Plougasnou (huile sur toile, 1876, musée d'Orsay)[178]. Ce tableau a été exposé au Salon de 1877 et est ainsi commenté par La Gazette des beaux-arts : « Toute la vieille Bretagne du Finistère avec quelques personnages où l'humble condition se marquait de vie grandiose, de style fait de simple réalité, un siècle de labeur, de pensée obscure, de vie douce, résignée, admirable, marqué au trait du vieillard à chapeau noir, de la vieille à la coiffe blanche présentant ses mains comme des témoignages, et la continuation de l'existence avec le jeune homme, la jeune femme, la petite fille »[179]. Il a aussi peint La mer à Plougasnou, Les falaises à Plougasnou, L'église de Plougasnou[180].
- Pierre Ladureau (1882-1974) : Paysage en Plougasnou[181].
- Maxime Maufra : Le cimetière de Plougasnou, lithographie, 1894[182].
- Alexandre Benois[Note 11] :
  - Bretagne, Plougasnou (1897, dessin, musée national russe, Saint-Petersbourg) ;
  - Intérieur d'une ferme entre Primel Tregastel et Plougasnou (aquarelle, 1897, collection particulière) ;
  - Primel, la Baie de Morlaix, le sentier du douanier (aquarelle, 1905, collection particulière) ;
  - La Pointe de Primel après la moisson (aquarelle, 1905, collection particulière).

### Personnalités liées à la commune
- Joseph du Coskaër, chevalier, seigneur de Rosambo, conseiller au Parlement de Bretagne en 1672[24].
- Elvire de Cerny  Elvire de Pressac, comtesse de Cerny (née le 14 février 1818 à Roscoff, décédée à Plougasnou le 10 septembre 1899 au château du Rhun où elle habitait), auteur de Contes et légendes de Bretagne 1856-1898 et Saint-Suliac et ses traditions : contes et légendes d'Ille-et-Vilaine.
- Jean-Marie Picart[183], matelot originaire de Plougasnou, participa à la guerre de Crimée au cours de laquelle il fut blessé à une jambe[184].
- Ernest May (1845-1925), banquier, et son fils Étienne May (1881-1962), médecin, possédaient le manoir de Coran en Plougasnou[185].
- Jean-Marie Clech (1850-1891), conseiller général du canton de Lanmeur, député républicain du Finistère de 1889 à 1891.
- Jean-Baptiste Le Mel (1877-1935), prêtre catholique né à Plougasnou.
- Moïse Kisling (1891-1953), peintre franco-polonais ami de Modigliani, a résidé l'été route de la Plage, à Plougasnou, et y a peint des paysages du bourg.
- Fréhel (1891-1951), chanteuse née à Paris, fille d'un couple de Bretons originaire de Primel-Trégastel, hameau de la commune.
- Antony Lhéritier (1912-1993), poète, humaniste, auteur de nombreux ouvrages de poésie, a vécu jusqu'à la fin de sa vie au Diben.[réf. nécessaire]
- Adolphe Willette a séjourné dans une villa de Kermaria en Plougasnou en 1913-1914[87].
- Joseph Floc'h était un imprimeur et éditeur. Il a publié en 1976 : Plougasnou, mille ans d'histoire[réf. nécessaire].
- Yves de Kermabon (né en 1948 à Marvejols), général de corps d'armée, commandeur de la Légion d'honneur, descendant de la famille de Kermabon originaire de la paroisse de Plougasnou (rattachée à la commune de Saint-Jean-du-Doigt) (ancien manoir de Kermabon-XVe siècle)[186].
- Nicolas Troussel[pourquoi ?], navigateur français né à Morlaix, vainqueur de la Solitaire du Figaro en 2006.
- André Gentil, navigateur et écrivain né sur la commune à Kervescontou. Dans son premier livre[187], il raconte son tour du monde en solitaire par les trois grands caps sur le Méo Adarre II : un Romanée, conçu par l'architecte naval Philippe Harlé. Parti de Morlaix le 4 juillet 1993, il est revenu à bon port le 6 juin 1994[188].
- Michel Le Bris (1944-2021), écrivain, spécialiste de Robert Louis Stevenson, et directeur du festival littéraire de Saint-Malo « Étonnants voyageurs »
- Fañch Le Marrec, chanteur localement populaire, membre des Goristes. Il habite Saint-Samson[réf. nécessaire].
- Yvon Le Vaillant (1934-2012), journaliste, né à Plougasnou.
- Mireille Prigent (1936-1997), écrivaine, décédée dans la commune.
- Luc Le Vaillant, journaliste, a grandi à Plougasnou[189].

### Héraldique
| Armes de Plougasnou | Les armes de Plougasnou se blasonnent ainsi : D'argent fretté d'azur Armes de la famille de Guicaznou, reprises sur toutes les plaques de rues de la commune. Armoiries des Bartaige représenté sur le pignon ouest de la chapelle Sainte-Barbe de Plougasnou. |